# Musikjahr 2018
Liste der Musikjahre

◄◄ | ◄ | 2014 | 2015 | 2016 | 2017 | Musikjahr 2018 | 2019 | 2020 | 2021 | 2022 | ►

Weitere Ereignisse · Country-Musik
Dieser Artikel behandelt das Musikjahr 2018.
Kommerziell erfolgreichste Künstlerin ist in Deutschland zum fünften Mal Helene Fischer. International erfolgreich ist außerdem wie im Vorjahr bereits Ed Sheeran.
Das Jahr 2018 markierte auch das Sterben der Printmedien in der Musikszene. So stellten nacheinander die Zeitschriften NME, Groove, Intro und zuletzt Spex ihr Erscheinen in Zeitschriftenform ein.

## Ereignisse

Logo von Wir sind mehr auf Twitter

### Populäre Musik
- 12. April: Nachdem Kollegah und Farid Bang mit dem Echo ausgezeichnet worden waren, entspinnt sich eine lang anhaltende Debatte um den Antisemitismus in ihren Texten. Mehrere Künstler geben ihre Echos zurück. Am Ende der Debatte steht das Ende des Musikpreises Echo, der vom Bundesverband Musikindustrie eingestellt wird.
- 12. Mai: Die Sängerin Netta Barzilai gewinnt in Lissabon mit dem Titel Toy für Israel den Eurovision Song Contest.
- 09. September: Unter dem Namen Wir sind mehr wird in Chemnitz nach den vorausgegangenen Ausschreitungen ein Zeichen gegen rechte Gewalt gesetzt. Zum Gratiskonzert erscheinen rund 65.000 Menschen, die friedlich protestieren. Auftretende Bands und Künstler sind unter anderem Feine Sahne Fischfilet, KIZ, Marteria, Casper, Kraftklub und Die Toten Hosen.[1]
- 19. Dezember: In der Woche vor Weihnachten beherrscht die Trennung von Helene Fischer und Florian Silbereisen den Boulevard.

### Klassische Musik
- 01. Januar: Das 78. Neujahrskonzert der Wiener Philharmoniker wird von Riccardo Muti geleitet. Das Konzert wird in 95 Ländern ausgestrahlt.[2]
- 18. Januar: Uraufführung von Unbreathed für Streichquartett von Rebecca Saunders durch das Quatuor Diotima in der Wigmore Hall[3]
- 12. April: Das Markgräfliche Opernhaus in Bayreuth wird nach einer sechsjährigen Sanierungsphase mit der Oper Artaserse von Johann Adolph Hasse wiedereröffnet, mit der auch die Bayreuther Aufführungsgeschichte 1748 begann.
- 29. Mai: Im sog. KomponistenQuartier in Hamburg wird das Gustav Mahler Museum eröffnet.

### Musiktheater
- 03. Juni: Uraufführung der Oper Benjamin von Peter Ruzicka mit einem Libretto von Yona Kim in der Hamburgische Staatsoper.
- 29. Juni: Uraufführung der Oper Minotauro von Silvia Colasanti (Musik) mit einem Libretto von René de Ceccatty und Giorgio Ferrara nach der Ballade Minotaurus von Friedrich Dürrenmatt im Teatro Nuovo Gian Carlo Menotti in Spoleto.
- 05. Juli: Die Oper The Skating Rink von David Sawer (Musik) mit einem Libretto von Rory Mullarkey nach dem Roman La pista de hielo von Roberto Bolaño wird beim Festival der Garsington Opera im Wormsley Park uraufgeführt.
- 18. Juli: Die Oper L’ange de Nisida von Gaetano Donizetti, basierend auf einem Libretto von Alphonse Royer und Gustave Vaëz, wird in London uraufgeführt.
- 11. September: Das Musical Tootsie mit der Musik von David Yazbek wird im Cadillac Palace Theatre in Chicago uraufgeführt.
- 21. September: Die Kammeroper Jeanne und Gilles von François-Pierre Descamps (Musik) und Kristine Tornquist (Libretto) wird im sirene Operntheater im Reaktor Wien uraufgeführt.
- 13. Oktober: Die Oper Hadrian von Rufus Wainwright wird im Four Seasons Center for Performing Arts in Toronto unter der Leitung von Peter Hinton uraufgeführt.[4]
- 24. November: Die Oper Das Totenschiff von Oskar Aichinger (Musik) auf ein Libretto von Kristine Tornquist wird im sirene Operntheater im Reaktor Wien uraufgeführt.

### Medien
- 07. März: Die altehrwürdige britische Musikzeitschrift New Musical Express (NME) stellte nach 66 Jahren ihre Printausgabe ein.[5]
- 27. Dezember: Die letzte Ausgabe des Musikmagazins Spex erscheint.
- 31. Dezember: Letzter Sendetag von VIVA Deutschland.
- Andy Borg moderiert erstmals die deutsche Musiksendung und Unterhaltungsshow des SWR Schlager-Spaß mit Andy Borg.

## Musikcharts

### Deutschland
| Singles                                                        | Position | Alben                                      |
| -------------------------------------------------------------- | -------- | ------------------------------------------ |
|                                                                |          |                                            |
| In My Mind Dynoro & Gigi D’Agostino                            | 1        | Helene Fischer                             |
| Perfect Ed Sheeran                                             | 2        | Palmen aus Plastik 2 Bonez MC & RAF Camora |
| Was du Liebe nennst Bausa                                      | 3        | Wolke 7 Gzuz                               |
| One Kiss Calvin Harris & Dua Lipa                              | 4        | Rivalen und Rebellen Frei.Wild             |
| Nevermind Dennis Lloyd                                         | 5        | ÷ Ed Sheeran                               |
| Bella Ciao (Hugel Remix) El Profesor                           | 6        | Tumult Herbert Grönemeyer                  |
| Je ne parle pas français (Beatgees Remix) Namika feat. Black M | 7        | Na und?! Ben Zucker                        |
| Solo Clean Bandit feat. Demi Lovato                            | 8        | Mythos Bushido                             |
| Friends Marshmello & Anne-Marie                                | 9        | Im Auge des Sturms Santiano                |
| Échame la Culpa Luis Fonsi & Demi Lovato                       | 10       | Kopf aus – Herz an Eloy de Jong            |

- Helene Fischer ist bereits zum fünften Mal (nach 2013, 2014, 2015 und 2017) an der Spitze der Jahrescharts. Das selbstbetitelte Album war bereits im Vorjahr Platz 1 der Jahrescharts.[6]
- Mit neun Wochen an der Spitze der deutschen Singlecharts wurde Was du Liebe nennst von Bausa der am häufigsten an der Spitze platzierte deutschsprachige Hip-Hop-Song aller Zeiten.

Die längsten Nummer-eins-Singles
Lieder, die die meiste Zeit während eines anderen Jahres auf Platz 1 der Charts verbrachten, werden hier nicht aufgeführt.
1. Dynoro & Gigi D’Agostino – In My Mind (11 Wochen)
2. Ed Sheeran – Perfect (7 Wochen)
3. Marshmello & Anne-Marie – Friends (5 Wochen)

Die längsten Nummer-eins-Alben
Alben, die die meiste Zeit während eines anderen Jahres auf Platz 1 der Charts verbrachten, werden hier nicht aufgeführt.
1. Ed Sheeran – ÷; Andreas Gabalier – Vergiss mein nicht; Herbert Grönemeyer – Tumult (jeweils 3 Wochen)

Alle weiteren Alben waren entweder eine oder zwei Wochen auf Platz 1 gelistet.
Alle Nummer-eins-Hits und die Hits des Jahres

### Österreich
| Singles                                                          | Position | Alben                                                      |
| ---------------------------------------------------------------- | -------- | ---------------------------------------------------------- |
|                                                                  |          |                                                            |
| In My Mind Dynoro & Gigi D’Agostino                              | 1        | Vergiss mein nicht Andreas Gabalier                        |
| Nevermind Dennis Lloyd                                           | 2        | Helene Fischer                                             |
| Bella Ciao (Hugel Remix) El Profesor                             | 3        | ÷ Ed Sheeran                                               |
| Solo Clean Bandit feat. Demi Lovato                              | 4        | Unerhört solide Pizzera & Jaus                             |
| These Days Rudimental feat. Jess Glynne, Macklemore & Dan Caplen | 5        | Palmen aus Plastik 2 Bonez MC & RAF Camora                 |
| 500 PS Bonez MC & RAF Camora                                     | 6        | Mamma Mia! Here We Go Again (Soundtrack)                   |
| Friends Marshmello & Anne-Marie                                  | 7        | Neujahrskonzert 2018 Wiener Philharmoniker / Riccardo Muti |
| One Kiss Calvin Harris & Dua Lipa                                | 8        | Niente Wanda                                               |
| Rise Jonas Blue feat. Jack & Jack                                | 9        | Berlin lebt Capital Bra                                    |
| Neymar Capital Bra feat. Ufo361                                  | 10       | A Star Is Born Lady Gaga & Bradley Cooper                  |

Die längsten Nummer-eins-Singles
Lieder, die die meiste Zeit während eines anderen Jahres auf Platz 1 der Charts verbrachten, werden hier nicht aufgeführt.
1. Dynoro & Gigi D’Agostino – In My Mind (8 Wochen)
2. Rudimental feat. Jess Glynne, Macklemore & Dan Caplen – These Days (7 Wochen)
3. Bausa – Was du Liebe nennst; Lady Gaga & Bradley Cooper – Shallow (jeweils 4 Wochen)

Die längsten Nummer-eins-Alben
Alben, die die meiste Zeit während eines anderen Jahres auf Platz 1 der Charts verbrachten, werden hier nicht aufgeführt.
1. Wiener Philharmoniker / Riccardo Muti – Neujahrskonzert der Wiener Philharmoniker 2018; Andreas Gabalier – Vergiss mein nicht; Herbert Grönemeyer – Tumult; Soundtrack – Mamma Mia! Here We Go Again; Bonez MC & RAF Camora – Palmen aus Plastik 2 (jeweils 3 Wochen)

Alle weiteren Alben waren entweder eine oder zwei Wochen auf Platz 1 gelistet.
Alle Nummer-eins-Hits und die Hits des Jahres

### Schweiz
| Singles                                                          | Position | Alben                                     |
| ---------------------------------------------------------------- | -------- | ----------------------------------------- |
|                                                                  |          |                                           |
| 079 Lo & Leduc                                                   | 1        | Schnupf, Schnaps + Edelwyss Trauffer      |
| Perfect Ed Sheeran                                               | 2        | ÷ Ed Sheeran                              |
| Échame la Culpa Luis Fonsi & Demi Lovato                         | 3        | Mon pays c’est l’amour Johnny Hallyday    |
| In My Mind Dynoro & Gigi D’Agostino                              | 4        | KombiNation Bligg                         |
| Nevermind Dennis Lloyd                                           | 5        | Urchig Gölä                               |
| Havana Camila Cabello feat. Young Thug                           | 6        | Revival Eminem                            |
| La cintura Álvaro Soler                                          | 7        | A Star Is Born Lady Gaga & Bradley Cooper |
| These Days Rudimental feat. Jess Glynne, Macklemore & Dan Caplen | 8        | Song Book Stephan Eicher & Martin Suter   |
| One Kiss Calvin Harris & Dua Lipa                                | 9        | Kamikaze Eminem                           |
| Leave a Light On Tom Walker                                      | 10       | Vom Gipfel is Tal Heimweh                 |

- Mit 21 Wochen an der Chartspitze stellt der Song 079 des Berner Mundart-Duos Lo & Leduc einen neuen Allzeit-Rekord in der Schweizer Hitparade auf. Bereits in der 11. Woche wurde er der erfolgreichste Schweizer Titel aller Zeiten und löste die bisherigen Spitzenreiter Grüezi wohl, Frau Stirnimaa! von den Minstrels sowie Chihuahua von DJ BoBo ab.
- Mit der 20. Woche an der Spitze zog 079 mit Despacito von Luis Fonsi feat. Daddy Yankee als am längsten an der Spitze platzierter Song in der Geschichte der Schweizer Hitparade gleich.

Die längsten Nummer-eins-Singles
Lieder, die die meiste Zeit während eines anderen Jahres auf Platz 1 der Charts verbrachten, werden hier nicht aufgeführt.
1. Lo & Leduc – 079 (21 Wochen)
2. Ed Sheeran – Perfect (11 Wochen)
3. Dynoro & Gigi D’Agostino – In My Mind (8 Wochen)

Die längsten Nummer-eins-Alben
Alben, die die meiste Zeit während eines anderen Jahres auf Platz 1 der Charts verbrachten, werden hier nicht aufgeführt.
1. Trauffer – Schnupf, Schnaps + Edelwyss (6 Wochen)
2. Ed Sheeran – ÷; Johnny Hallyday – Mon pays c’est l’amour (jeweils 5 Wochen)
3. Eminem – Kamikaze (3 Wochen)

Alle Nummer-eins-Hits und die Hits des Jahres

### Vereinigtes Königreich
| Singles                                                          | Position | Alben                                                                 |
| ---------------------------------------------------------------- | -------- | --------------------------------------------------------------------- |
|                                                                  |          |                                                                       |
| One Kiss Calvin Harris & Dua Lipa                                | 1        | The Greatest Showman: Original Motion Picture Soundtrack (Soundtrack) |
| God’s Plan Drake                                                 | 2        | Staying at Tamara’s George Ezra                                       |
| Shotgun George Ezra                                              | 3        | ÷ Ed Sheeran                                                          |
| This Is Me Keala Settle & the Greatest Showman Ensemble          | 4        | Mamma Mia! Here We Go Again (Soundtrack)                              |
| These Days Rudimental feat. Jess Glynne, Macklemore & Dan Caplen | 5        | Scorpion Drake                                                        |
| Perfect Ed Sheeran                                               | 6        | Beerbongs & Bentleys Post Malone                                      |
| Nice for What Drake                                              | 7        | A Star Is Born Lady Gaga & Bradley Cooper                             |
| Paradise George Ezra                                             | 8        | Love Michael Bublé                                                    |
| No Tears Left to Cry Ariana Grande                               | 9        | Dua Lipa                                                              |
| Feel It Still Portugal. The Man                                  | 10       | Kamikaze Eminem                                                       |

- Shotgun von George Ezra war der offizielle Sommer-Hit des Jahres
- Das Album The Greatest Showman war ganze 24 Wochen auf Platz 1 der Charts und damit das erfolgreichste Album seit 2000.
- Mit dem Soundtrack zum Musicalfilm The Greatest Showman, Lady Gaga & Bradley Coopers Album A Star Is Born sowie Mamma Mia! Here We Go Again sind ganze drei Soundtrackalben in den offiziellen Jahresendcharts vertreten.

Die längsten Nummer-eins-Singles
Lieder, die die meiste Zeit während eines anderen Jahres auf Platz 1 der Charts verbrachten, werden hier nicht aufgeführt.
1. Drake – God’s Plan (9 Wochen)
2. Calvin Harris & Dua Lipa – One Kiss (8 Wochen)
3. Calvin Harris & Sam Smith – Promises; Ariana Grande – Thank U, Next (jeweils 6 Wochen)

Die längsten Nummer-eins-Alben
Alben, die die meiste Zeit während eines anderen Jahres auf Platz 1 der Charts verbrachten, werden hier nicht aufgeführt.
1. Soundtrack – The Greatest Showman: Original Motion Picture Soundtrack (24 Wochen)
2. Soundtrack – Mamma Mia! Here We Go Again (5 Wochen)
3. Eminem – Kamikaze (4 Wochen)

Alle Nummer-eins-Hits und die Hits des Jahres

### Vereinigte Staaten
| Singles                                           | Position | Alben                                                                 |
| ------------------------------------------------- | -------- | --------------------------------------------------------------------- |
|                                                   |          |                                                                       |
| God’s Plan Drake                                  | 1        | Reputation Taylor Swift                                               |
| Perfect Ed Sheeran                                | 2        | Scorpion Drake                                                        |
| Meant to Be Bebe Rexha feat. Florida Georgia Line | 3        | Beerbongs & Bentleys Post Malone                                      |
| Havana Camila Cabello feat. Young Thug            | 4        | The Greatest Showman: Original Motion Picture Soundtrack (Soundtrack) |
| Rockstar Post Malone feat. 21 Savage              | 5        | ÷ Ed Sheeran                                                          |
| Psycho Post Malone feat. Ty Dolla Sign            | 6        | Invasion of Privacy Cardi B                                           |
| I Like It Cardi B, Bad Bunny & J Balvin           | 7        | Astroworld Travis Scott                                               |
| The Middle Zedd, Maren Morris & Grey              | 8        | Stoney Post Malone                                                    |
| In My Feelings Drake                              | 9        | ? XXXTentacion                                                        |
| Girls Like You Maroon 5 feat. Cardi B             | 10       | Culture II Migos                                                      |

- BTS war die erste südkoreanische Band, die mit einem Album (Love Yourself 轉 ‘Tear’) Platz 1 der US-amerikanischen Charts erreichte.[7]

Die längsten Nummer-eins-Singles
Lieder, die die meiste Zeit während eines anderen Jahres auf Platz 1 der Charts verbrachten, werden hier nicht aufgeführt.
1. Drake – God’s Plan (11 Wochen)
2. Drake – In My Feelings (10 Wochen)
3. Drake – Nice for What (jeweils 8 Wochen)

Die längsten Nummer-eins-Alben
Alben, die die meiste Zeit während eines anderen Jahres auf Platz 1 der Charts verbrachten, werden hier nicht aufgeführt.
1. Drake – Scorpion (5 Wochen)
2. Verschiedene Interpreten – Black Panther: The Album; Post Malone – Beerbongs & Bentleys; Lady Gaga & Bradley Cooper – A Star is Born; Travis Scott – Astroworld; (jeweils 3 Wochen)

Alle weiteren Alben waren entweder eine oder zwei Wochen auf Platz 1 gelistet.
Alle Nummer-eins-Hits und die Hits des Jahres

### Charts in weiteren Ländern
Siehe auch: Nummer-eins-Hits 2018 in Argentinien,  Australien, Belgien, Brasilien, Bulgarien, Dänemark, Deutschland, Finnland, Frankreich, Griechenland, Irland, Italien, Japan, Kanada, Kolumbien, Kroatien, Malaysia, Mexiko, Neuseeland, den Niederlanden, Norwegen, Österreich, Polen, Portugal, Schweden, der Schweiz, Singapur, Slowakei, Spanien, Südkorea, Tschechien, Ungarn, den Vereinigten Staaten und im Vereinigten Königreich.

### Weltweite Auswertung
| Singles | Alben |
| --- | --- |
| 1. Camila Cabello feat. Young Thug – Havana 2. Drake – God’s Plan 3. Ed Sheeran – Shape of You 4. Ed Sheeran – Perfect 5. Maroon 5 feat. Cardi B – Girls Like You 6. Luis Fonsi feat. Daddy Yankee – Despacito 7. Tia Ray – Be Apart 8. The Chainsmokers & Coldplay – Something Just Like This 9. Marshmello & Anne-Marie – Friends 10. Post Malone feat. Ty Dolla Sign – Psycho | 1. OST – The Greatest Showman: Original Motion Picture Soundtrack 2. BTS – Love Yourself: Answer 3. BTS – Love Yourself: Tear 4. Lady Gaga – A Star Is Born 5. Johnny Hallyday – Mon Pays C’est L’amour 6. Ed Sheeran – ÷ 7. Queen – Bohemian Rhapsody: The Original Soundtrack 8. Pink – Beautiful Trauma 9. Eminem – Kamikaze 10. OST – Mamma Mia! Here We Go Again (OST) |

## Musikpreise und Ehrungen

### Amadeus Austrian Music Award
- Live Act des Jahres: Bilderbuch
- Album des Jahres: Unerhört solide von Pizzera & Jaus
- Song des Jahres: Columbo von Wanda
- FM4 Award: Farewell Dear Ghost

Vollständige Liste der Preisträger

### BRIT Awards
- Künstler des Jahres: Kendrick Lamar
- Künstlerin des Jahres: Lorde
- Gruppe des Jahres: Foo Fighters
- Britischer Künstler des Jahres: Stormzy
- Britische Künstlerin des Jahres: Dua Lipa
- Britischer Newcomer: Dua Lipa
- Britische Gruppe: Gorillaz

Liste der Preisträger

### Echo
- Künstler, Künstlerin national Rock/Pop: Mark Forster, Alice Merton
- Künstler, Künstlerin international Rock/Pop: Ed Sheeran, P!nk
- Band national Pop: Milky Chance
- Band national Rock: Die Toten Hosen
- Band international: Imagine Dragons
- Schlager: Helene Fischer
- Volkstümliche Musik: Santiano
- Hip-Hop/Urban (national): Kollegah & Farid Bang
- Hit des Jahres (international): Ed Sheeran – Shape of You
- Album des Jahres (international): Ed Sheeran – ÷
- Newcomer national: Wincent Weiss
- Newcomer international: Luis Fonsi

Vollständige Liste der Preisträger

### Grammy Awards
- Single des Jahres: 24k Magic von Bruno Mars
- Album des Jahres: 24k Magic von Bruno Mars
- Song des Jahres: That’s What I Like von Bruno Mars (Autoren: Christopher Brody Brown, James Fauntleroy, Philip Lawrence, Bruno Mars, Ray Charles McCullough II, Jeremy Reeves, Ray Romulus, Jonathan Yip)
- Bester neuer Künstler: Alessia Cara

Vollständige Liste der Preisträger

### MTV Europe Music Awards
- Bester Pop-Act: Dua Lipa
- Bester Rock-Act: 5 Seconds of Summer
- Bester Alternative-Act: Panic! at the Disco
- Bester Electronic-Act: Marshmello
- Bester Hip-Hop-Act: Nicki Minaj
- Bester Künstler: Camila Cabello
- Bester Newcomer: Cardi B
- Bester Song: Camila Cabello feat. Young Thug – Havana
- Bestes Video: Camila Cabello feat. Young Thug – Havana

Vollständige Liste der Preisträger

### MTV Video Music Awards
- Video of the Year: Camila Cabello feat. Young Thug – Havana
- Artist of the Year: Camila Cabello
- Best New Artist: Cardi B
- Best Pop Video: Ariana Grande – No Tears Left to Cry
- Best Rock Video: Imagine Dragons – Whatever It Takes
- Best Hip-Hop Video: Nicki Minaj – Chun-Li

Vollständige Liste der Preisträger

### Preis der deutschen Schallplattenkritik
- Lucile Richardot, Ensemble Correspondances, Sebastien Dauce: Perpetual Night. 17th Century Ayres and Songs
- Peter Iljitsch Tschaikowsky: Pique Dame (Inszenierung: Stefan Herheim)
- Anita Rachvelishvili: Anita Rachvelishvili singt Arien
- Christian Tetzlaff: Johann Sebastian Bach: Sonaten und Partiten für Violine Solo (2CD)
- Franui: Ständchen der Dinge
- Shannon Shaw: Shannon in Nashville
- Janelle Monáe: Dirty Computer
- Runrig: Rarities Limited – Collectors Box (6CD)
- Saz’iso: At Least Wave Your Handkerchief At Me
- Thomas Bernhard: Städtebeschimpfungen (Gelesen von Peter Simonischek und Michael König)

### Rock-and-Roll-Hall-of-Fame-Aufnahmen
- Bon Jovi[8]
- The Cars
- Dire Straits
- The Moody Blues
- Nina Simone
- Award for Early Influence: Sister Rosetta Tharpe

### Weitere Musikpreise und Auszeichnungen
- Billboard Music Award: Ed Sheeran
- Golden Globe: Beste Filmmusik: Alexandre Desplat – Shape of Water – Das Flüstern des Wassers/Bester Filmsong: This Is Me aus Greatest Showman, geschrieben von Benj Pasek, Justin Paul
- Mercury Music Prize: Wolf Alice – Visions of Life
- Oscarverleihung: Beste Filmmusik: Alexandre Desplat – Shape of Water – Das Flüstern des Wassers/Bester Filmsong: Remember Me aus Coco – Lebendiger als das Leben!, geschrieben von Kristen Anderson-Lopez und Robert Lopez
- Polar Music Prize: Metallica und Afghanistan National Institute of Music
- Protestsongcontest: Lupin – 1 Lied gegen Sexismus

### Musikwettbewerbe und Castingshows
Eurovision Song Contest
1. Netta: Toy
2. Eleni Foureira: Fuego
3. Cesár Sampson: Nobody But You
4. Michael Schulte: You Let Me Walk Alone
5. Ermal Meta & Fabrizio Moro: Non mi avete fatto niente

- Junior Eurovision Song Contest 2018: Roksana Węgiel – Anyone I Want To Be ( Polen)
- Sanremo-Festival 2018: Ermal Meta und Fabrizio Moro mit Non mi avete fatto niente

Castingshows
- Deutschland sucht den Superstar: Marie Wegener (Staffel 15)
- The Voice Kids: Anisa Celik (Staffel 6)

## Musikfestivals und -tourneen
- 1.–3. Juni: Rock am Ring in Nürburg
- 22.–24. Juni: Hurricane Festival in Scheeßel
- 27. Juni – 1. Juli: 15. Fusion Festival in Lärz
- 5.–7. Juli: Electric Love Festival in Salzburg
- 13.–14. Juli: Schlagermove in Hamburg
- 13.–15. Juli: Samba-Festival Coburg
- 20.–21. Juli: Rock dein Leben in Laichingen
- 20.–22. Juli: Das Fest (Open-Air-Musikfestival) in Karlsruhe
- 20.–22. und 27.–29. Juli: 12. Tomorrowland in Boom, Belgien
- 27–29. Juli: 43. Bardentreffen (Open-Air-Musikfestival) in Nürnberg
- 2.–4. August: Wacken Open Air in Wacken
- 31. August – 2. September: Folklorum auf der Kulturinsel in Neißeaue.

## Jahresbestenlisten

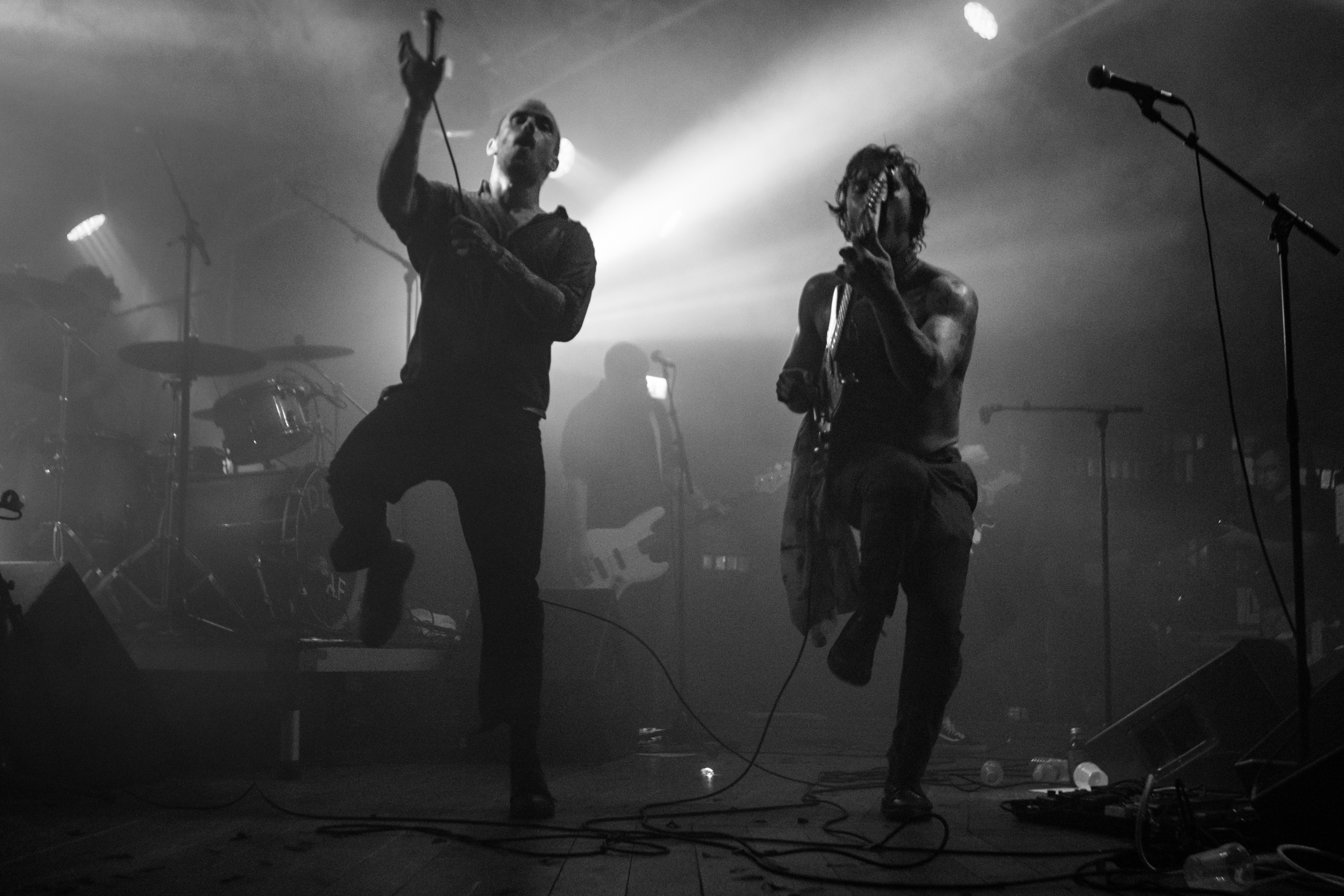
Die britische Band Idles war in vielen Jahresbestenlisten vertreten

### BBC 6 Music
1. Idles – Joy as an Act of Resistance[9]
2. Khruangbin – Con Todo El Mundo
3. Kamasi Washington – Heaven and Earth
4. Arctic Monkeys – Tranquility Base Hotel & Casino
5. Low – Double Negative
6. Gabe Gurnsey – Physical
7. Beak> – >>>
8. Sons of Kemet – Your Queen is a Reptile
9. The Orielles – Silver Dollar Moment
10. She Drew the Gun – Revolution of the Mind

### Eclipsed
| Alben des Jahres |
| --- |
| 1. Riverside – Wasteland 2. Kamasi Washington – Heaven and Earth 3. Ryley Walker – Deafman Glance 4. Oh Sees – Smote Reverser 5. Finally George – Life Is a Killer 6. Haken – Vector 7. King Buffalo – Longing to Be a Mountain 8. Crippled Black Phoenix – Great Escape 9. Uriah Heep – Living the Dream 10. Lazuli – Season 8 11. The Breeders – All Nerve |

### Juice
| Alben national | Singles national | Alben international | Singles international |
| --- | --- | --- | --- |
| 1. Haiyti – Montenegro Zero 2. Marteria & Casper – 1982 3. Ufo361 – 808 4. Haze – Die Zwielicht LP 5. Serious Klein – You Should’ve Known 6. Said – Haq 7. Argonautiks – Gaffa 8. Yung Hurn – 1220 9. Marsimoto – Verde 10. BHZ – 2826 | 1. Kitschkrieg feat. Gringo, Ufo361, Gzuz & Trettmann – Standard 2. OG Keemo – Training Day 3. Dendemann – Keine Parolen 4. Ufo361 – Beverly Hills 5. Gzuz – Was hast du gedacht 6. RIN – Dior 2001 7. Marteria & Casper – Supernova 8. RIN – Need for Speed 9. Said – Pusher 10. Kana & Mavie – Frankenland, kein Bayern | 1. Pusha T – Daytona 2. Travis Scott – Astroworld 3. Mac Miller – Swimming 4. Cardi B – Invasion of Privacy 5. Kids See Ghosts – Kids See Ghosts 6. Rejjie Snow – Dear Annie 7. Drake – Scorpion 8. J. Cole – KOD 9. XXXTentacion – ? 10. Jay Rock – Redemption | 1. Childish Gambino – This Is America 2. A$AP Rocky feat. Skepta – Praise the Lord (Da Shine) 3. Travis Scott feat. Drake – Sicko Mode 4. Sheck Wes – Mo Bamba 5. Jay Rock, Kendrick Lamar, Future – King’s Dead 6. Drake – In My Feelings 7. Drake – God’s Plan 8. XXXTentacion – Sad! 9. Mac Miller – Self Care 10. Nicki Minaj – Barbie Dreams |

### Laut.de
| Songs | Alben |
| --- | --- |
| 1. Kanye West feat. 070 Shake, Partynextdoor & Kid Cudi – Ghost Town 2. Anna von Hausswolff – Ugly and Vengeful 3. Marianne Faithfull feat. Nick Cave – The Gypsy Faerie Queen 4. Courtney Barnett – Need a Little Time 5. A Perfect Circle – Disillusioned 6. Travis Scott feat. Drake – Sicko Mode 7. Father John Misty – hangout at the Gallows 8. Princess Nokia – At the Top 9. Die Nerven – Frei 10. Ghost – Life Eternal | 1. Die Nerven – Fake 2. Anna von Hausswolff – Dead Magic 3. Courtney Barnett – Tell me How You Really Feel 4. Deafheaven – Ordinary Corrupt Human Love 5. Travis Scott – Astroworld 6. Joan as Police Woman – Damned Devotion 7. A Perfect Circle – Eat the Elephant 8. Pusha T – Daytona 9. Haiyti – Montenegro Zero 10. Tocotronic – Die Unendlichkeit |

### Metal Hammer
| Alben des Jahres | Soundcheck-Tops |
| --- | --- |
| 1. Judas Priest – Firepower 2. Ghost – Prequelle 3. Behemoth – I Loved You at Your Darkest 4. Amorphis – Queen of Time Powerwolf – The Sacrament of Sin 5. Parkway Drive – Reverence Daron Malakian and Scars on Broadway – Dictator 6. At the Gates – To Drink from the Night Itself 7. Immortal – Northern Chaos Gods 8. Obscura – Diluvium | 1. Judas Priest – Firepower (5,42) 2. Behemoth – I Loved You at Your Darkest (5,33) 3. Alice in Chains – Rainier Fog (5,17) 4. Khemmis – Desolation (5,08) Daron Malakian and Scars on Broadway – Dictator (5,08) 5. Amorphis – Queen of Time (5,00) Orphaned Land – Unsung Prophets & Dead Messiahs (5,00) Powerwolf – The Sacrament of Sin (5,00) 6. At the Gates – To Drink from the Night Itself (4,92) Coheed and Cambria – Vaxis – Act I: The Unheavenly Creatures (4,92) Ghost – Prequelle Long Distance Calling – Boundless Mantar – The Modern Art of Setting Ablaze |

### Mojo
| Alben des Jahres |
| --- |
| 1. Kamasi Washington – Heaven and Earth 2. Arctic Monkeys – Tranquility Base Hotel & Casino 3. Rolling Blackouts Coastal Fever – Hope Downs 4. Janelle Monáe – Dirty Computer 5. Christine and the Queens – Chris 6. Idles – Joy as an Act of Resistance 7. Ryley Walker – Deafman Glance 8. Courtney Barnett – Tell Me How You Really Feel 9. Spiritualized – And Nothing Hurt 10. The Breeders – All Nerve |

### NME
1. The 1975 – A Brief Inquiry into Online Relationships[9]
2. Arctic Monkeys – Tranquility Base Hotel & Casino
3. Idles – Joy as an Act of Resistance
4. Sunflower Bean – Twentytwo in Blue
5. Pusha T – Daytona
6. Shame – Songs of Praise
7. Kali Uchis – Isolation
8. Cardi B – Invasion of Privacy
9. Mitski – Be the Cowboy
10. Christine and the Queens – Chris

### Pitchfork
1. Mitski – Be the Cowboy[10]
2. Kacey Musgraves – Golden Hour
3. DJ Koze – Knock Knock
4. Robyn – Honey
5. Snail Mail – Lush
6. Rosalía – El Mal Querer
7. Earl Sweatshirt – Some Rap Songs
8. Low – Double Negative
9. Tierra Whack – Whack World
10. Yves Tumor – Safe in the Hands of Love

### Rolling Stone
| Alben |
| --- |
| 1. Elvis Costello & The Imposters – Look Now 2. Jeff Tweedy – Warm 3. Villagers – The Art of Pretending to Swim 4. Laura Gibson – Goners 5. Noname – Room 25 6. Tracey Thorn – Record 7. The Good, the Bad & the Queen – Merrie Land 8. Arctic Monkeys – Tranquility Base Hotel & Casino 9. Anna Calvi – Hunter 10. Tom Liwa – Ganz normale Songs |

### Musikexpress
| Singles | Alben |
| --- | --- |
| 1. Childish Gambino – This Is America 2. Christine and the Queens feat. Dâm-Funk – Girlfriend 3. Blood Orange – Charcoal Baby 4. Die Nerven – Niemals 5. Sudan Archives – Nont for Sale 6. Tocotronic – Electric Guitar 7. Sophie – Faceshopping 8. Janelle Monáe feat. Grimes – Pynk 9. Peggy Gou – It Makes You Forget (Itgehane) 10. Father John Misty – Mr. Tillman | 1. International Music – Die besten Jahre 2. Tocotronic – Die Unendlichkeit 3. DJ Koze – Knock Knock 4. Sophie – Oil of Every Pearl’s Un-Insides 5. Blood Orange – Negro Swan 6. Soap&Skin – From Gas to Solid/You Are My Friend 7. Idles – Joy As an Act of Resistance 8. Julia Holter – Aviary 9. Goat Girl – Goat Girl 10. Helena Hauff – Qualm |

### Süddeutsche Zeitung
| Songs des Jahres |
| --- |
| - Calexico – Under the Wheels - Christine and the Queens – Girlfriend - Janelle Monáe – Pynk - Beyoncé & Jay-Z – Apesh*t - Haiyti – So Special - Dirty Projectors – Right Now - Childish Gambino – This Is America - Drake – God’s Plan - Bbymutha – BBC - Arctic Monkeys – Snap Out of It |

### Time
| Songs | Alben |
| --- | --- |
| 1. Christine and the Queens feat. Däm-Funk – Girlfriend 2. Childish Gambino – This Is America 3. Ariana Grande – Thank U, Next 4. Joji – Yeah Right 5. Mac Miller – Self Care 6. boygenius – Ketchum, ID 7. Rüfüs Du Sol – No Place 8. Sigrid – Sucker Punch 9. Tom Misch feat. De La Soul – It Runs Through Me 10. Lizzo – Boys | 1. Cardi B – Invasion of Privacy 2. Janelle Monáe – Dirty Computer 3. Mitski – Cowboy 4. Shawn Mendes – Shawn Mendes 5. J Balvin – Vibras 6. Robyn – Honey 7. Troye Shivan – Bloom 8. Kacey Musgraves – Golden Hour 9. The 1975 – A Brief Inquiry Into Online Relationships 10. Camila Cabello – Camila |

### Uncut
1. Low – Double Negative
2. Rolling Blackouts Coastal Fever – Hope Downs
3. Ty Segall – Freedom’s Goblin
4. Spiritualized – And Nothing Hurt
5. Yo La Tengo – There’s a Riot Going On
6. Janelle Monáe – Dirty Computer
7. Gruff Rhys – Babelsberg
8. Beak> – >>>
9. Christine and the Queens – Chris
10. Sons of Kemet – Your Queen is a Reptile

### Visions
| Alben des Jahres |
| --- |
| 1. Idles – Joy as an Act of Resistance 2. Skeletonwitch – Devouring Radiant Light 3. A Perfect Circle – Eat the Elephant 4. Greta van Fleet – Anthem of the Peaceful Army 5. Ghost – Prequelle 6. Pagan – Black Wash 7. Vennart – To Cure a Blizzard Upon a Plastic Sea 8. Thrice – Palms 9. Courtney Barnett – Tell Me How You Really Feel 10. Sick of It All – Wake the Sleeping Dragon! |

## Gedenk- und Jahrestage
- 20. März: 100. Geburtstag des deutschen Komponisten Bernd Alois Zimmermann
- 25. März: 100. Todestag des französischen Komponisten Claude Debussy
- 25. August: 100. Geburtstag des US-amerikanischen Komponisten Leonard Bernstein

## Gründungen und Auflösungen

### Gründungen
- 7 Rhöner FRANK’en – deutsche Blasmusikgruppe aus Poppenhausen
- AliA – japanische Pop-Rock-Band
- Hostage – deutsche Metalcore-Band aus Aachen
- Kammerchor der Künste Berlin – Hochschulchor der Universität der Künste Berlin
- Kirchenbrand – österreichische Black-Metal-Band aus Braunau am Inn (Revival)
- Kupfergold – deutsche Folk-Rock-Band
- Lifespark. – vierköpfige Heavy Emo-Pop-Rock-Band aus Koblenz
- Maverick City Music – US-amerikanische Lobpreis-Band aus Atlanta
- Mister Misery – schwedische Modern-Metal-Band
- More Than Words – deutsche Country-Rock-Pop-Band
- Nebulossa – spanisches Elektropop-Duo aus Ondara, Alicante
- Ok.danke.tschüss – deutsche Indie-Band aus Mannheim
- Saitenhiebe – deutschsprachige Rock-Band aus Koblenz
- SBÄM Records – Musiklabel aus Esternberg
- Scarlet – schwedisches Alternative-Metal-Duo
- The Murder Capital – irische Rock-/Post-Punk-Band aus Dublin
- Thüringer Bach Collegium – in Arnstadt ansässiges deutsches Barockorchester
- Veldt Void – deutsche Alternative-Rock-Band aus Karlsruhe
- Vended – US-amerikanische Nu-Metal-Band aus Des Moines
- Yokohomo – österreichische Indie-Rock-Band aus Wien

### Auflösungen
- Die Shitlers – deutsche Punkband aus Bochum

## Neuveröffentlichungen (Auswahl)

### Lieder und Kompositionen
| Lied                   | Text                                                                            | Musik | Erstinterpret                       | Label                                   | Veröffentlichung  | Genre                  | Album             | Weitere Informationen |
| ---------------------- | ------------------------------------------------------------------------------- | --- | ----------------------------------- | --------------------------------------- | ----------------- | ---------------------- | ----------------- | --------------------- |
| 5 Songs in einer Nacht | Capital Bra                                                                     | Capital Bra | Capital Bra                         | Team Kuku                               | 6. April 2018     | Deutscher Hip-Hop      | Berlin lebt       |                       |
| Benzema                | Vladislav Balovatsky, Konstantin Scherer, Vincent Stein                         | Vladislav Balovatsky, Konstantin Scherer, Vincent Stein                                                                      | Capital Bra                         | Ersguterjunge                           | 21. Dezember 2018 | Deutscher Hip-Hop      | CB6               |                       |
| Berlin lebt            | Vladislav Balovatsky, David Kraft, Tim Wilke                                    | Vladislav Balovatsky, David Kraft, Tim Wilke                                                                                 | Capital Bra                         | Team Kuku                               | 8. Juni 2018      | Deutscher Hip-Hop      | Berlin lebt       |                       |
| Come On to Me          | Paul McCartney                                                                  | Paul McCartney | Paul McCartney                      | Capitol Records / Universal Music Group | 20. Juni 2018     | Pop                    | Egypt Station     |                       |
| Dance You Off          | Benjamin Ingrosso, MAG, Louis Schoorl, K Nita                                   | Benjamin Ingrosso, MAG, Louis Schoorl, K Nita                                                                                | Benjamin Ingrosso                   | TEN Music Group                         | 2. März 2018      | Pop                    | Identification    |                       |
| Let Me Down Slowly     | Alec Benjamin, Nolan Lambroza, Michael Pollack                                  | Alec Benjamin, Nolan Lambroza, Michael Pollack                                                                               | Alec Benjamin                       | Warner Music                            | 25. Mai 2018      | Pop                    | Narrated for You  |                       |
| Meer                   | Patrick Großmann, Jonas Lang, Joachim Piehl, Martin Willumeit                   | Patrick Großmann, Jonas Lang, Joachim Piehl, Martin Willumeit                                                                | Luciano                             | Locosquad                               | 26. Oktober 2018  | Deutscher Hip-Hop      | L.O.C.O.          |                       |
| Netflix & Chill        | Boris Fleck, Kenneth Glöckler                                                   | Boris Fleck, Kenneth Glöckler                                                                                                | Kay One feat. Mike Singer           | Prince Kay One                          | 25. Mai 2018      | Deutscher Hip-Hop, Pop | Makers Gonna Make |                       |
| Nobody But You         | Johan Alkenäs, Sebastian Arman, Borislav Milanov, Joacim Persson, Cesár Sampson | Johan Alkenäs, Sebastian Arman, Borislav Milanov, Joacim Persson, Cesár Sampson                                              | Cesár Sampson                       | Symphonix Music                         | 9. März 2018      | Pop                    |                   |                       |
| One Night Stand        | Juan Abarca Lara, Vladislav Balovatsky, David Kraft, Tim Wilke                  | Juan Abarca Lara, Vladislav Balovatsky, David Kraft, Tim Wilke                                                               | Capital Bra                         | Team Kuku                               | 25. Mai 2018      | Deutscher Hip-Hop      | Berlin lebt       |                       |
| Promises               | Jessie Reyez, Sam Smith, Adam Wiles                                             | Jessie Reyez, Sam Smith, Adam Wiles                                                                                          | Calvin Harris & Sam Smith           | Columbia Records                        | 17. August 2018   | Pop                    |                   |                       |
| Sicko Mode             |                                                                                 | | Travis Scott                        | Epic Records                            | 3. August 2018    | Rap                    | Astroworld        |                       |
| The Story of Adidon    | Terrence Thornton                                                               | Terrence Thornton | Pusha T                             | Selbstverlag                            | 29. Mai 2016      | Hip-Hop                |                   |                       |
| Zusammen               | Andreas Rieke, Smudo, Michi Beck, Curse, Samy Deluxe, Thomas D                  | Andreas Rieke, Conrad Hensel, Smudo, Beck, Michi Curse, Ricco Schoenebeck, Thomas Burchia, Thomas D, Toni Oliver Schoenebeck | Die Fantastischen Vier feat. Clueso |                                         | 23. März 2018     | Hip-Hop, Pop           | Captain Fantastic |                       |

### Alben
| Album                                                    | Interpret                                                            | Label                                  | Veröffentlichung   | Genre                                                                                               | Weitere Informationen                |
| -------------------------------------------------------- | -------------------------------------------------------------------- | -------------------------------------- | ------------------ | --------------------------------------------------------------------------------------------------- | ------------------------------------ |
| A History of Nothing                                     | Rodrigo Amado, Joe McPhee, Kent Kessler und Chris Corsano            | Trost Records                          | 1. Juni 2018       | Jazz                                                                                                |                                      |
| A Jones in Time Saves Nine                               | Jones Jones                                                          | NoBusiness Records                     | 2018               | Jazz, Neue Improvisationsmusik                                                                      |                                      |
| After Caroline                                           | Jason Steins Trio Locksmith Isidore                                  | Northern Spy Records                   | 18. Mai 2018       | Jazz                                                                                                |                                      |
| American Utopia                                          | David Byrne                                                          | Todo Mundo und Nonesuch Records        | 9. März 2018       | Art-Pop                                                                                             |                                      |
| An Ayler Xmas Volume 2                                   | Mars Williams                                                        | Soul What Records, ESP-Disk            | 2018               | Jazz                                                                                                |                                      |
| Anthology: 1995–2010                                     | Prince                                                               | NPG Records, Legacy Recordings         | 17. August 2018    | R&B, Funk, Popmusik, Rockmusik, Soul                                                                | Kompilation                          |
| Branco                                                   | Cristina Branco                                                      | Universal Music Portugal, O-Tone Music | 2018               | Fado, Jazz, Weltmusik, Folk                                                                         |                                      |
| Burning Meditation                                       | Wadada Leo Smith und Sabu Toyozumi                                   | NoBusiness Records                     | 2018               | Jazz, Neue Improvisationsmusik                                                                      |                                      |
| Cubist                                                   | Hal Galper Quartett mit Jerry Bergonzi, Jeff Johnson und John Bishop | Origin Records                         | 2018               | Jazz                                                                                                |                                      |
| Deja Vu                                                  | Mike Singer                                                          | Warner Music                           | 19. Januar 2018    | Pop                                                                                                 |                                      |
| Die Liebe siegt sowieso                                  | Maite Kelly                                                          | Electrola                              | 12. Oktober 2018   | Schlager                                                                                            |                                      |
| Eight Improvisations (Trio) 2014                         | Anthony Braxton                                                      | Tubapede                               | 2018               | Jazz                                                                                                |                                      |
| Electroradiance                                          | Hearts & Minds                                                       | Astral Spirits, Monofonus Press        | 2018               | Jazz                                                                                                |                                      |
| Empty Castles                                            | Spectral (Dave Rempis / Darren Johnston / Larry Ochs)                | Aerophonic Records                     | 2018               | Neue Improvisationsmusik                                                                            |                                      |
| End to End                                               | Barre Phillips                                                       | ECM Records                            | 2018               | Neue Improvisationsmusik                                                                            |                                      |
| Geometry of Caves                                        | Tomeka Reid, Kyoko Kitamura, Taylor Ho Bynum und Joe Morris          | Relative Pitch Records                 | 2018               | Neue Improvisationsmusik                                                                            |                                      |
| Handgepäck I                                             | Clueso                                                               | Vertigo Records                        | 24. August 2018    | Pop                                                                                                 |                                      |
| III                                                      | Hillsong Young & Free                                                | Hillsong Music, Sparrow Records        | 29. Juni 2018      | Lobpreis / Worship, Elektronische Popmusik                                                          |                                      |
| In the Corners of Clouds                                 | Josephine Davies                                                     | Whirlwind Recordings                   | 9. November 2018   | Jazz                                                                                                |                                      |
| Kindred Spirits                                          | Ivo Perelman und Rudi Mahall                                         | Leo Records                            | 2018               | Jazz, Neue Improvisationsmusik                                                                      |                                      |
| Let’s Boogie! Live from Telia Parken                     | Volbeat                                                              | Universal Records                      | 14. Dezember 2018  | Metal                                                                                               |                                      |
| Little Dark Age                                          | MGMT                                                                 | Columbia Records                       | 9. Februar 2018    | Elektropop, Synthiepop                                                                              |                                      |
| Live at the Blue Whale                                   | Bobby Bradford, Hafez Modirzadeh mit Roberto Miranda, Vijay Anderson | NoBusiness Records                     | 2018               | Jazz                                                                                                |                                      |
| Live at the Village Vanguard, Vol. I (The Embedded Sets) | Steve Coleman                                                        | Pi Recordings                          | 2018               | Jazz                                                                                                |                                      |
| Live in the USA                                          | Howard Riley                                                         | NoBusiness Records                     | 2018               | Jazz, Neue Improvisationsmusik                                                                      |                                      |
| Living the Dream                                         | Uriah Heep                                                           | Frontiers Music                        | 14. September 2018 | Hard Rock, Progressive Rock, Heavy Metal                                                            |                                      |
| Macht’s gut!                                             | Hannes Wader                                                         | Deutsche Grammophon                    | 2018               | Liedermacher                                                                                        | Mitschnitt der Abschiedstournee 2017 |
| Mia Brentano’s Hidden Sea                                | Mia Brentano                                                         | Mons Records                           | 9. März 2018       | Klaviermusik, Neo-Klassik, Jazz, Third Stream, Easy Listening, New Age, Minimal Music, Lounge-Musik |                                      |
| Mr. Lee Live                                             | Reinhard Mey                                                         | Universal Music GmbH                   | 5. Mai 2018        | Liedermacher                                                                                        |                                      |
| No Tourists                                              | The Prodigy                                                          | Take Me To The Hospital                | 2018               | Big Beat, Electronic                                                                                |                                      |
| Oh My, Those Boys!                                       | Barre Phillips und Motoharu Yoshizawa                                | NoBusiness Records                     | 2018               | Neue Improvisationsmusik                                                                            |                                      |
| Piano & A Microphone 1983                                | Prince                                                               | NPG Records/Warner Bros. Records       | 21. September 2018 | Contemporary R&B, Funk, Pop                                                                         | Akustikalbum                         |
| Pillars                                                  | Tyshawn Sorey                                                        | Firehouse 12 Records                   | 12. Oktober 2018   | Jazz, Neue Improvisationsmusik                                                                      |                                      |
| Roxy: Tonight's the Night Live                           | Neil Young                                                           | Reprise Records                        | 24. April 2018     | Bluesrock, Country-Rock                                                                             |                                      |
| Sage Nein! Antifaschistische Lieder 1978 bis heute       | Konstantin Wecker                                                    | Sturm und Klang                        | 2018               | Liedermacher                                                                                        |                                      |
| Shawn Mendes                                             | Shawn Mendes                                                         | Island Records                         | 25. Mai 2018       | Pop                                                                                                 |                                      |
| Spiritual Prayers                                        | Ivo Perelman und Jason Stein                                         | Leo Records                            | 2018               | Jazz, Neue Improvisationsmusik                                                                      |                                      |
| Tabaluga – Der Film/Soundtrack                           | Peter Maffay                                                         | RCA Records                            | 16. November 2018  | Pop                                                                                                 |                                      |
| Tattooed on My Brain                                     | Nazareth                                                             | Frontiers Music                        | 12. Oktober 2018   | Hard Rock                                                                                           |                                      |
| The Silver Scream                                        | Ice Nine Kills                                                       | Fearless Records                       | 5. Oktober 2018    | Metalcore, Heavy Metal, Post-Hardcore                                                               |                                      |
| Time & Space                                             | Turnstile                                                            | Roadrunner Records                     | 23. Februar 2018   | Hardcore Punk                                                                                       |                                      |
| Timeless                                                 | Mats Gustafsson und Jason Adasiewicz                                 | Corbett vs Dempsey                     | 2018               | Jazz                                                                                                |                                      |
| Uplift the People                                        | Louis Moholo-Moholo’s Five Blokes                                    | Ogun                                   | 23. September 2018 | Jazz                                                                                                |                                      |
| Vital Idol: Revitalized                                  | Billy Idol                                                           | Capitol Records                        | 28. September 2018 | Rock                                                                                                |                                      |
| You Know I Know                                          | Olly Murs                                                            | RCA                                    | 9. November 2018   | Pop                                                                                                 |                                      |
| Zwischen den Welten                                      | Pur                                                                  | Universal Music                        | 2018               | Pop                                                                                                 |                                      |

## Gestorben

### Januar
- 01. Januar: Peter Evans, britischer Musikwissenschaftler (88)
- 01. Januar: Robert Mann, US-amerikanischer Geiger (97)
- 01. Januar: Jon Paul Steuer, US-amerikanischer Schauspieler und Musiker (33)
- 02. Januar: Tony Calder, britischer Musikmanager und -produzent (74)
- 02. Januar: Rick Hall, US-amerikanischer Musikproduzent (85)
- 03. Januar: Luigi Alberto Bianchi, italienischer Geiger und Bratschist (73)
- 03. Januar: Colin Brumby, australischer Komponist (84)
- 03. Januar: Wilbert Longmire, US-amerikanischer Gitarrist (77)
- 03. Januar: Konrad Ragossnig, österreichischer Musiker (85)
- 03. Januar: Medeniýet Şahberdiýewa, sowjetische bzw. turkmenische Opernsängerin (87)
- 03. Januar: Joe Sydow, deutscher Jazz-Bassist (91)
- 04. Januar: Ray Thomas, britischer Pop-Musiker (76)
- 05. Januar: Karin von Aroldingen, deutsch-US-amerikanische Balletttänzerin (76)
- 05. Januar: Mikio Fujioka, japanischer Metal-Gitarrist (36)
- 06. Januar: Elza Brandeisz, ungarische Tänzerin (110)
- 06. Januar: Max Collie, australischer Jazzmusiker (86)
- 06. Januar: Walther Dürr, deutscher Musikwissenschaftler (85)

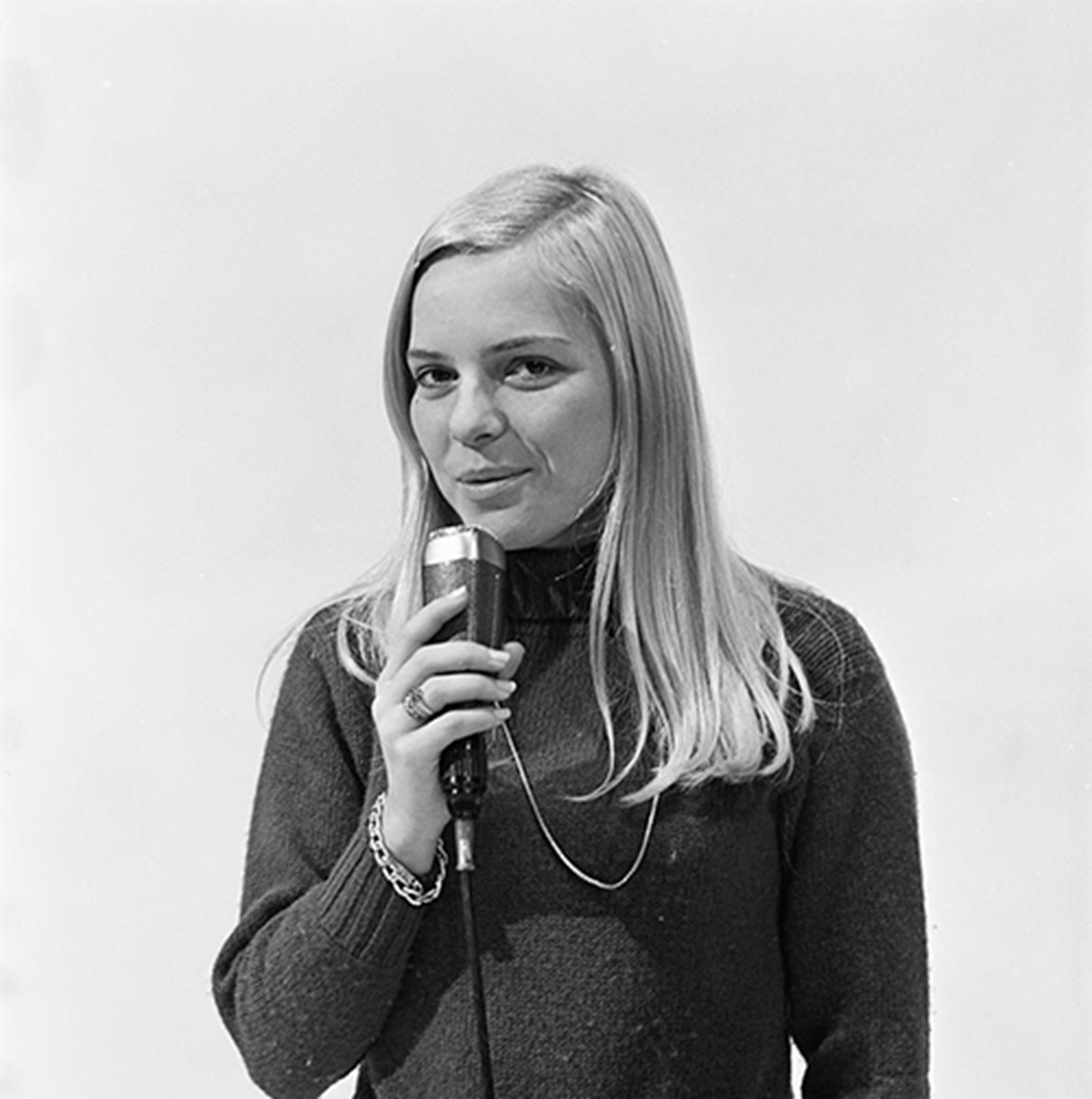
France Gall; † 7. Januar

- 07. Januar: France Gall, französische Sängerin (70)
- 07. Januar: Chris Tsangarides, britischer Musikproduzent (61)
- 08. Januar: Robert Barry, US-amerikanischer Jazz-Schlagzeuger (85)
- 08. Januar: Denise LaSalle, US-amerikanische Blues-, Soul- und Rhythm-and-Blues-Sängerin (78)
- 08. Januar: Andor Losonczy, ungarisch-österreichischer Komponist und Pianist (85)
- 08. Januar: Angelica May, deutsche Cellistin und Musikpädagogin (84)
- 09. Januar: Joel Alanís, mexikanischer Rockmusiker (47)
- 09. Januar: Karl Haus, deutscher Musikwissenschaftler (89)
- 09. Januar: Alexander Wedernikow, russischer Opernsänger (90)
- 10. Januar: Reuben Brown, US-amerikanischer Jazzmusiker (78)
- 10. Januar: Eddie Clarke, britischer Rock-Gitarrist (67)
- 10. Januar: Wolfgang Sawodny, deutscher Chemiker und Musikwissenschaftler (83)
- 10. Januar: Mária Vermes, ungarische Violinistin (94)
- 11. Januar: Ricardo Baumgarten, brasilianischer Bassist (48)
- 11. Januar: Ruy Faria, brasilianischer Sänger und Musikproduzent (80)
- 11. Januar: Noemi Lapzeson, Schweizer Tänzerin und Choreografin (77)
- 12. Januar: Rexhep Çeliku, albanischer Choreograf und Tänzer (63)
- 12. Januar: Ted Efantis, US-amerikanischer Jazzmusiker (88)
- 12. Januar: Pierre Pincemaille, französischer Komponist und Organist (61)
- 13. Januar: Otoniel Gonzaga, US-amerikanischer Opernsänger (75)
- 13. Januar: Mestre King, brasilianischer Choreograf und Perkussionist (74)
- 13. Januar: Werner Lechte, deutscher Kirchenmusiker (73)
- 13. Januar: Ernest H. Sanders, US-amerikanischer Musikhistoriker (99)
- 14. Januar: François Morel, kanadischer Musiker (91)
- 14. Januar: Marlene VerPlanck, US-amerikanische Jazzsängerin (84)
- 15. Januar: Anshel Brusilow, US-amerikanischer Dirigent (89)
- 15. Januar: Buddhadev Das Gupta, indischer Musiker (84)
- 15. Januar: Edwin Hawkins, US-amerikanischer Gospelsänger (74)

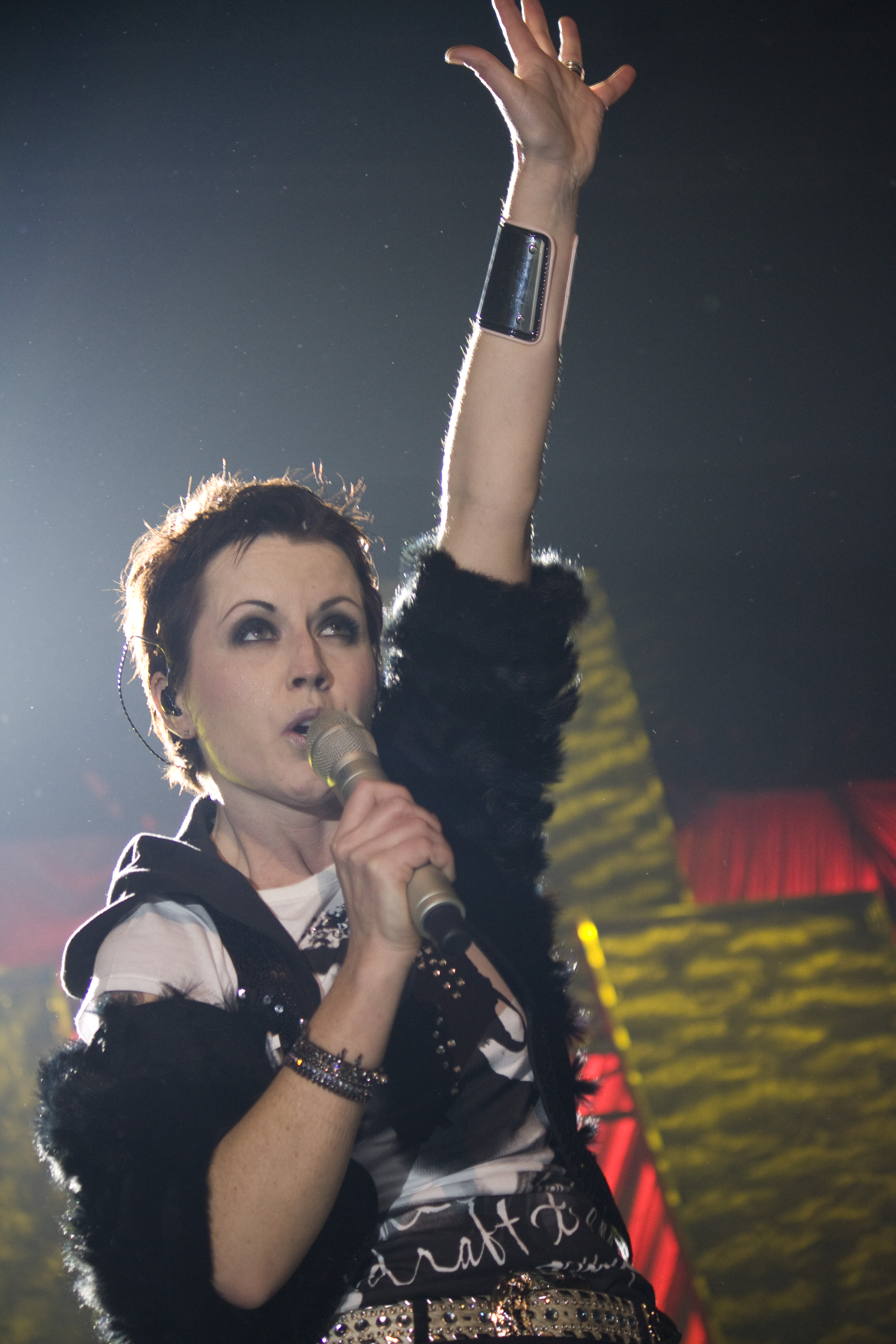
Dolores O’Riordan; † 15. Januar

- 15. Januar: Dolores O’Riordan, irische Sängerin (46)
- 16. Januar: Dave Holland, britischer Schlagzeuger (69)
- 16. Januar: Madalena Iglésias, portugiesische Sängerin (78)
- 16. Januar: António Pelarigo, portugiesischer Fado-Sänger (64)
- 16. Januar: Tony Taño, kubanischer Komponist, Trompeter und Orchesterleiter (79)
- 16. Januar: Micki Varro, US-amerikanische Schauspielerin und Jazzsängerin (75)

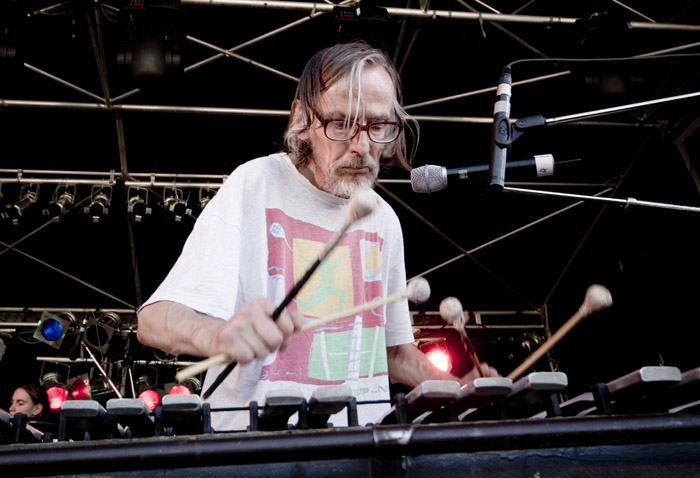
Christian Burchard; † 17. Januar

- 17. Januar: Christian Burchard, deutscher Multiinstrumentalist und Komponist (71)
- 17. Januar: Augusto Polo Campos, peruanischer Komponist (85)
- 18. Januar: Michael Barakowski, deutscher Sänger (63)
- 20. Januar: Terry Evans, US-amerikanischer Blues-Sänger, Gitarrist und Songwriter (80)
- 20. Januar: Roberto Mancini, argentinischer Tangosänger, Tangokomponist und Bandleader (79)
- 20. Januar: Jim Rodford, britischer Musiker (76)
- 21. Januar: Dirk Hespers, deutscher Liedermacher, Musiker, Volksliedsammler und Lehrer (86)
- 22. Januar: Shorty Castro, puerto-ricanischer Komiker, Schauspieler und Musiker (89)
- 23. Januar: Jesús Glück Sarasi, spanischer Musiker und Komponist (76)

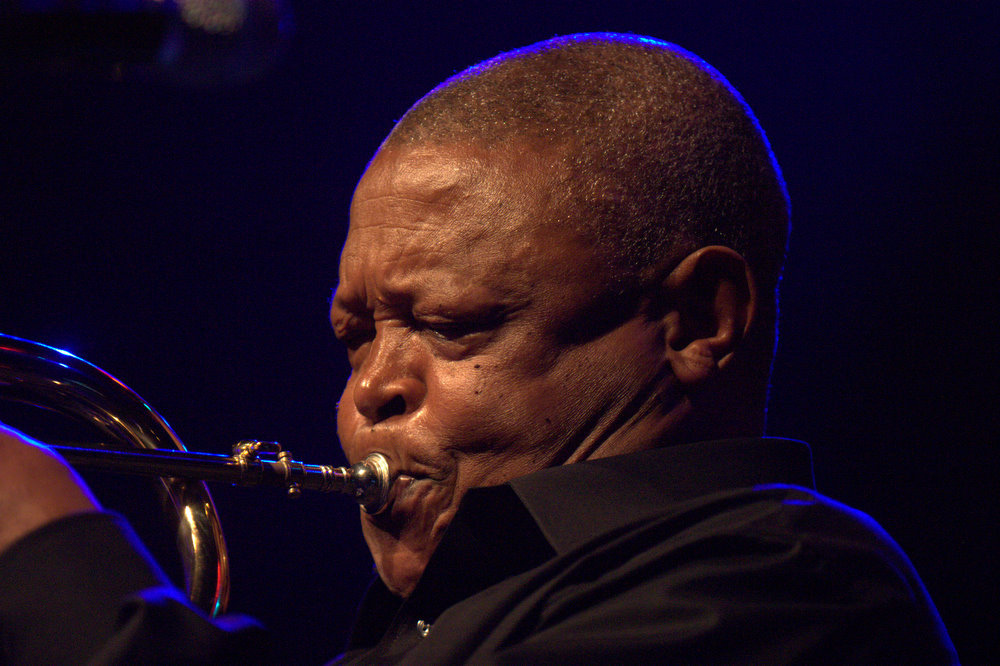
Hugh Masekela; † 23. Januar

- 23. Januar: Hugh Masekela, südafrikanischer Jazzmusiker (78)
- 23. Januar: Lari White, US-amerikanische Country-Sängerin (52)

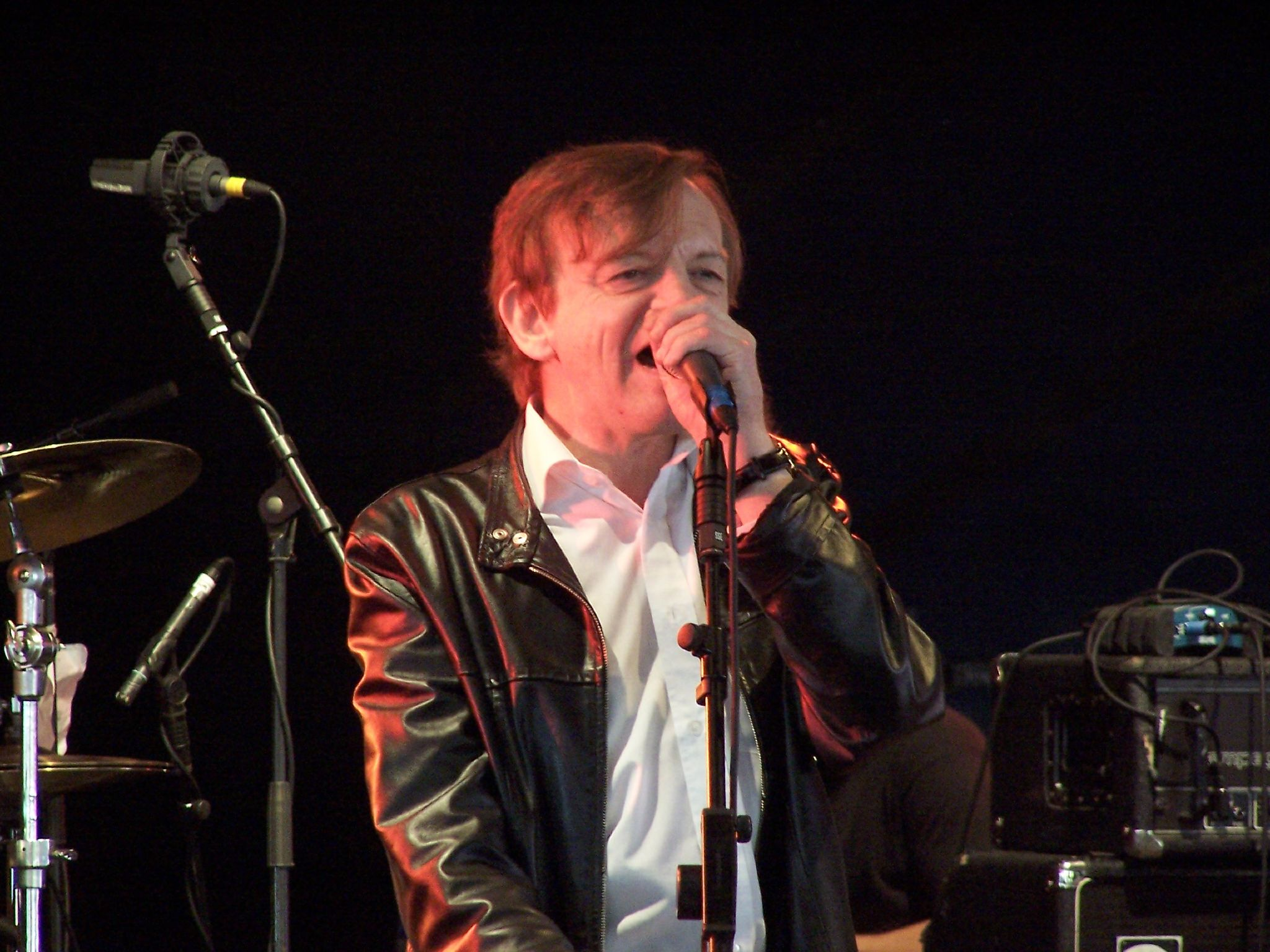
Mark E. Smith; † 24. Januar

- 24. Januar: Mark E. Smith, britischer Punk-Sänger (60)
- 25. Januar: Tommy Banks, kanadischer Jazzmusiker und Politiker (81)
- 25. Januar: John Morris, US-amerikanischer Filmkomponist (91)
- 26. Januar: Solange Berry, belgische Sängerin (85)
- 26. Januar: Buzz Clifford, US-amerikanischer Sänger (75)
- 26. Januar: Igor Schukow, russischer Pianist und Dirigent (81)

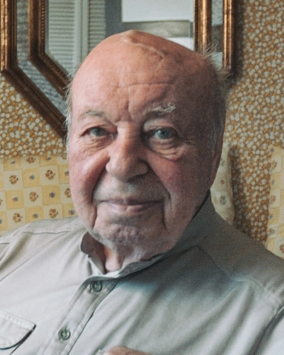
Coco Schumann; † 28. Januar

- 28. Januar: Coco Schumann, deutscher Jazzmusiker (93)
- 29. Januar: Eddie Shaw, US-amerikanischer Blues- und Jazzmusiker (80)
- 30. Januar: Mark Salling, US-amerikanischer Schauspieler und Sänger (35)
- 31. Januar: Rita Deneve, belgische Schlager-Sängerin (73)
- 31. Januar: Leah LaBelle, US-amerikanische Sängerin (31)

### Februar
- 01. Februar: Dennis Edwards, amerikanischer Soul- und Rhythm-and-Blues-Sänger, Leadsänger der Gruppe The Temptations (74)
- 01. Februar: Arnulf Klebel, österreichischer Orgelbauer (90)
- 01. Februar: Ruth Ann Koesun, US-amerikanische Tänzerin und Schauspielerin (89)
- 01. Februar: Gerhart Schäfer, deutscher Komponist (91)
- 03. Februar: Leon Ndugu Chancler, US-amerikanischer Jazzmusiker (65)
- 03. Februar: Gerd Rienäcker, deutscher Musikwissenschaftler (78)
- 05. Februar: Arnold Maury, deutscher Komponist und Schriftsteller (90)
- 05. Februar: George McCormick, US-amerikanischer Country- und Rockabilly-Musiker (84)

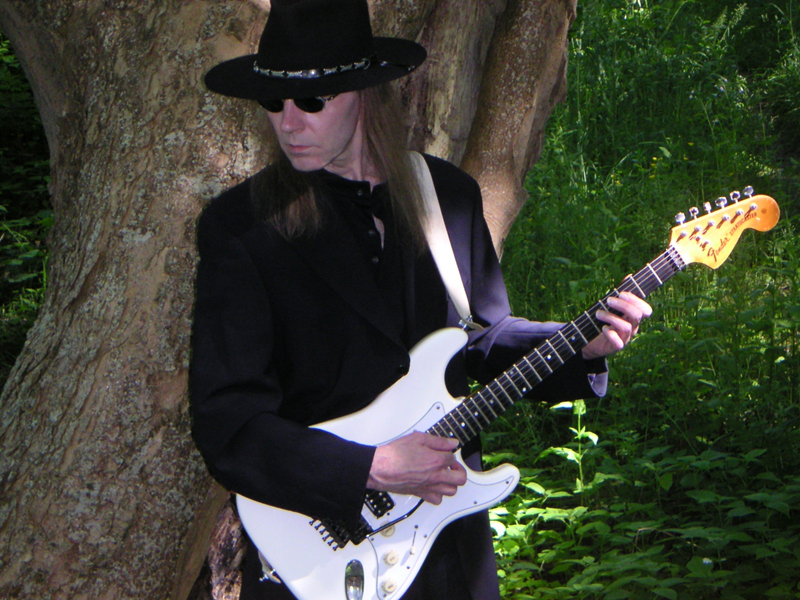
Zeno Roth; † 5. Februar

- 05. Februar: Zeno Roth, deutscher Musiker (61)
- 06. Februar: Fedora Alemán, venezolanische Sängerin (105)

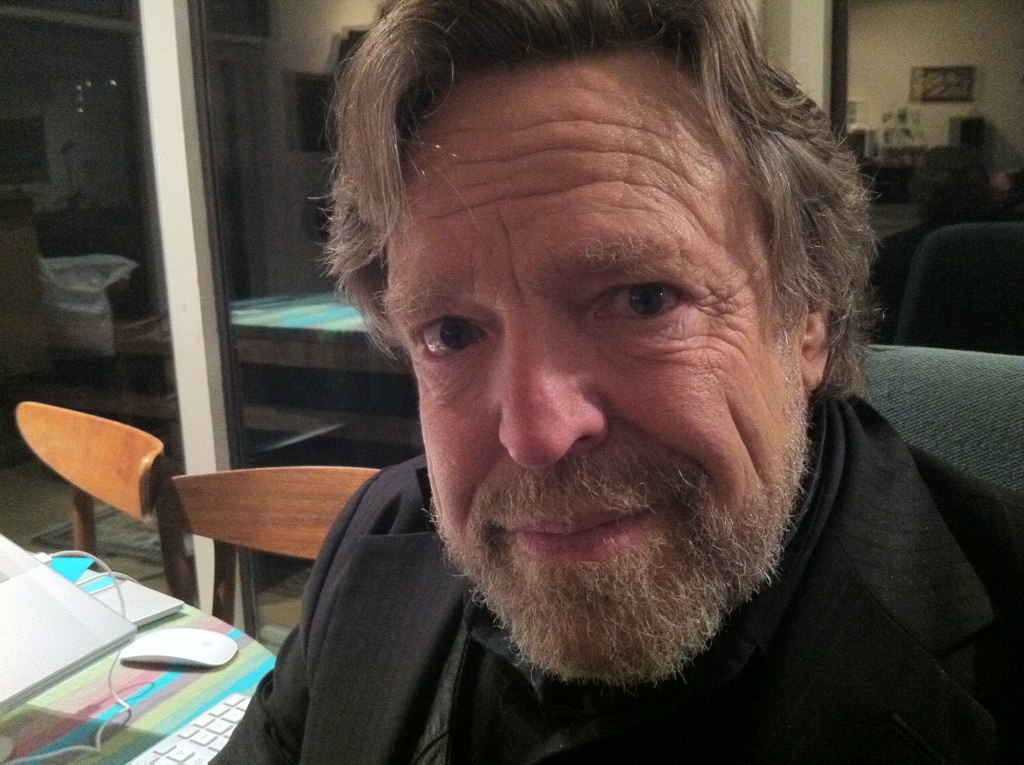
John Perry Barlow; † 7. Februar

- 07. Februar: John Perry Barlow, US-amerikanischer Bürgerrechtler und Songtexter (70)
- 07. Februar: Mickey Jones, US-amerikanischer Musiker und Schauspieler (76)

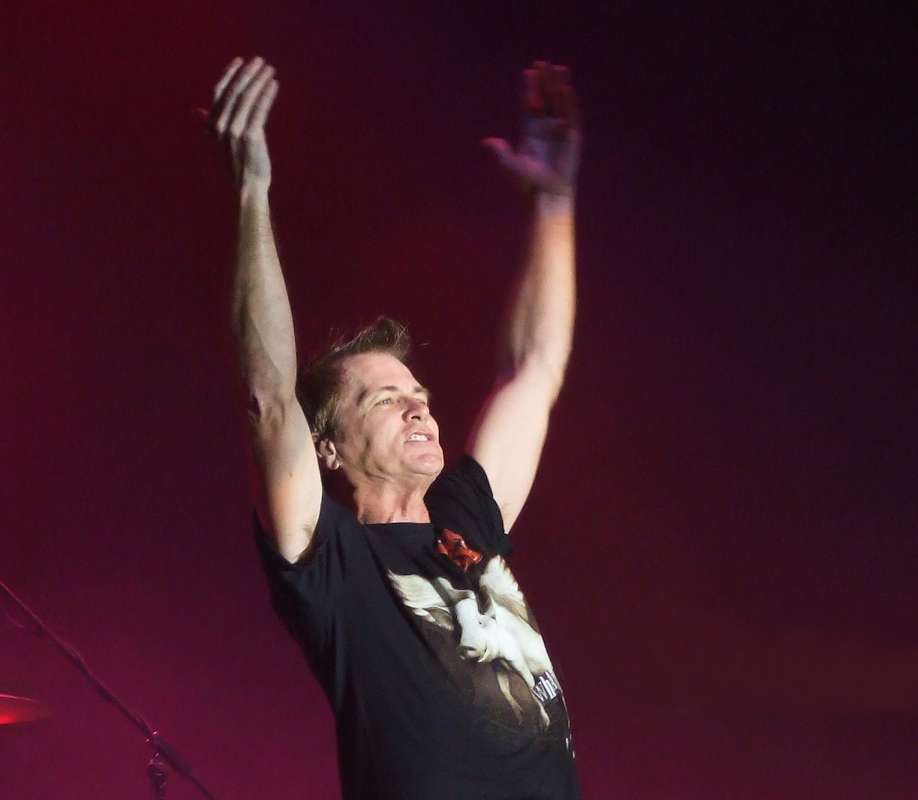
Pat Torpey; † 7. Februar

- 07. Februar: Pat Torpey, US-amerikanischer Musiker (64)

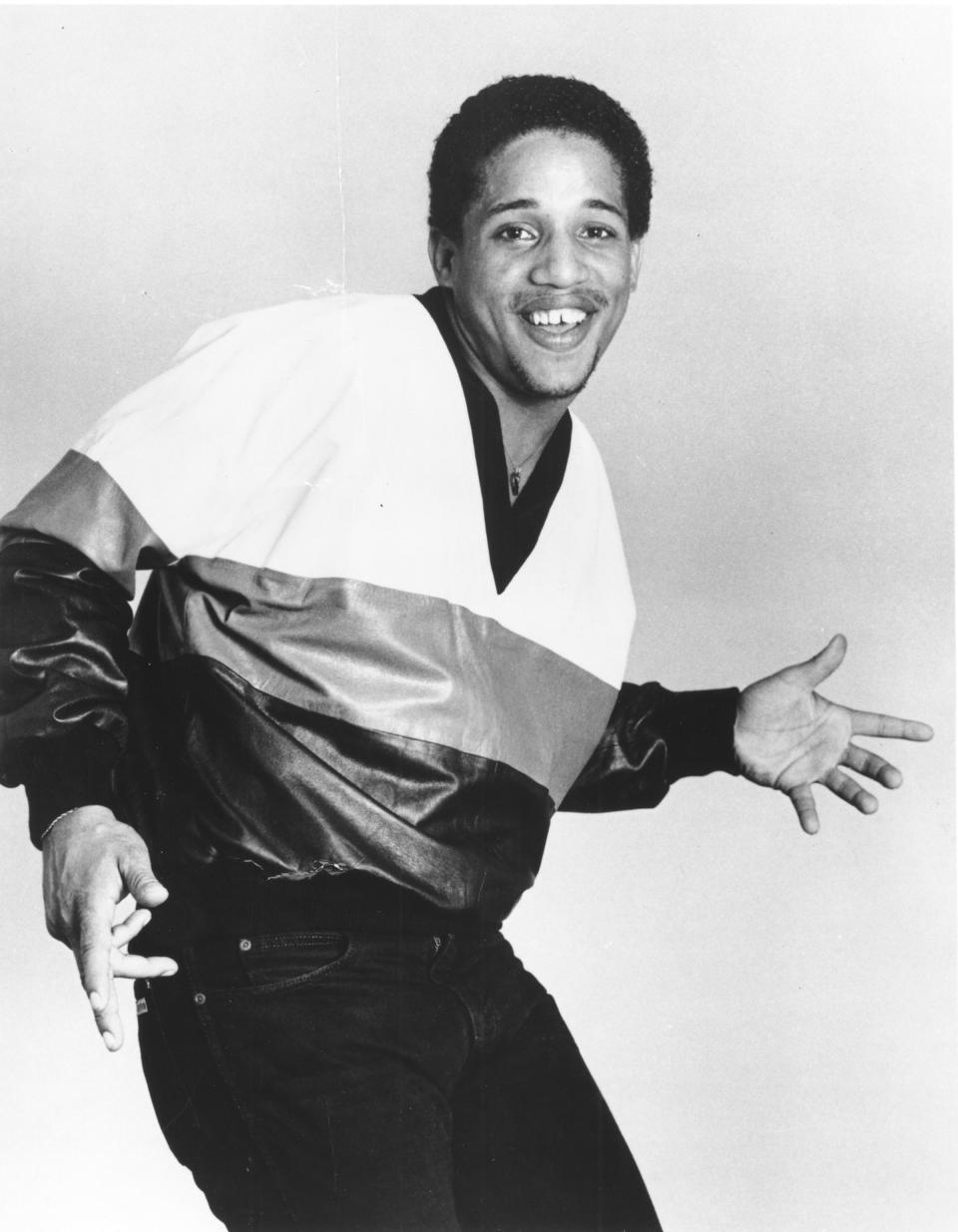
Lovebug Starski; † 8. Februar

- 08. Februar: Lovebug Starski, US-amerikanischer Hip-Hop-DJ (57)
- 09. Februar: Jóhann Jóhannsson, isländischer Filmkomponist (48)
- 09. Februar: Alain Rellay, französischer Jazzmusiker (81)
- 09. Februar: Wesla Whitfield, US-amerikanische Jazzsängerin (70)
- 10. Februar: „Sunshine“ Sonny Payne, US-amerikanischer Radiomoderator (92)
- 10. Februar: Niltinho Tristeza, brasilianischer Sänger und Komponist (79)
- 11. Februar: Vic Damone, US-amerikanischer Sänger und Schauspieler (89)
- 11. Februar: Günter Gruschwitz, deutscher Kirchenmusiker und Komponist (89)
- 11. Februar: Tom Rapp, US-amerikanischer Sänger und Songwriter (70)
- 12. Februar: László Melis, ungarischer Geiger und Komponist (64)
- 12. Februar: Daryle Singletary, US-amerikanischer Country-Sänger (46)
- 13. Februar: Adelbert von Deyen, deutscher Musiker und Maler (64)
- 13. Februar: Nini Theilade, dänische Balletttänzerin, Choreografin und Schauspielerin (102)
- 13. Februar: John A. Tynan, US-amerikanischer Musikkritiker und Herausgeber (90)
- 13. Februar: Uwe Werner, deutscher Jazzmusiker (62)

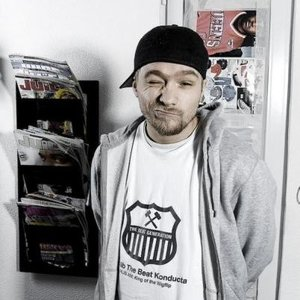
DJ Smoove; † 15. Februar

- 15. Februar: DJ Smoove, deutscher Hip-Hop-DJ und Musikproduzent (37)
- 15. Februar: Milan Křížek, tschechischer Komponist (91)
- 16. Februar: Barbara Ann Alston, US-amerikanische Sängerin (74)
- 16. Februar: Little Sammy Davis, US-amerikanischer Bluesmusiker (89)
- 16. Februar: Heli Lääts, estnische Mezzosopranistin (85)
- 18. Februar: Didier Lockwood, französischer Jazzmusiker (62)
- 18. Februar: Heiner Stadler, deutsch-US-amerikanischer Jazzmusiker, Komponist und Produzent (75)
- 19. Februar: Paul Urmuzescu, rumänischer Komponist (89)
- 19. Februar: Evžen Zámečník, tschechischer Komponist (79)
- 21. Februar: Allan Rosenheck, US-amerikanischer Komponist (79)
- 23. Februar: Eddy Amoo, britischer Sänger (74)
- 23. Februar: Max Haas, Schweizer Musikwissenschaftler (75)
- 24. Februar: Johnny Hot, belgischer Jazzpianist (85)
- 25. Februar: Joseph Vella, maltesischer Komponist und Dirigent (76)
- 26. Februar: Juan Hidalgo, spanischer Musiker, Dichter, Aktions- und bildender Künstler (90)
- 26. Februar: Thomas Pernes, österreichischer Komponist (62)
- 27. Februar: Hartmut Bauer, deutscher Opernsänger (79)
- 27. Februar: Gio Batta Morassi, italienischer Geigenbauer (83)
- 27. Februar: Fabiano Penna, brasilianischer Rockgitarrist (42)
- 28. Februar: Harvey Schmidt, US-amerikanischer Komponist (88)

### März
- 02. März: Jesús López Cobos, spanischer Dirigent (78)
- 03. März: Kenneth Gärdestad, schwedischer Musiker und Liedtexter (69)
- 03. März: Peter Kukelka, österreichischer Instrumentenbauer (84)
- 03. März: Hilda-Maria Lander, deutsche Tanzpädagogin und Hochschullehrerin (84)
- 03. März: Virgilijus Noreika, litauischer Tenor und Hochschullehrer (82)
- 03. März: Günther Wolf, deutscher Chorleiter und Dirigent (92)
- 05. März: Kjerstin Dellert, schwedische Opernsängerin (92)
- 05. März: Ulla Norden, deutsche Schlagersängerin und Hörfunkmoderatorin (77)
- 06. März: Mayra Mayra, puerto-ricanische Sängerin (54)
- 07. März: Jerzy Milian, polnischer Vibraphonist und Komponist (82)
- 07. März: Antonia „La Negra“ Rodríguez Moreno, spanische Flamenco-Sängerin und -Tänzerin (82)
- 08. März: Walter Karlberger, österreichischer Autor, Regisseur, Komponist und Produzent (92)
- 08. März: Milko Kelemen, jugoslawischer bzw. kroatischer Komponist (93)
- 10. März: Carol McLaughlin, US-amerikanische Harfenistin, Hochschullehrerin und Musikveranstalterin (65)
- 10. März: María Orán, spanische Sängerin (74)
- 11. März: Alba Arnova, italienische Ballerina und Filmschauspielerin (87)
- 12. März: Craig Mack, US-amerikanischer Rapper (47)
- 12. März: Joseph Röösli, Schweizer Kirchenmusiker (82)
- 13. März: Jet Dubbeldam, niederländische Organistin und Musikpädagogin (87)
- 13. März: Walter Eichenberg, deutscher Musiker und Komponist (95)
- 13. März: Olly Wilson, US-amerikanischer Komponist, Bassist und Musikwissenschaftler (80)
- 13. März: Jimmy Wisner, US-amerikanischer Pianist (86)
- 14. März: Liam O’Flynn, irischer Musiker (72)
- 16. März: Otomar Kvěch, tschechischer Komponist und Musikpädagoge (67)
- 16. März: Buell Neidlinger, US-amerikanischer Bassist und Cellist (82)
- 16. März: Eduardo Ramos, kubanischer Musiker (71)
- 17. März: Frans Van Dyck, belgischer Posaunist (94)
- 17. März: Sammy Williams, US-amerikanischer Schauspieler und Tänzer (69)
- 18. März: José Enrique Ayarra, spanischer Organist und Priester (80)
- 18. März: Hans-Jörg Böckeler, deutscher Komponist (73)
- 20. März: Dilbar Abdurahmonova, usbekische Dirigentin (81)
- 20. März: Kak Channthy, kambodschanische Sängerin (38)
- 20. März: Paul Cram, kanadischer Jazzmusiker (65)
- 22. März: Morgana King, US-amerikanische Jazzsängerin und Schauspielerin (87)
- 22. März: Carlos Eduardo Miranda, brasilianischer Musikproduzent (56)
- 24. März: José Antonio Abreu, venezolanischer Wirtschaftswissenschaftler, Komponist und Musikförderer (78)

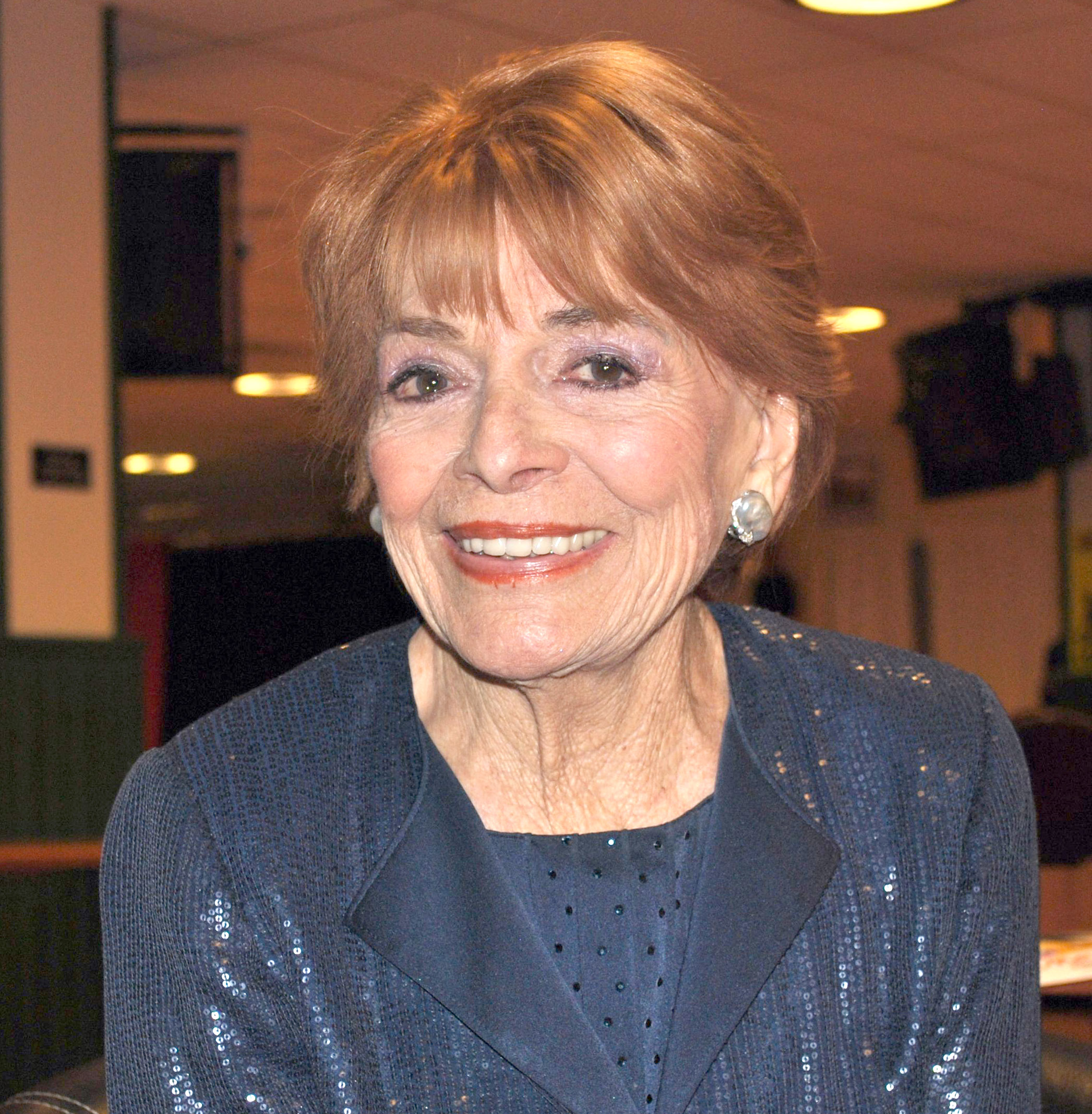
Lys Assia; † 24. März

- 24. März: Lys Assia, Schweizer Schlagersängerin (94)
- 24. März: Rim Banna, palästinensische Sängerin, Komponistin und Aktivistin (51)
- 24. März: Karlheinz Gaffkus, deutscher Tänzer, Schauspieler und Aufnahmeleiter (85)
- 25. März: Don Heitler, US-amerikanischer Jazzmusiker (81)
- 25. März: Seo Minwoo, südkoreanischer Popsänger (33)
- 25. März: Jerry Williams, schwedischer Sänger (75)
- 26. März: Messias Hollanda, brasilianischer Sänger und Komponist (76)
- 26. März: Nikolai Kaufman, bulgarischer Musikethnologe und Komponist (92)
- 26. März: Hermann Keller, deutscher Pianist und Komponist (72)
- 26. März: Christian Minkowitsch, österreichischer Komponist (55)
- 27. März: Robert Willoughby, US-amerikanischer Flötist (96)
- 28. März: Lívia Rév, ungarische Pianistin (101)
- 29. März: Michael Sahl, US-amerikanischer Komponist und Pianist (83)
- 29. März: Jimmy Woods, US-amerikanischer Jazzmusiker (83)
- 30. März: Alias, US-amerikanischer Rapper (41)
- 30. März: Sabahudin Kurt, jugoslawischer Sänger (82)
- 30. März: Michael Tree, US-amerikanischer Bratschist (84)
- 31. März: Laura Irene Mendoza Suasti, ecuadorianische Sängerin (94)

### April
- 01. April: Kazimierz Gierżod, polnischer Pianist und Musikpädagoge (81)
- 01. April: Michiko Hirayama, japanische Sängerin (94)
- 01. April: Audrey Morris, US-amerikanische Jazzmusikerin (89)
- 01. April: Michel Sénéchal, französischer Tenor (91)
- 01. April: André Rodrigues, brasilianischer Bassist (50)
- 02. April: Daso, deutscher Musikproduzent (37)
- 02. April: Janka Nabay, sierra-leonischer Sänger, Komponist und Bandleader (54)

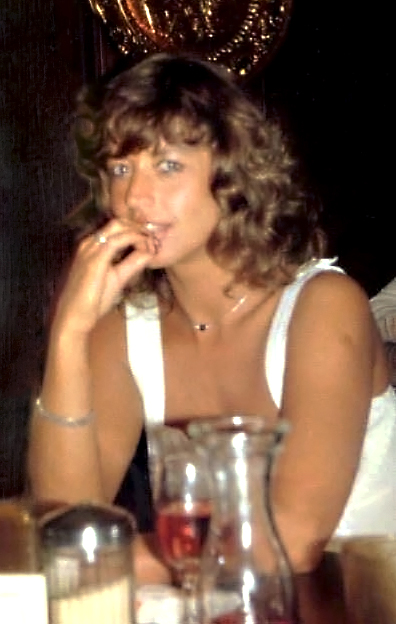
Lill-Babs; † 3. April

- 03. April: Lill-Babs, schwedische Schlagersängerin (80)
- 03. April: Robert Stehli, Schweizer Dirigent (88)
- 03. April: Johan Stollz, belgischer Sänger (88)
- 04. April: Don Cherry, US-amerikanischer Musiker und Golfspieler (94)
- 04. April: Jeff Louna, kongolesischer Gitarrist (69)
- 05. April: Butch Lacy, US-amerikanischer Jazzmusiker und Komponist (70)
- 05. April: Wolfgang Neuser, deutscher Musiker (67)
- 05. April: Wolfgang Strauß, deutscher Komponist (90)
- 05. April: Cecil Taylor, US-amerikanischer Jazzpianist (89)

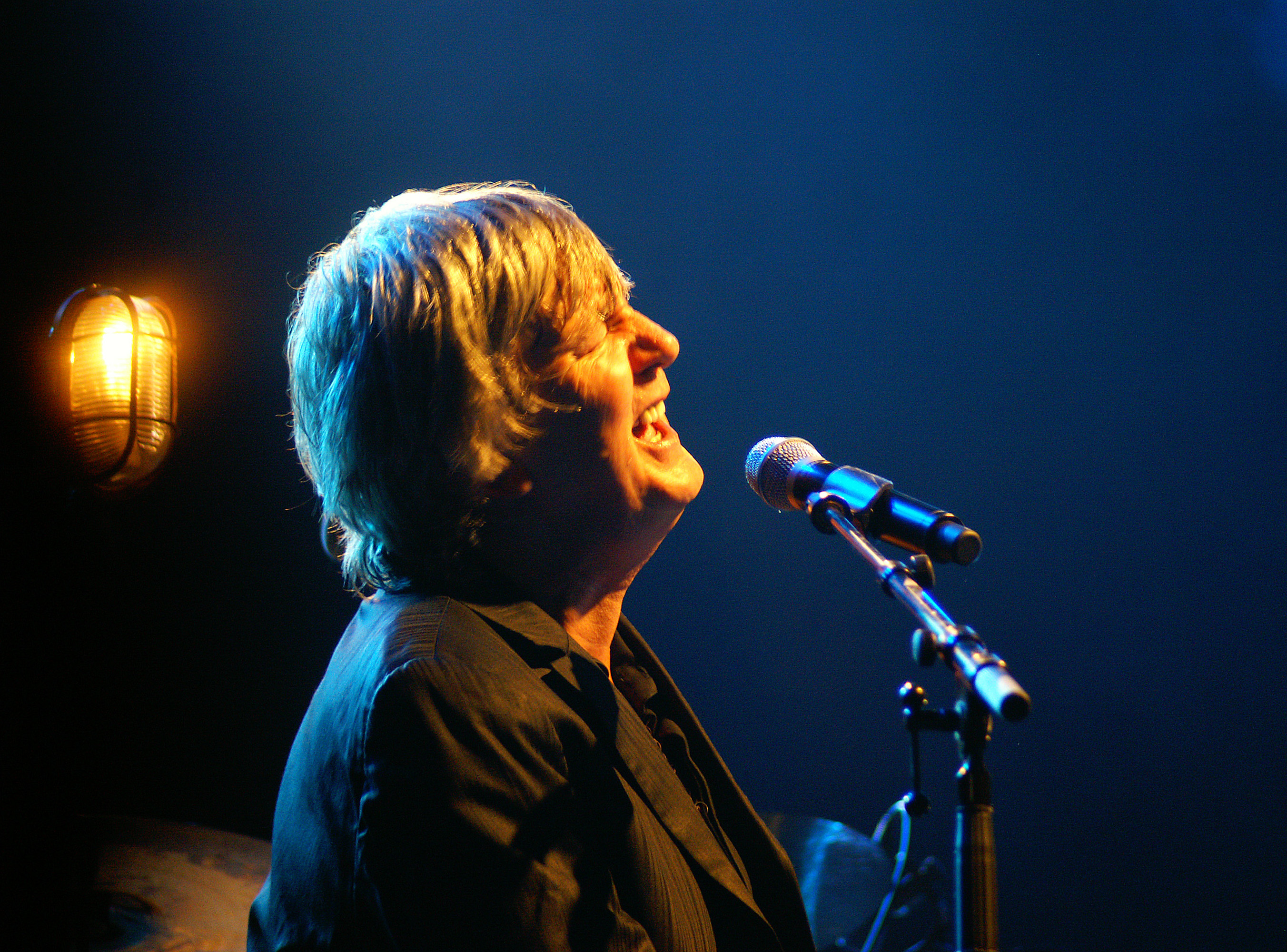
Jacques Higelin; † 6. April

- 06. April: Jacques Higelin, französischer Sänger und Schauspieler (77)
- 06. April: Laura Lee Perkins, US-amerikanische Musikerin (78)
- 07. April: Karl Kolbinger, deutscher Fagottist (96)
- 08. April: Nathan Davis, US-amerikanischer Jazzmusiker (81)
- 09. April: Nira Guerreira, brasilianische Sängerin (56)
- 09. April: Jürgen Hermann, deutscher Musiker (90)
- 09. April: Timmy Matley, britischer Musiker (36)
- 10. April: Yvonne Staples, US-amerikanische Gospelsängerin (80)
- 12. April: Gyula Babos, ungarischer Gitarrist (68)

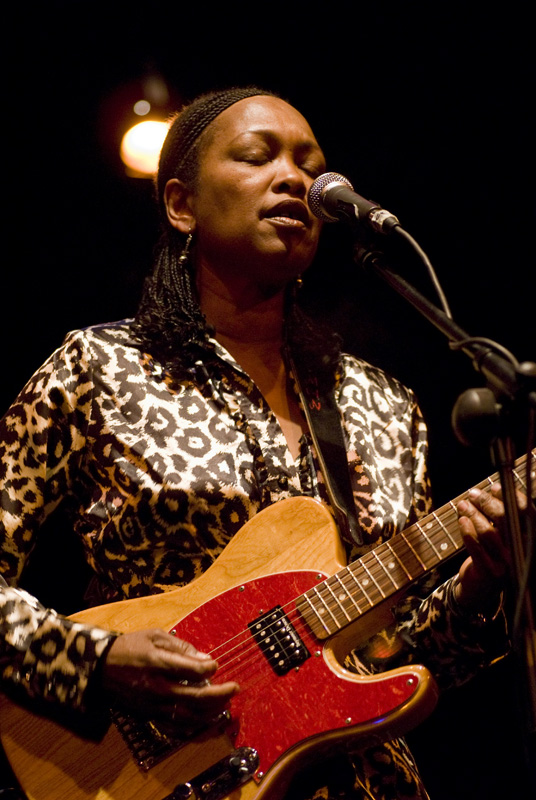
Deborah Coleman; † 12. April

- 12. April: Deborah Coleman, US-amerikanische Bluesgitarristin und Sängerin (61)
- 12. April: Irwin Gage, amerikanischer Pianist und Liedbegleiter (78)
- 13. April: Rolf Budde, deutscher Musikverleger (61)
- 13. April: Zbigniew Bujarski, polnischer Komponist (84)
- 13. April: Walter Fink, deutscher Mäzen (87)
- 14. April: Pavlina Apostolova, jugoslawische Opernsängerin (90)
- 14. April: Jean-Claude Malgoire, französischer Oboist und Dirigent (77)
- 14. April: Modesto Pastor Cueva, peruanischer Gitarrist (87)
- 14. April: Stan Reynolds, britischer Jazzmusiker (92)
- 14. April: Milan Škampa, tschechischer Bratschist (89)
- 15. April: Willibald Bezler, deutscher Komponist und Kirchenmusiker (75)
- 15. April: Boki Milošević, jugoslawischer Klarinettist (86)
- 15. April: Lysanne Thibodeau, kanadische Filmregisseurin und Musikerin (58)
- 16. April: Günter Högner, österreichischer Musiker (74)

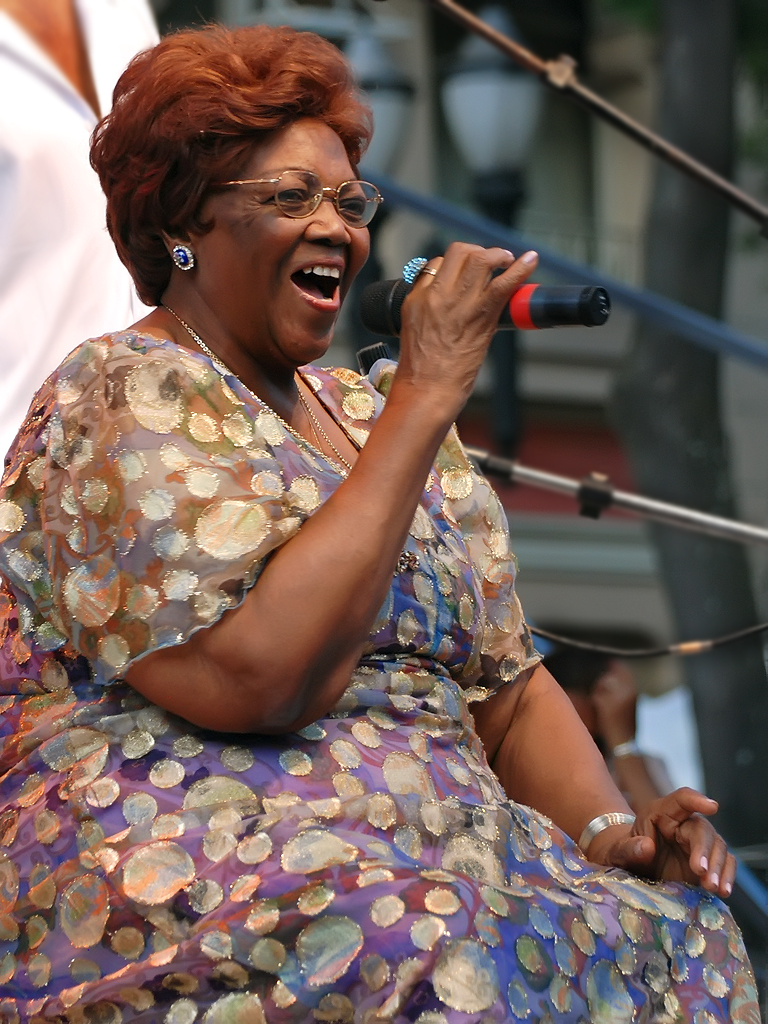
Dona Ivone Lara; † 16. April

- 16. April: Dona Ivone Lara, brasilianische Sängerin und Komponistin (97)
- 17. April: Peter Guidi, britisch-italienischer Jazzmusiker (68)
- 17. April: Tom McBride, irischer Musiker (81)
- 17. April: Randy Scruggs, US-amerikanischer Musiker, Produzent und Songschreiber (64)
- 18. April: Fritz Köll, deutscher Blasmusiker und Komponist (90)
- 18. April: Ralph Martin, US-amerikanischer Jazzpianist (91)

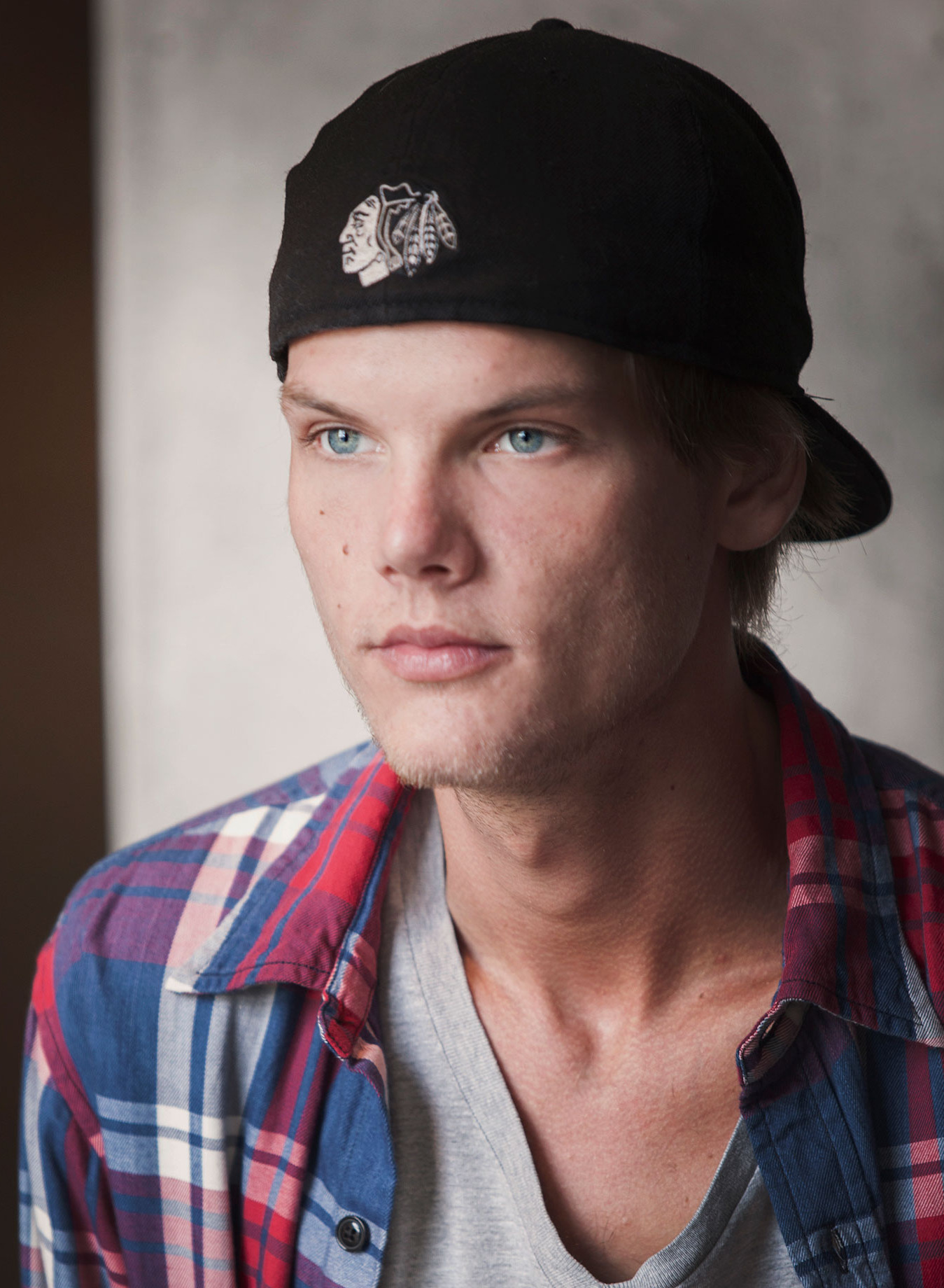
Avicii; † 20. April

- 20. April: Avicii, schwedischer DJ (28)
- 20. April: Gerd Eggers, deutscher Schriftsteller und Liedermacher (73)
- 20. April: Dick Hughes, australischer Jazzpianist, Journalist und Rundfunkmoderator (86)

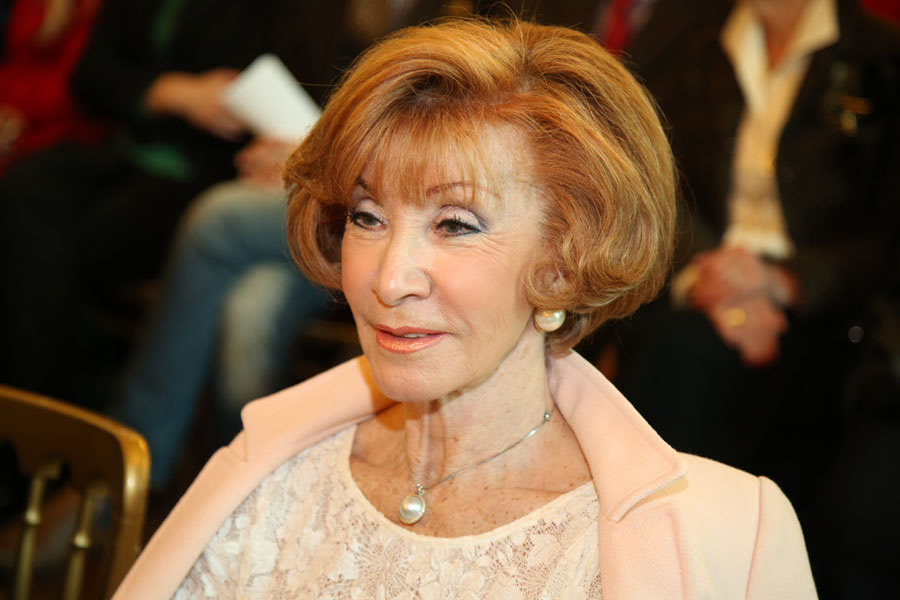
Guggi Löwinger; † 20. April

- 20. April: Guggi Löwinger, österreichische Sängerin, Schauspielerin und Tänzerin (79)
- 20. April: Paul Togawa, US-amerikanischer Jazzmusiker (85)
- 21. April: Huguette Tourangeau, kanadische Opernsängerin (79)
- 22. April: Charlie Rice, US-amerikanischer Jazzmusiker (98)
- 23. April: Bob Dorough, US-amerikanischer Musiker und Komponist (94)
- 23. April: Renzo „Teflón“ Guridi, uruguayischer Rocksänger und -bassist (55)
- 23. April: Arthur B. Rubinstein, US-amerikanischer Komponist (80)
- 23. April: Art Simmons, US-amerikanischer Jazzpianist (92)
- 24. April: Scott Hill, US-amerikanischer Jazzposaunist (70)
- 24. April: Dōji Morita, japanische Musikerin (66)
- 25. April: Holger Biege, deutscher Komponist und Sänger (65)
- 25. April: Habib Faye, senegalesischer Multiinstrumentalist, Komponist und Musikproduzent (52)
- 26. April: Charles Neville, US-amerikanischer Saxophonist (79)
- 27. April: Donald Keats, US-amerikanischer Komponist (88)
- 27. April: Maýa Kulyýewa, sowjetische bzw. turkmenische Opernsängerin (97)
- 27. April: Gildo Mahones, US-amerikanischer Jazzpianist (88)
- 28. April: Larry Harvey, US-amerikanischer Festivalgründer (70)
- 28. April: Brooks Kerr, US-amerikanischer Pianist (66)
- 29. April: Rose Laurens, französische Popsängerin (67)

### Mai
- 01. Mai: Max Berrú, ecuadorianisch-chilenischer Sänger und Perkussionist (75)

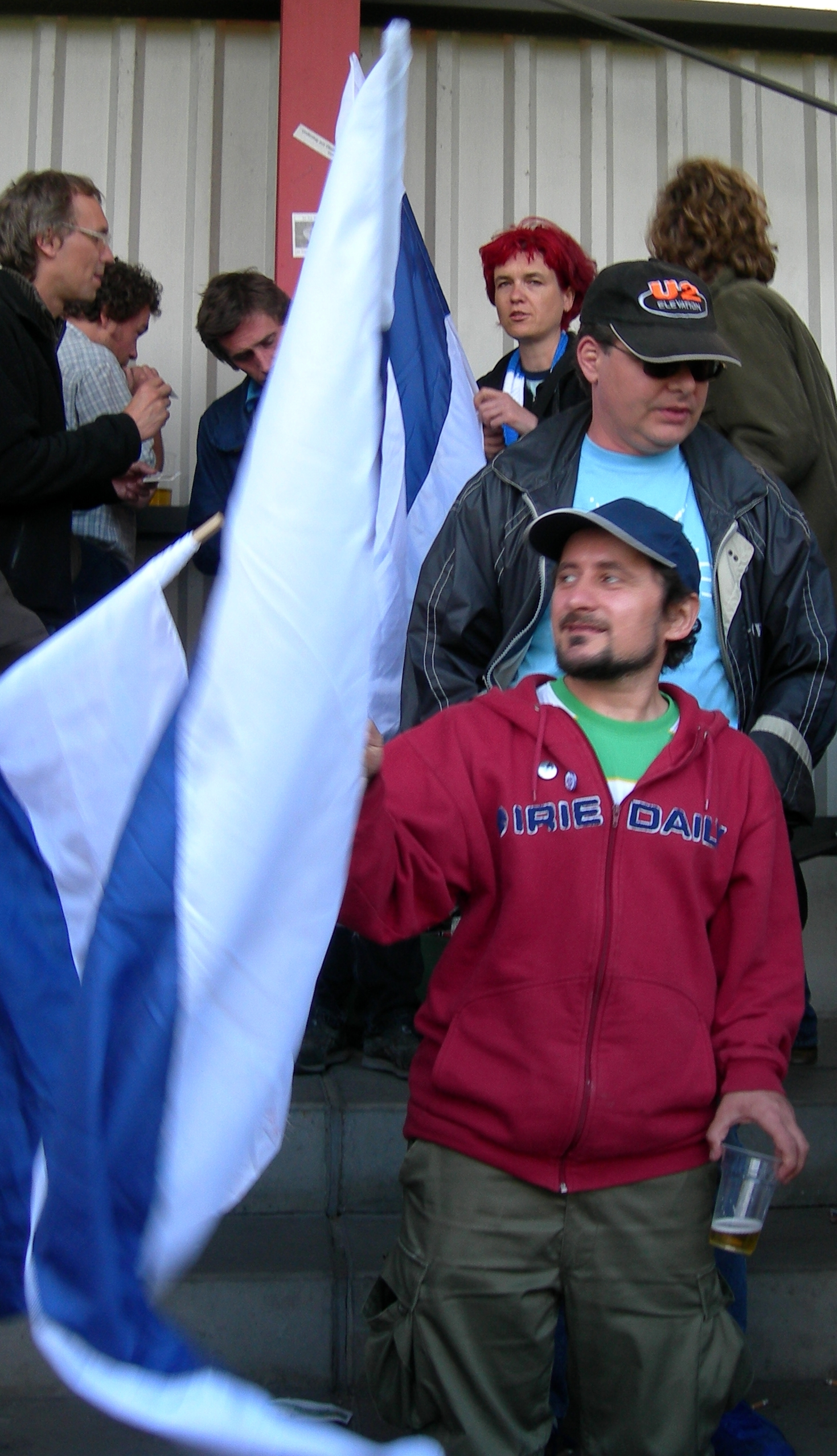
Harald Renner; † 1. Mai

- 01. Mai: Harald Renner, österreichischer Rapper und Schlagzeuger (51)
- 01. Mai: Jabo Starks, US-amerikanischer Schlagzeuger (79)
- 01. Mai: Wanda Wiłkomirska, polnische Violinistin (89)
- 02. Mai: Tony Cucchiara, italienischer Liedautor und Sänger (80)
- 02. Mai: Herman Krebbers, niederländischer Violinist und Violinpädagoge (94)
- 02. Mai: Ekkehard Simon, deutscher Orgelbauer (82)
- 03. Mai: Lukas Burckhardt, Schweizer Jurist, Politiker und Jazzmusiker (93)
- 04. Mai: Gérard Hourbette, französischer Musiker und Komponist (64)
- 04. Mai: Abi Ofarim, israelischer Sänger (80)
- 04. Mai: Tony Pringle, britisch-US-amerikanischer Jazzmusiker (81)
- 04. Mai: Philip Tabane, südafrikanischer Gitarrist (84)
- 07. Mai: Søren Hyldgaard, dänischer Komponist (55)

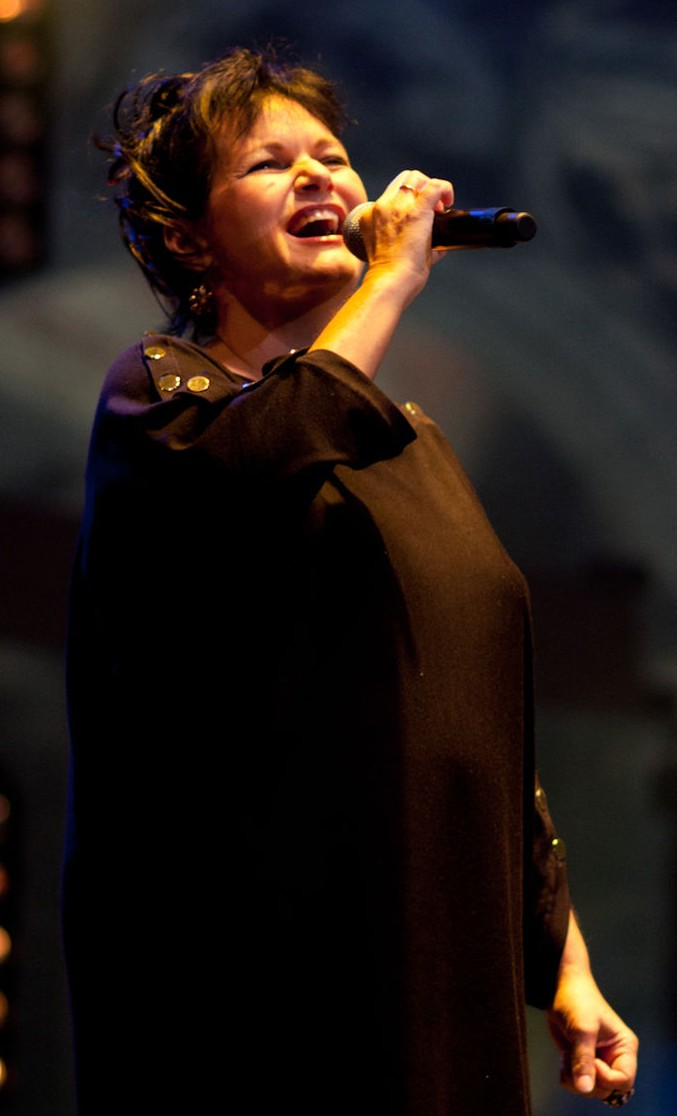
Maurane; † 7. Mai

- 07. Mai: Maurane, belgische Sängerin (57)
- 07. Mai: Roman Toi, estnischer Komponist (101)
- 08. Mai: Lara Saint Paul, italienische Sängerin (73)
- 08. Mai: Jonathan Sternberg, US-amerikanischer Dirigent und Musikpädagoge (98)
- 09. Mai: Scott Hutchison, britischer Rockmusiker (36)
- 11. Mai: Michail Alperin, sowjetischer bzw. norwegischer Jazz-Pianist (61)
- 11. Mai: Hermann Seidl, deutscher Komponist (59)
- 13. Mai: Glenn Branca, US-amerikanischer Avantgarde-Komponist und Gitarrist (69)
- 12. Mai: Harry Spencer, US-amerikanischer Jazzsaxophonist und -lehrer (78)
- 13. Mai: Karl-Ernst Herrmann, deutscher Bühnenbildner und Opernregisseur (81)
- 13. Mai: Enrique Pastor, spanischer Sänger (76)
- 14. Mai: Pia Gilbert, deutsch-US-amerikanische Musikerin (96)
- 14. Mai: Gustavo Márquez, venezolanischer Bassist (28)
- 15. Mai: Gisela Walther, deutsche Choreografin und Ballettdirektorin (83)
- 16. Mai: Gualajo, kolumbianischer Marimba-Spieler (78)
- 16. Mai: Gérard Jouannest, französischer Pianist und Komponist (85)
- 16. Mai: Chuck Stentz, US-amerikanischer Jazzmusiker (81)
- 17. Mai: Jim Crutcher, US-amerikanischer Jazzmusiker (83)
- 17. Mai: Rainer Dimmler, deutscher Komponist, Musiker und Dichter (67)

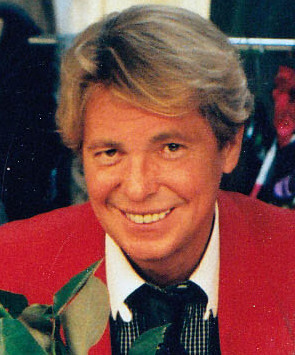
Jürgen Marcus; † 17. Mai

- 17. Mai: Jürgen Marcus, deutscher Schlagersänger (69)
- 17. Mai: Björn Mertz, deutscher Schlagzeuger (24)
- 18. Mai: Jacques Guyonnet, Schweizer Komponist, Dirigent und Schriftsteller (85)
- 18. Mai: Detlef Kobjela, sorbischer Komponist (74)
- 18. Mai: Anthony Cruz, US-amerikanischer Salsa-Sänger (53)
- 18. Mai: Curt Prina, Schweizer Jazz- und Unterhaltungsmusiker (89)
- 18. Mai: Jack Reilly, US-amerikanischer Jazzpianist und Komponist (86)
- 19. Mai: Reggie Lucas, US-amerikanischer Musikproduzent (65)
- 19. Mai: Hardy Rodenstock, polnischer Künstlermanager, Musikverleger und Weinhändler (76)
- 20. Mai: Dieter Schnebel, deutscher Komponist (88)
- 21. Mai: Jürgen Jürgens, deutscher Radiomoderator (65)
- 21. Mai: Allyn Ann McLerie, US-amerikanische Schauspielerin und Sängerin (91)
- 22. Mai: Fred Paulus, belgischer Sänger und Journalist (53)
- 24. Mai: Georg Arányi-Aschner, ungarisch-österreichischer Komponist (95)
- 24. Mai: Fadumo Ahmed Dhimbiil, dschibutische Dichterin, Schauspielerin und Sängerin (≈70)
- 24. Mai: Kassé Mady Diabaté, malischer Sänger (69)
- 25. Mai: Piet Kee, niederländischer Organist und Komponist (90)
- 26. Mai: Gerd Lisken, deutscher Musiker (90)
- 27. Mai: Remy Filipovitch, litauischer Jazzmusiker (72)
- 27. Mai: Stewart Lupton, US-amerikanischer Sänger (43)

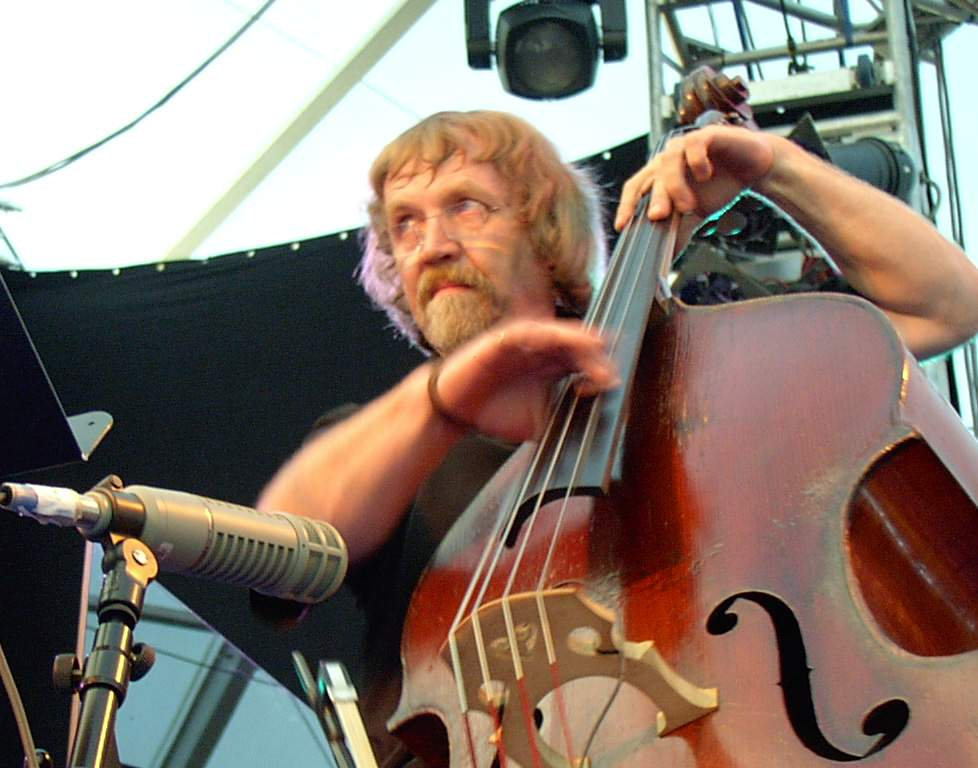
Ali Haurand; † 28. Mai

- 28. Mai: Ali Haurand, deutscher Jazzmusiker, Fernsehmoderator und Musikproduzent (74)
- 28. Mai: Evio di Marzo, venezolanischer Musiker und Komponist (64)
- 28. Mai: Maria Mucke, deutsche Sängerin und Schauspielerin (98)
- 28. Mai: María Dolores Pradera, spanische Sängerin und Schauspielerin (93)
- 28. Mai: Hanns-Martin Schneidt, deutscher Dirigent (87)
- 29. Mai: Rosa Briceño Ortiz, venezolanische Dirigentin und Pianistin (61)
- 29. Mai: Marianna Sankiewicz-Budzyńska, polnische Hochschullehrerin und Prorektorin (96)
- 31. Mai: Demba Nabé, deutscher Musiker (46)

### Juni
- 01. Juni: Eddy Clearwater, US-amerikanischer Bluesmusiker (83)
- 01. Juni: Joseíto Mateo, dominikanischer Merengue-Sänger (98)
- 01. Juni: Sinan Sakić, serbischer Turbo-Folk-Sänger (61)
- 02. Juni: Robert Brylewski, polnischer Rockmusiker (57)
- 02. Juni: Karsten Meyer, deutscher Theaterschauspieler, Regisseur und Musiker (53)
- 03. Juni: Clarence Fountain, US-amerikanischer Gospelsänger (88)
- 04. Juni: Norman Edge, US-amerikanischer Jazzmusiker (84)
- 04. Juni: Jalal Mansur Nuriddin, US-amerikanischer Rapper, Lyriker und Musiker (73)
- 05. Juni: Peter Becker, deutscher Musikpädagoge (84)
- 05. Juni: Brian Browne, kanadischer Jazzpianist (81)
- 05. Juni: Richard Maunder, britischer Mathematiker und Musikwissenschaftler (80)
- 05. Juni: Stanisław Moryto, polnischer Organist, Komponist und Hochschulrektor (71)
- 06. Juni: Carl August Bünte, deutscher Dirigent (92)
- 06. Juni: Teddy Johnson, britischer Sänger (98)
- 07. Juni: Al Capps, US-amerikanischer Musikproduzent, Arrangeur, Songwriter, Multiinstrumentalist und Sänger (79)
- 07. Juni: Irina Lein-Edelstein, russisch-deutsche Pianistin (74)
- 07. Juni: Ralf Petersen, deutscher Komponist (80)
- 07. Juni: Ortwin Rau, deutscher Clubbetreiber und Konzertveranstalter (63)

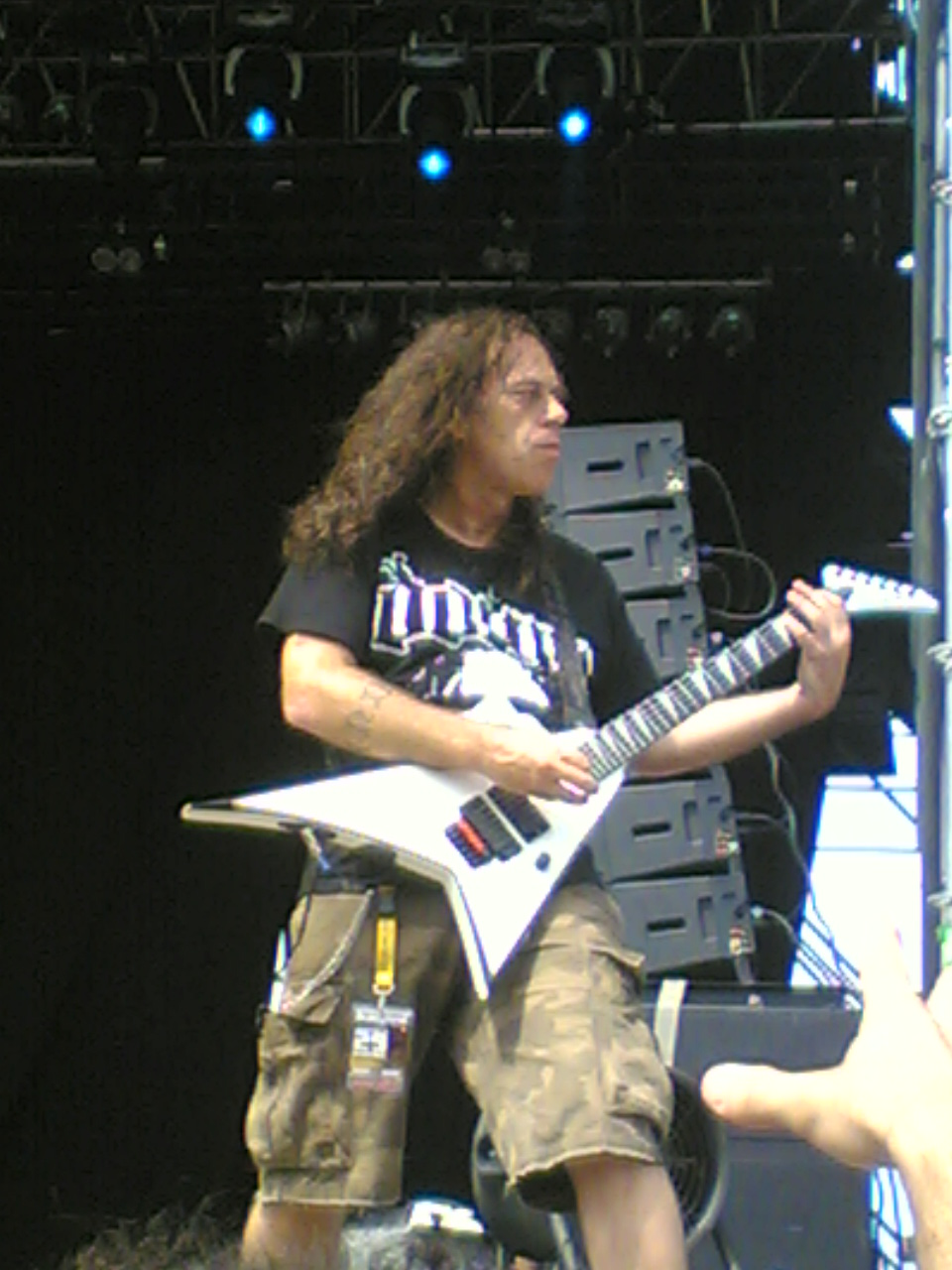
Ralph Santolla; † 7. Juni

- 07. Juni: Ralph Santolla, US-amerikanischer Gitarrist (48)

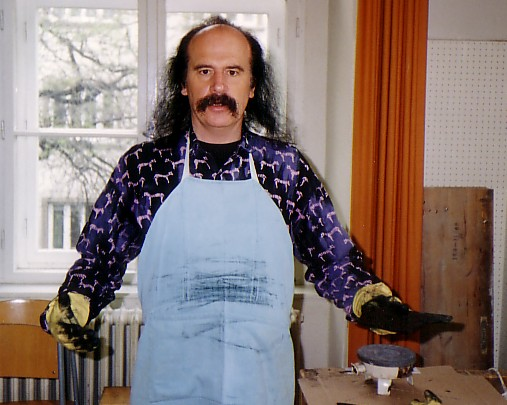
Stefan Weber; † 7. Juni

- 07. Juni: Stefan Weber, österreichischer Musiker (71)

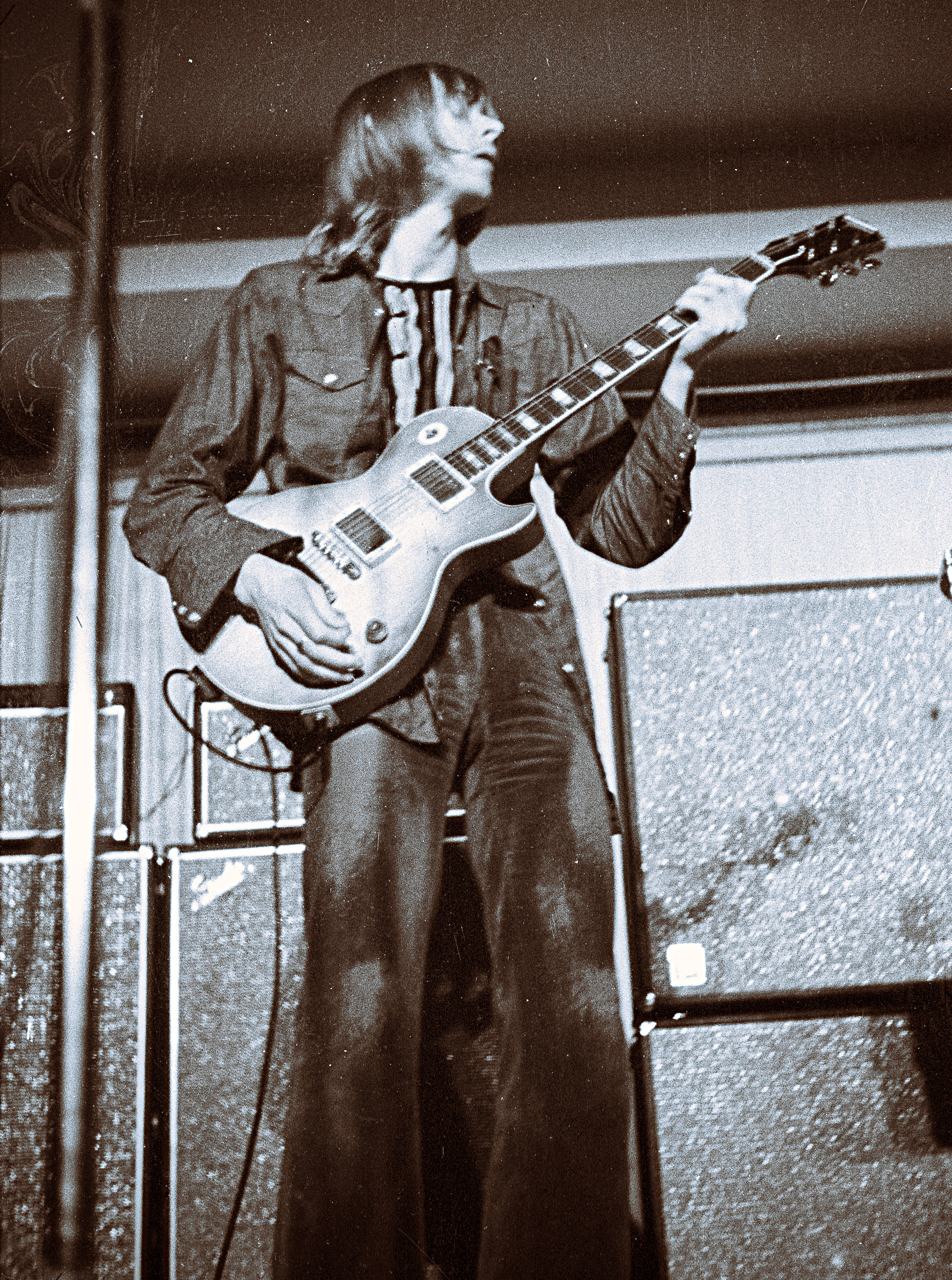
Danny Kirwan; † 8. Juni

- 08. Juni: Danny Kirwan, britischer Gitarrist (68)
- 08. Juni: Jackson Odell, US-amerikanischer Schauspieler und Musiker (20)
- 09. Juni: Lorraine Gordon, US-amerikanische Jazzclubbesitzerin (95)
- 10. Juni: Gabriele Hammerstein, deutsch-amerikanische Opernsängerin (94)
- 11. Juni: Yvette Horner, französische Akkordeonistin (95)
- 12. Juni: Wayne Dockery, US-amerikanischer Jazzmusiker (76)
- 12. Juni: Helena Dunicz, polnische Musikerin, Autorin, Übersetzerin und Holocaustüberlebende (102)
- 12. Juni: Bonaldo Giaiotti, italienischer Opernsänger (85)
- 12. Juni: Jon Hiseman, britischer Schlagzeuger (73)
- 12. Juni: Nikolaus Wiplinger, österreichischer Pianist (80)
- 13. Juni: D. J. Fontana, US-amerikanischer Schlagzeuger (87)
- 15. Juni: Enoch zu Guttenberg, deutscher Dirigent (71)
- 15. Juni: Matt Murphy, US-amerikanischer Bluesmusiker (88)
- 16. Juni: Hartmut Hein, deutscher Sänger, Pianist, Komponist und Musikpädagoge (81)
- 16. Juni: Gennadi Roschdestwenski, sowjetischer bzw. russischer Dirigent (87)
- 17. Juni: Charles Hoag, US-amerikanischer Komponist und Kontrabassist (86)
- 17. Juni: Juba Lion, jamaikanischer Reggaesänger (58)
- 17. Juni: Rebecca Parris, US-amerikanische Jazzsängerin (66)
- 18. Juni: Barry McDaniel, US-amerikanischer Opernsänger (87)
- 18. Juni: Laco Tropp, slowakischer Jazzschlagzeuger (79)

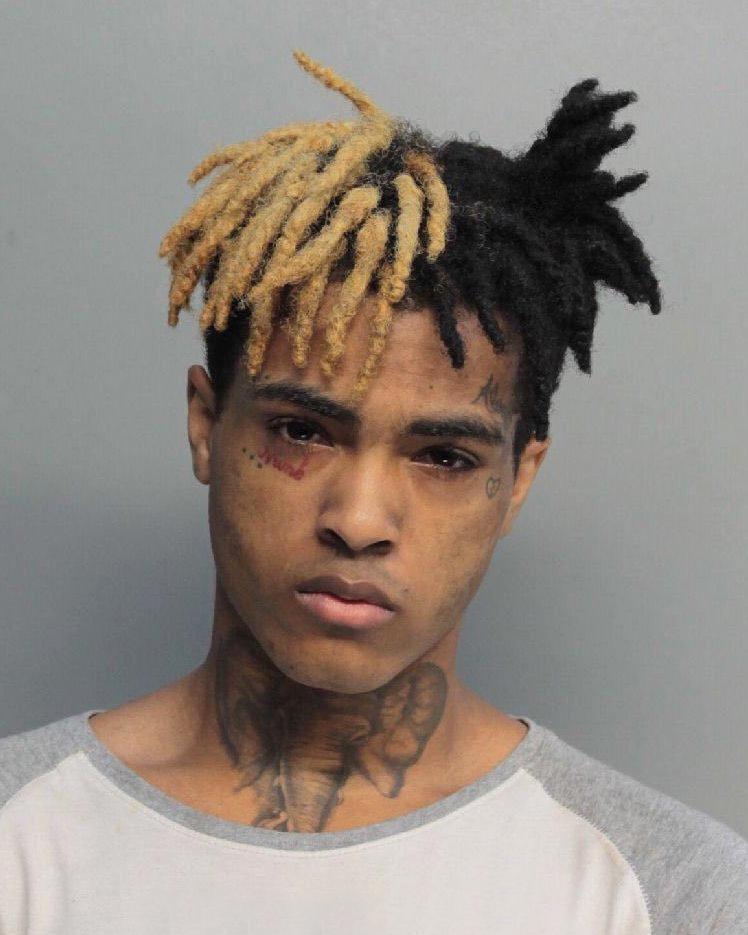
XXXTentacion; † 18. Juni

- 18. Juni: XXXTentacion, US-amerikanischer Rapper (20)
- 19. Juni: Lowrell Simon, US-amerikanischer Soulsänger und Songwriter (75)
- 20. Juni: Jake Raymond, US-amerikanischer Metal-Sänger (40)
- 22. Juni: Geoffrey Oryema, ugandischer Musiker (65)

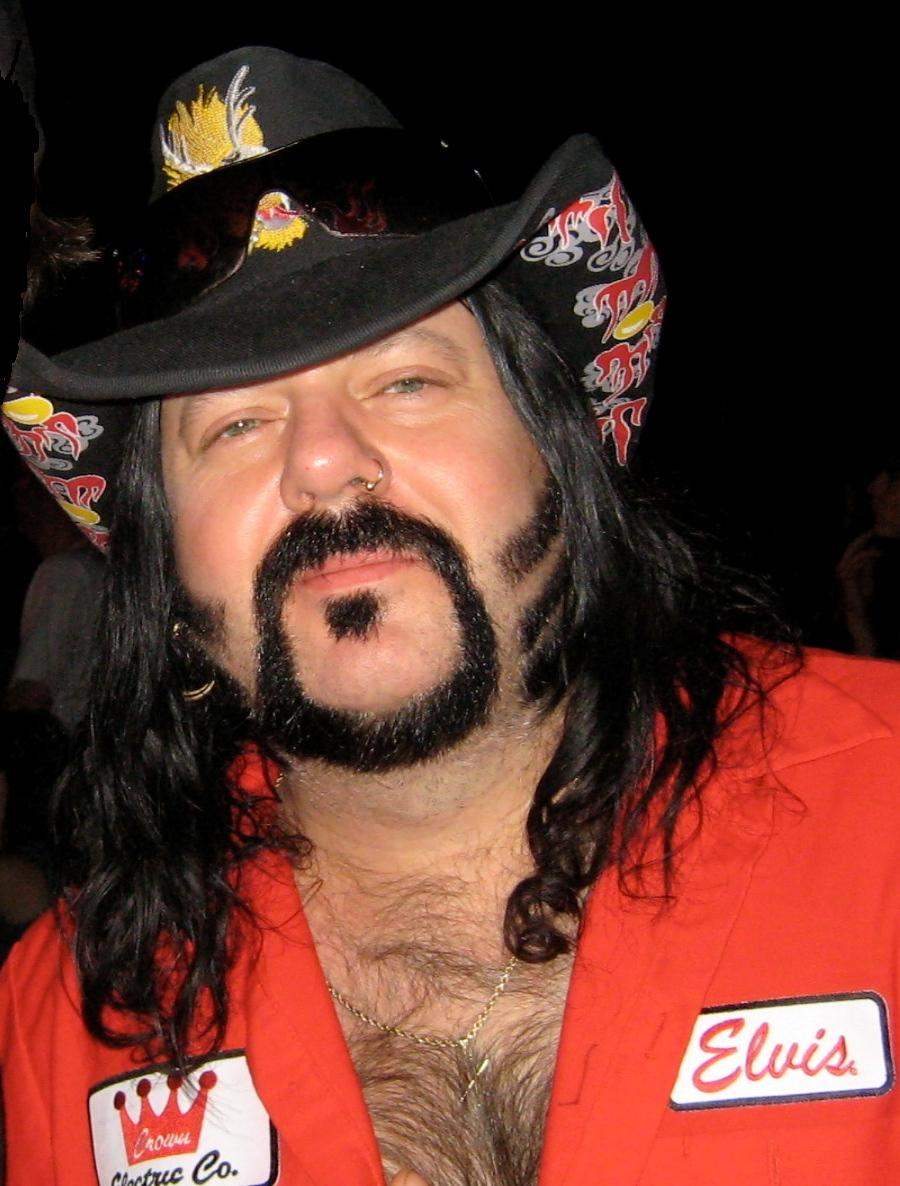
Vinnie Paul; † 22. Juni

- 22. Juni: Vinnie Paul, US-amerikanischer Schlagzeuger (54)
- 23. Juni: Reynold Scott, US-amerikanischer Jazzmusiker (74)
- 24. Juni: Xiomara Alfaro, kubanische Sängerin (88)
- 24. Juni: G. S. Sachdev, indischer Flötist und Musikpädagoge (≈83)
- 25. Juni: Bo Nilsson, schwedischer Komponist (81)
- 26. Juni: Big Bill Bissonnette, US-amerikanischer Jazzmusiker (81)
- 26. Juni: Dewey Johnson, US-amerikanischer Jazztrompeter (78)
- 27. Juni: Joseph Jackson, US-amerikanischer Musikmanager (89)
- 27. Juni: Steve Soto, US-amerikanischer Bassist (54)
- 28. Juni: Stefan Pettersson, schwedischer Metal-Sänger (≈46)
- 29. Juni: Liliane Montevecchi, französische Schauspielerin und Tänzerin (85)
- 29. Juni: Franz Beyer, deutscher Bratschist, Hochschullehrer und Herausgeber (96)
- 30. Juni: Smoke Dawg, kanadischer Rapper (21)
- 00. Juni: Bob Bain, US-amerikanischer Jazz-Musiker (94)

### Juli
- 01. Juli: Gillian Lynne, britische Choreographin (92)
- 01. Juli: Wolfgang Mürmann, deutscher Liedtexter und Komponist (73)
- 02. Juli: Henry Butler, US-amerikanischer Jazz- und Blues-Pianist (68)
- 02. Juli: Alan Longmuir, britischer Gitarrist (70)
- 02. Juli: Daniel Sais, argentinischer Rockmusiker und Musikproduzent (55)
- 02. Juli: Bill Watrous, US-amerikanischer Jazzposaunist (79)
- 03. Juli: Karin Eckhold, deutsche Schauspielerin, Opernsängerin, Hörspiel- und Synchronsprecherin (80)
- 03. Juli: Richard Swift, US-amerikanischer Musiker (41)
- 04. Juli: Ricardo Camacho, portugiesischer Musiker und Arzt (64)
- 04. Juli: Richard „Dick“ E. Voigt, US-amerikanischer Jazz-Pianist (82)
- 05. Juli: Heinrich Gattermeyer, österreichischer Komponist (94)
- 05. Juli: Joop de Roo, niederländischer Musikproduzent (88)
- 06. Juli: Vlatko Ilievski, mazedonischer Sänger und Fernsehmoderator (33)
- 06. Juli: Richard Ring, kanadischer Jazzgitarrist (80)
- 07. Juli: Paul Fetler, US-amerikanischer Komponist (98)
- 07. Juli: Bret Hoffmann, US-amerikanischer Metal-Sänger (51)
- 08. Juli: Tab Hunter, US-amerikanischer Schauspieler und Sänger (86)

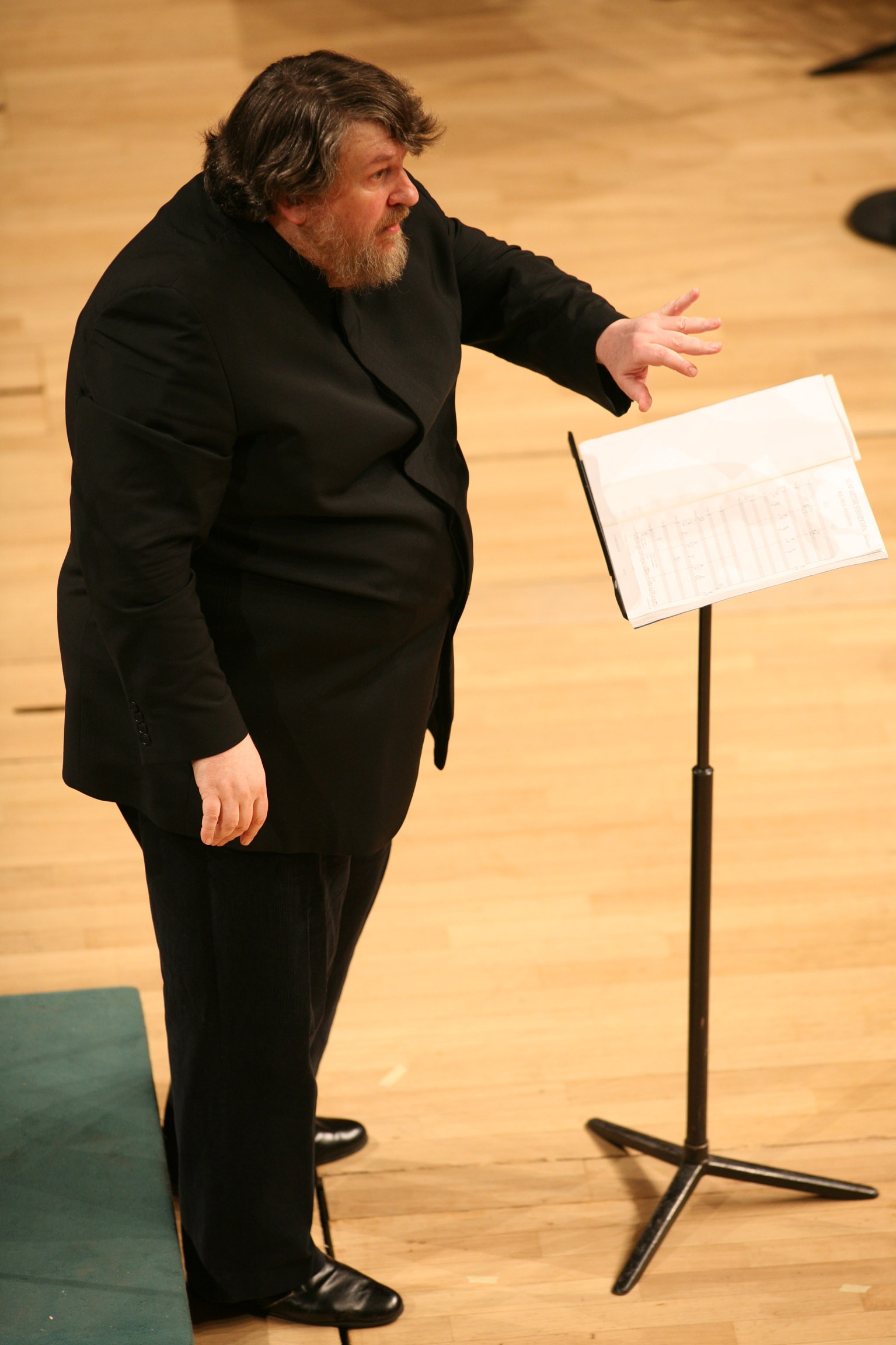
Oliver Knussen; † 8. Juli

- 08. Juli: Oliver Knussen, britischer Komponist und Dirigent (66)
- 08. Juli: Hubert Wißkirchen, deutscher Musikpädagoge (83)
- 09. Juli: Suzanne Couch, jamaikanische Musikerin (56)
- 10. Juli: Les Lieber, US-amerikanischer Jazzsaxofonist und Musikveranstalter (106)
- 10. Juli: Jim White, US-amerikanischer Jazzmusiker (86)
- 13. Juli: Ponty Bone, US-amerikanischer Akkordeonist (78)
- 13. Juli: Jocelyn Vollmar, US-amerikanische Ballerina (92)
- 14. Juli: Sobrinho, brasilianischer Samba-Sänger (67)
- 16. Juli: Ariel Ferrari, argentinischer Sänger (70)
- 16. Juli: Jaime Guardia, peruanischer Charangospieler, Sänger, Komponist und Musikforscher (85)
- 17. Juli: Gary Beach, US-amerikanischer Musicaldarsteller und Tony-Award-Preisträger (70)
- 17. Juli: Katharina Dau, deutsche Sängerin (74)
- 17. Juli: Bullumba Landestoy, dominikanischer Pianist und Komponist (93)
- 17. Juli: Rudy Merino, US-amerikanischer Jazz-Schlagzeuger (80)

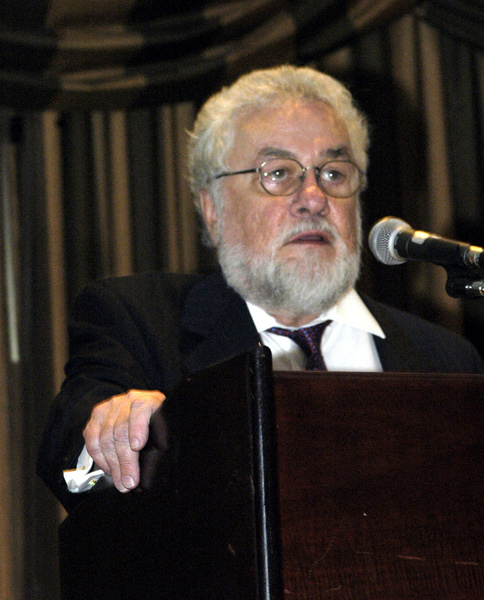
Adrian Cronauer; † 18. Juli

- 18. Juli: Adrian Cronauer, US-amerikanischer Radio-DJ und Rechtsanwalt (79)
- 18. Juli: Wolfgang Hufschmidt, deutscher Komponist (84)
- 19. Juli: Fred Leeflang, niederländischer Jazzmusiker (73)
- 20. Juli: Hans Michael Koch, deutscher Gitarrist und Lautenist (71)
- 21. Juli: Paulo Cardoso, brasilianischer Jazzmusiker (64)
- 21. Juli: Alice Oelke, deutsche Opernsängerin (97)
- 23. Juli: Glenn Davis, US-amerikanischer Jazzmusiker (78)
- 23. Juli: Carl Gregor Herzog zu Mecklenburg, deutscher Musik- und Kunstwissenschaftler (85)
- 23. Juli: Douglas Grindstaff, US-amerikanischer Sound-Designer (87)
- 24. Juli: Pancho Terry, kubanischer Perkussionist (78)
- 25. Juli: Glen Roven, US-amerikanischer Komponist und Dirigent (60)
- 25. Juli: Patrick Williams, US-amerikanischer Filmkomponist (79)
- 26. Juli: María Concepción César, argentinische Filmschauspielerin, Sängerin und Tänzerin (91)
- 27. Juli: Kim Dong Yoon, koreanischer Rapper (20)
- 27. Juli: Markus Fend, österreichischer Musiker und Tontechniker (59)
- 27. Juli: Willi Kissmer, deutscher Rockmusiker, Maler und Grafiker (66)
- 27. Juli: Mark W. Shelton, US-amerikanischer Rockgitarrist (60)
- 27. Juli: Michael Tryanowski, deutscher Straßenmusikant (98)
- 28. Juli: Olga Jackowska, polnische Sängerin und Songschreiberin (67)
- 29. Juli: Oliver Dragojević, jugoslawischer bzw. kroatischer Musiker (70)
- 29. Juli: Emaflow, argentinischer Rapper (29)
- 29. Juli: Tomasz Stańko, polnischer Jazzmusiker (76)
- 30. Juli: Xəyyam Mirzəzadə, aserbaidschanischer Komponist (82)
- 31. Juli: Eddie Baker, US-amerikanischer Jazzpianist (90)
- 31. Juli: Bobby Haynes, US-amerikanischer Jazz- und R&B-Musiker (83)
- 00. Juli: Sam Mehran, US-amerikanischer Musiker und Musikproduzent (31)

### August
- 01. August: Paul Broadnax, US-amerikanischer Jazzmusiker (92)
- 01. August: Fernando Fantini, Schweizer Jazz- und Unterhaltungsmusiker (89)
- 01. August: Rick Genest, kanadisches Model und Performance-Künstler (32)
- 01. August: Celeste Rodrigues, portugiesische Fadosängerin (95)
- 02. August: Christoph Ludszuweit, deutscher Journalist, Autor, Literatur- und Musikpromotor (63/64)
- 03. August: Tommy Peoples, irischer Musiker (70)
- 03. August: Brian Routh, britischer Performancekünstler, Klangkünstler und Schauspieler (70)
- 04. August: Lorrie Collins, US-amerikanische Sängerin (76)
- 04. August: Anar Nagilbaz, aserbaidschanischer Rapper (44)
- 05. August: Stanley Glasser, südafrikanischer Komponist und Musikethnologe (92)
- 05. August: Alfred Hertel, österreichischer Oboist (83)
- 05. August: Ellen Joyce Loo, kanadisch-chinesische Musikerin, Sängerin und Songwriterin (32)
- 05. August: Ángel „Torito“ Muñoz Alpaca, peruanischer Charango-Spieler (89)
- 05. August: Raimund Rilling, deutscher Musiker (74)
- 06. August: Zygmunt Apostoł, polnischer Schauspieler und Musiker (87)
- 07. August: Gerald Adams, US-amerikanischer Jazzmusiker (91)
- 07. August: Étienne Chicot, französischer Schauspieler und Komponist (69)
- 07. August: Carlos Almenar Otero, venezolanischer Sänger (92)
- 08. August: Werner Zumsteg, Schweizer Flötist (79)
- 09. August: Erika Blumberger, deutsche Sängerin und Schauspielerin (95)
- 09. August: Lotte Jekéli, deutsche Pianistin und Klavierpädagogin (≈91)
- 10. August: Ken Pickering, kanadischer Musik- und Festivalveranstalter (66)
- 11. August: Egon Denu, deutscher Jazztrompeter und -posaunist (≈86)
- 12. August: Miriam Nelson, US-amerikanische Choreographin (98)
- 13. August: Lothar Bauer, deutscher Volksmusiker (90)
- 13. August: Paco Martín, spanischer Worldmusic- und Jazzfestivalleiter (61)
- 14. August: Jill Janus, US-amerikanische Sängerin (43)
- 14. August: Jean Kittrell, US-amerikanische Jazzmusikerin (91)
- 14. August: Mickey Nicolas, französischer Jazzmusiker (Saxophon) (92)

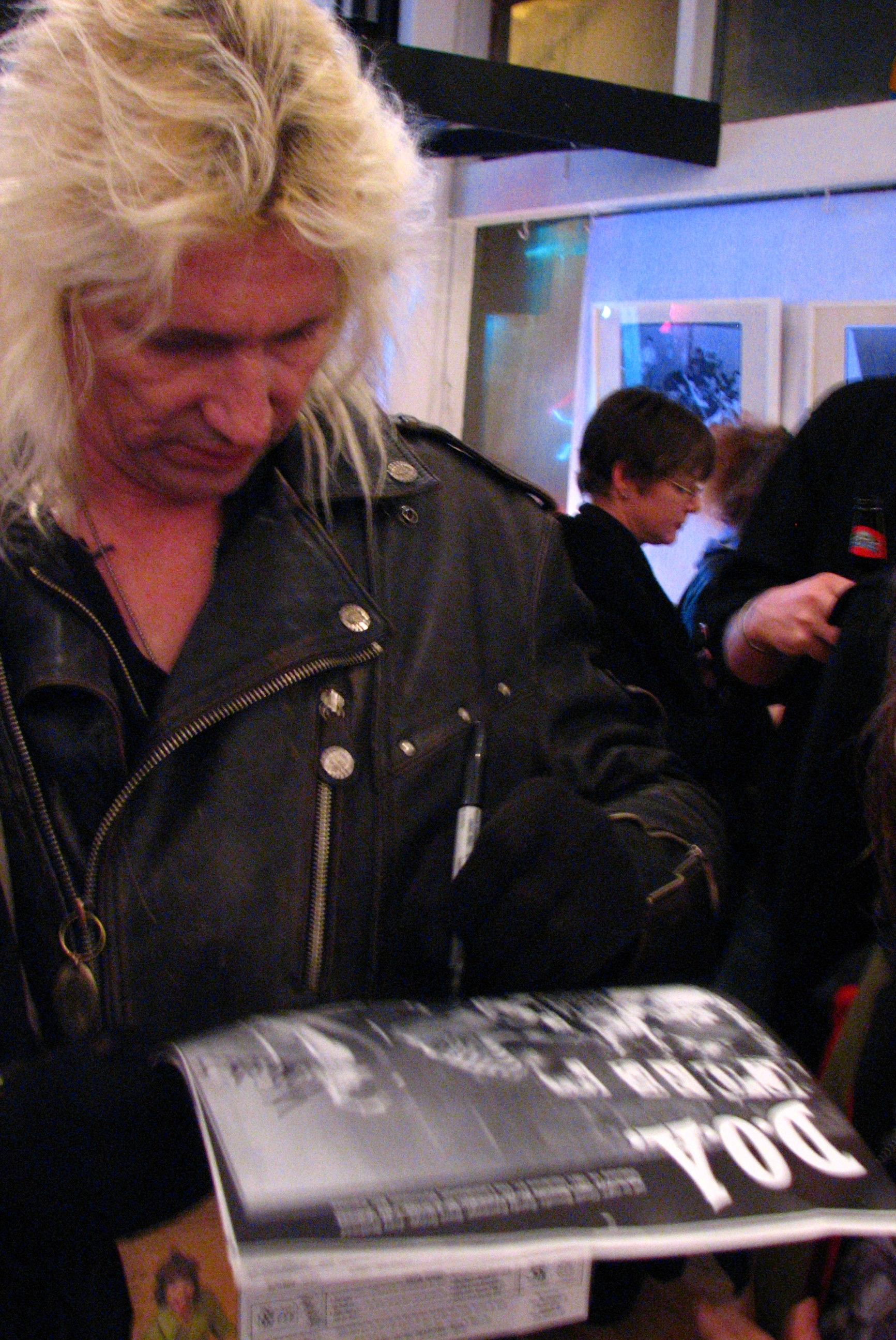
Randy Rampage; † 14. August

- 14. August: Randy Rampage, kanadischer Musiker (58)
- 14. August: Alberto Tosca, kubanischer Sänger, Komponist und Gitarrist (63)

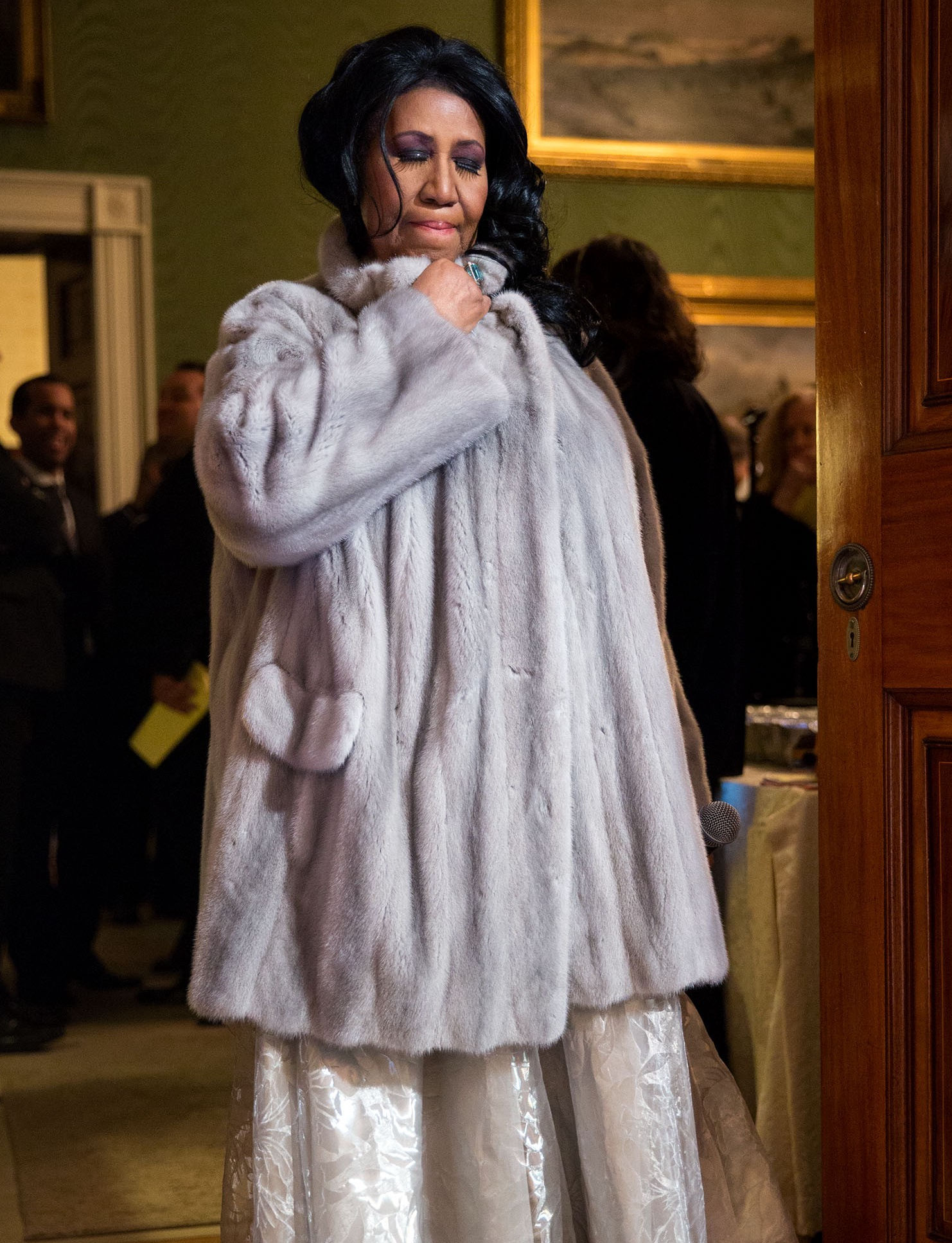
Aretha Franklin; † 16. August

- 16. August: Aretha Franklin, US-amerikanische Sängerin (76)
- 16. August: Count Prince Miller, britischer Sänger und Schauspieler (84)
- 17. August: Cayito Aponte, venezolanischer Komiker, Sänger und Schauspieler (80)
- 17. August: Claudio Lolli, italienischer Liedermacher (68)
- 18. August: Jack Costanzo, US-amerikanischer Perkussionist (98)
- 18. August: Didier Datcharry, französischer Jazzpianist (60)
- 18. August: Heino Schubert, deutscher Komponist und Kirchenmusiker (90)
- 19. August: Khaira Arby, malische Sängerin (≈59)
- 20. August: Jean Létourneau, kanadischer Hornist, Sänger, Chorleiter und Musikpädagoge (97)
- 21. August: Spencer P. Jones, neuseeländischer Musiker (61)
- 22. August: Ed King, US-amerikanischer Musiker (68)
- 22. August: Lazy Lester, US-amerikanischer Musiker (85)
- 22. August: Tad Weed, US-amerikanischer Jazzmusiker (61)

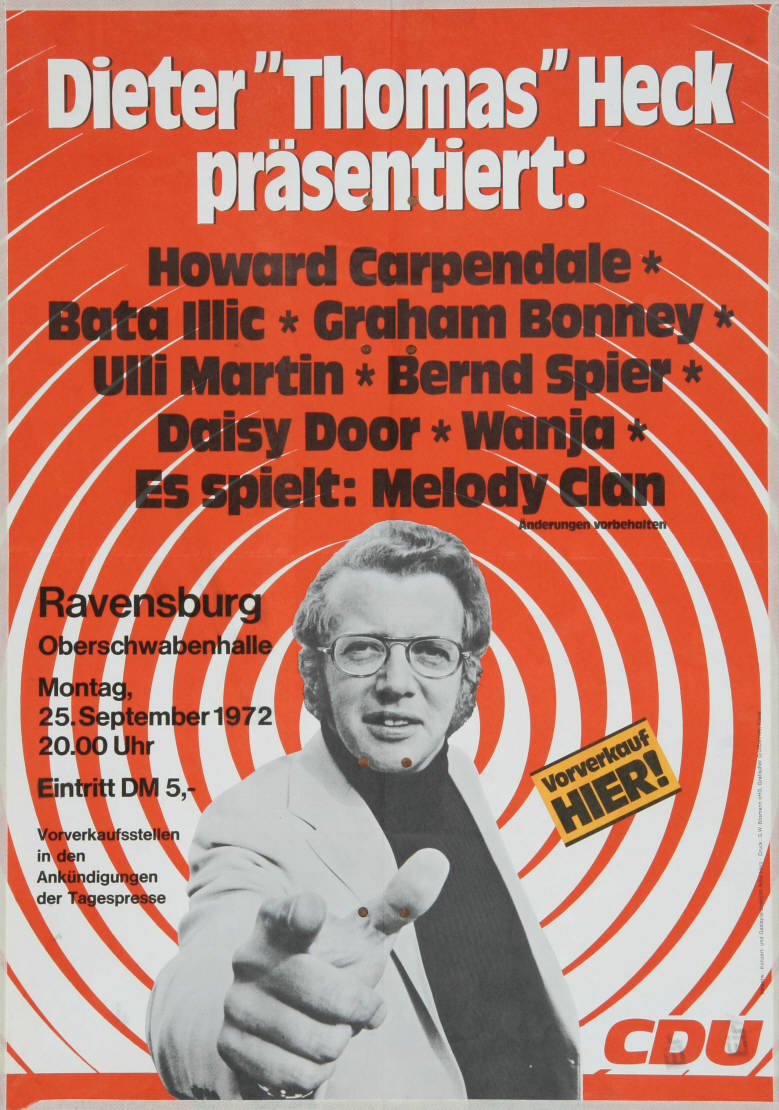
Dieter Thomas Heck; † 23. August

- 23. August: Dieter Thomas Heck, deutscher Moderator (80)
- 23. August: George Walker, US-amerikanischer Komponist (96)
- 24. August: Carlos Denogean, US-amerikanischer Schlagzeuger (30)
- 24. August: Herbert Manfred Hoffmann, deutscher Organist und Kirchenmusiker (88)
- 24. August: Uri Katzenstein, israelischer bildender Künstler, Bildhauer, Musiker, Erbauer von Musikinstrumenten und Klangmaschinen sowie Filmemacher (57)
- 24. August: DJ Ready Red, US-amerikanischer Hip-Hop-Musiker (53)
- 24. August: Jimmy Wilkins, US-amerikanischer Jazzposaunist und Bandleader (≈97)
- 25. August: Lindsay Kemp, britischer Tänzer, Pantomime und Schauspieler (80)
- 25. August: Kyle Pavone, US-amerikanischer Rockmusiker (28)
- 25. August: Noam Sheriff, israelischer Komponist (83)
- 26. August: Inge Borkh, deutsche Opernsängerin (97)
- 27. August: Zé Béttio, brasilianischer Radiomoderator, Musiker und Komponist (92)
- 27. August: Józef Kossowski, polnischer Violinist (83)
- 27. August: Hermann Lehr, österreichischer Schauspieler und Balletttänzer (74)
- 28. August: Helmut W. Brossmann, deutscher Musik- und Medienmanager (58)
- 28. August: Tony Camillo, US-amerikanischer Musikproduzent (90)
- 28. August: Juanillorro, spanischer Flamencosänger (38)
- 28. August: Will Márquez Uzcátegui, venezolanischer Sänger (50)
- 29. August: Elliot Mannette, trinidadischer Musikinstrumentenbauer (90)
- 29. August: Walentin Manochin, russischer Tänzer, Choreograph und Schauspieler (77)
- 29. August: Robert Stern, US-amerikanischer Komponist (84)
- 29. August: Paul Taylor, US-amerikanischer Choreograph (88)
- 29. August: Boris Wassemirski, russischer Dirigent (77)
- 30. August: Iossif Kobson, sowjetischer bzw. russischer Sänger und Politiker (80)
- 31. August: Mauro Borges, brasilianischer DJ und Musikproduzent (56)
- 31. August: Gloria Jean, US-amerikanische Sängerin und Schauspielerin (92)
- 31. August: Keith Vreeland, US-amerikanischer Jazzpianist und Hochschullehrer (80)
- 00. August: DJ Loutka, tschechischer DJ (51)

### September
- 01. September: Kenneth Bowen, britischer Tenor-Sänger (86)
- 01. September: Carlo Cava, italienischer Opernsänger (90)
- 01. September: Randy Weston, US-amerikanischer Jazzpianist und -komponist (92)
- 02. September: María Teresa Oller Benlloch, spanische Komponistin und Folkloristin (98)
- 02. September: Conway Savage, australischer Rockmusiker (58)
- 03. September: Katyna Ranieri, italienische Sängerin und Schauspielerin (93)
- 04. September: Donald Gardner, US-amerikanischer Soul- und Jazzmusiker (87)
- 04. September: Roman Mayboroda, ukrainischer Opernsänger (75)
- 04. September: Elisa Serna, spanische Sängerin und Komponistin (75)
- 05. September: Richard Bateman, US-amerikanischer Bassist (50)
- 06. September: Philippe Eidel, französischer Musikproduzent und Filmmusikkomponist (61)
- 06. September: Claudio Scimone, italienischer Dirigent (83)

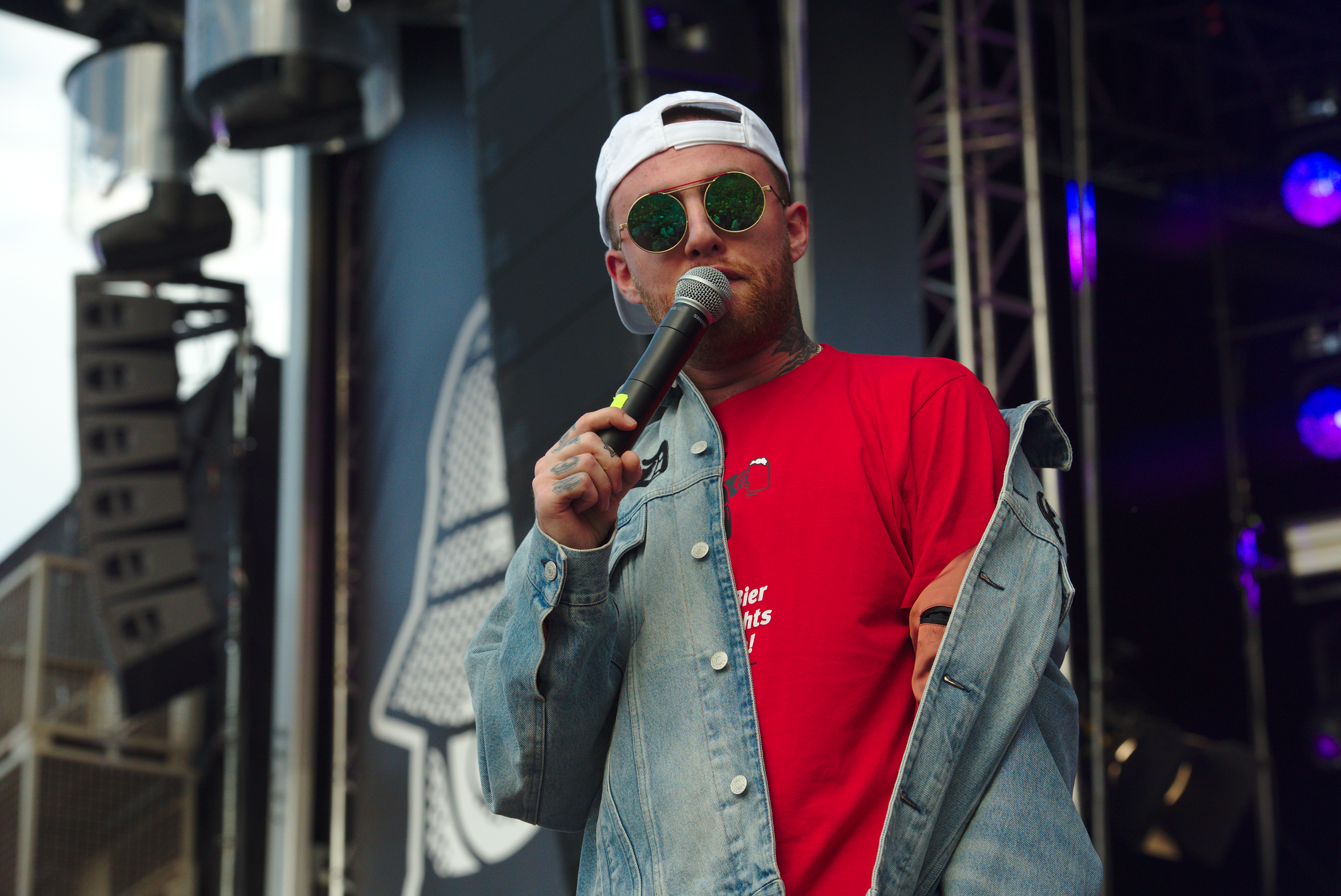
Mac Miller; † 7. September

- 07. September: Mac Miller, US-amerikanischer Rapper (26)
- 07. September: Sheila White, britische Schauspielerin und Musicaldarstellerin (69)
- 09. September: Mr. Catra, brasilianischer Komponist, Sänger und Rapper (49)
- 09. September: Daniel Küblböck, deutscher Sänger (33)
- 09. September: Robert Opratko, österreichischer Komponist (87)
- 09. September: Beat Richner, Schweizer Kinderarzt und Musiker (71)
- 10. September: Johnny Strike, US-amerikanischer Punkmusiker (70)
- 11. September: Amahdu Jah, sierra-leonisch-schwedischer Schlagzeuger, Komponist und Orchesterleiter (82)
- 12. September: Frank Baum, deutscher Musiker (82)
- 12. September: Erich Kleinschuster, österreichischer Posaunist und Hochschullehrer (88)
- 12. September: Chris Mann, australischer Lyriker, Komponist und Performer (69)
- 12. September: Ira Sabin, US-amerikanischer Verleger und Jazz-Schlagzeuger (90)
- 12. September: Rachid Taha, algerisch-französischer Sänger und Komponist (59)
- 13. September: Ivo Petrić, slowenischer Komponist und Dirigent (87)
- 13. September: Wolfgang Trommer, deutscher Dirigent (91)
- 14. September: Max Bennett, US-amerikanischer Jazz-Bassist (90)
- 14. September: Fridel Grenz, deutscher Kirchenmusiker und Komponist (88)

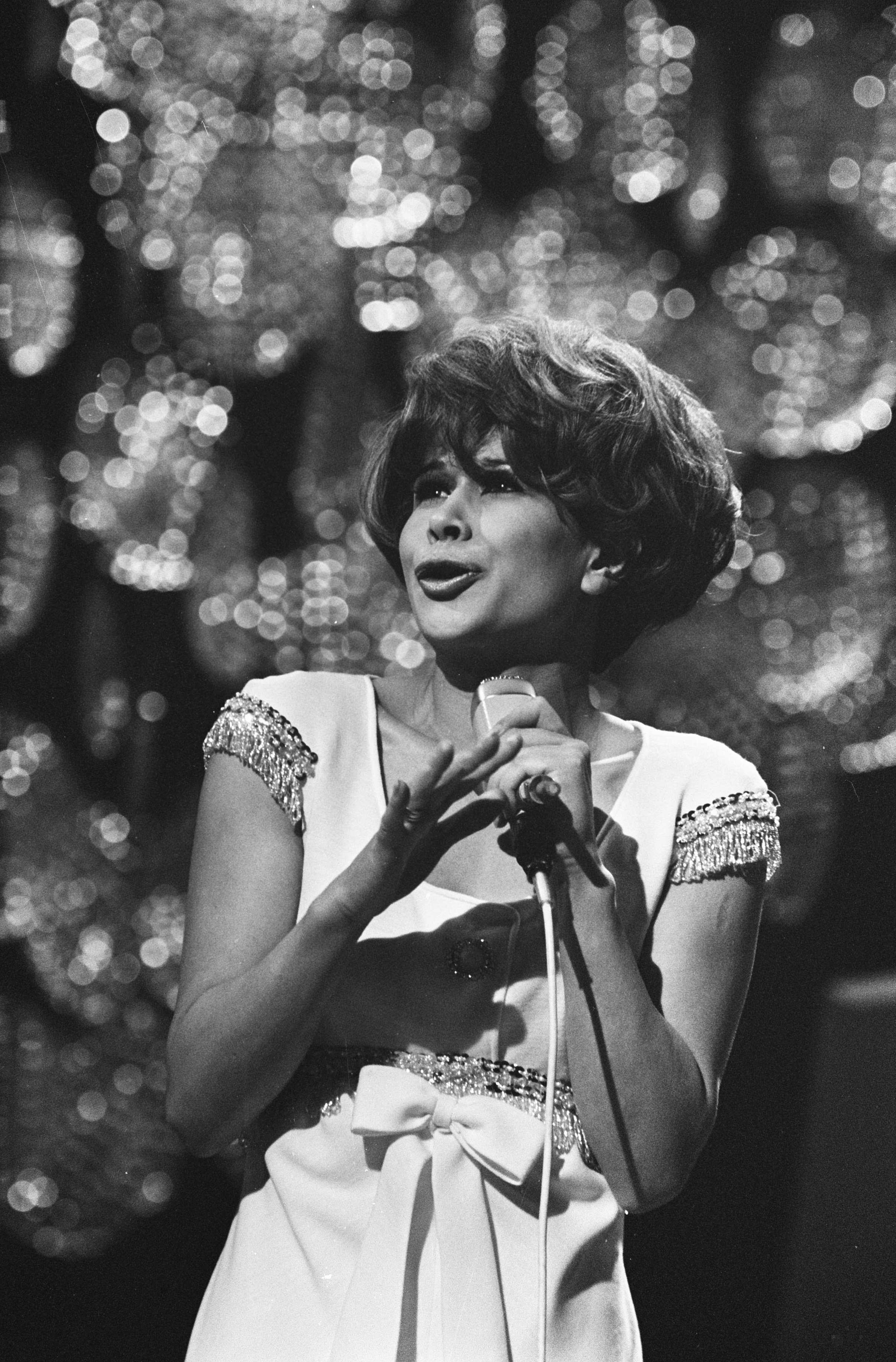
Anneke Grönloh; † 14. September

- 14. September: Anneke Grönloh, niederländische Sängerin (76)
- 14. September: Sonia von Schrebler, chilenische Sängerin (89)
- 15. September: Djamel Allam, algerischer Sänger (71)
- 15. September: James Haar, US-amerikanischer Musikwissenschaftler (89)
- 16. September: Big Jay McNeely, US-amerikanischer Saxophonist (91)
- 16. September: Ron Sutton junior, US-amerikanischer Jazzmusiker (55)
- 18. September: Piotr Lachert, polnischer Komponist (80)
- 18. September: Carmencita Lara, peruanische Sängerin (91)
- 19. September: Buren Bayar, chinesischer Sänger (58)
- 19. September: Arthur Mitchell, US-amerikanischer Tänzer (84)
- 21. September: Policarpo Calle Villalba, kolumbianisch-mexikanischer Sänger, Akkordeonist und Komponist
- 21. September: José Luis de Delás, spanischer Komponist und Dirigent (90)
- 22. September: Chas Hodges, britischer Musiker und Sänger (74)
- 23. September: Al Matthews, US-amerikanischer Schauspieler und Sänger (75)
- 23. September: Tom Vieth, deutscher Bluesmusiker (58)
- 23. September: Zipflo Weinrich, österreichischer Jazzmusiker (54)
- 24. September: Alfredo Martín Ábalos, argentinischer Folkloresänger und -perkussionist (80)
- 24. September: Vicente Bianchi, chilenischer Pianist, Komponist und Dirigent (98)
- 25. September: Friedhelm Döhl, deutscher Komponist und Musikpädagoge (82)
- 26. September: Tito Madi, brasilianischer Sänger und Komponist (89)

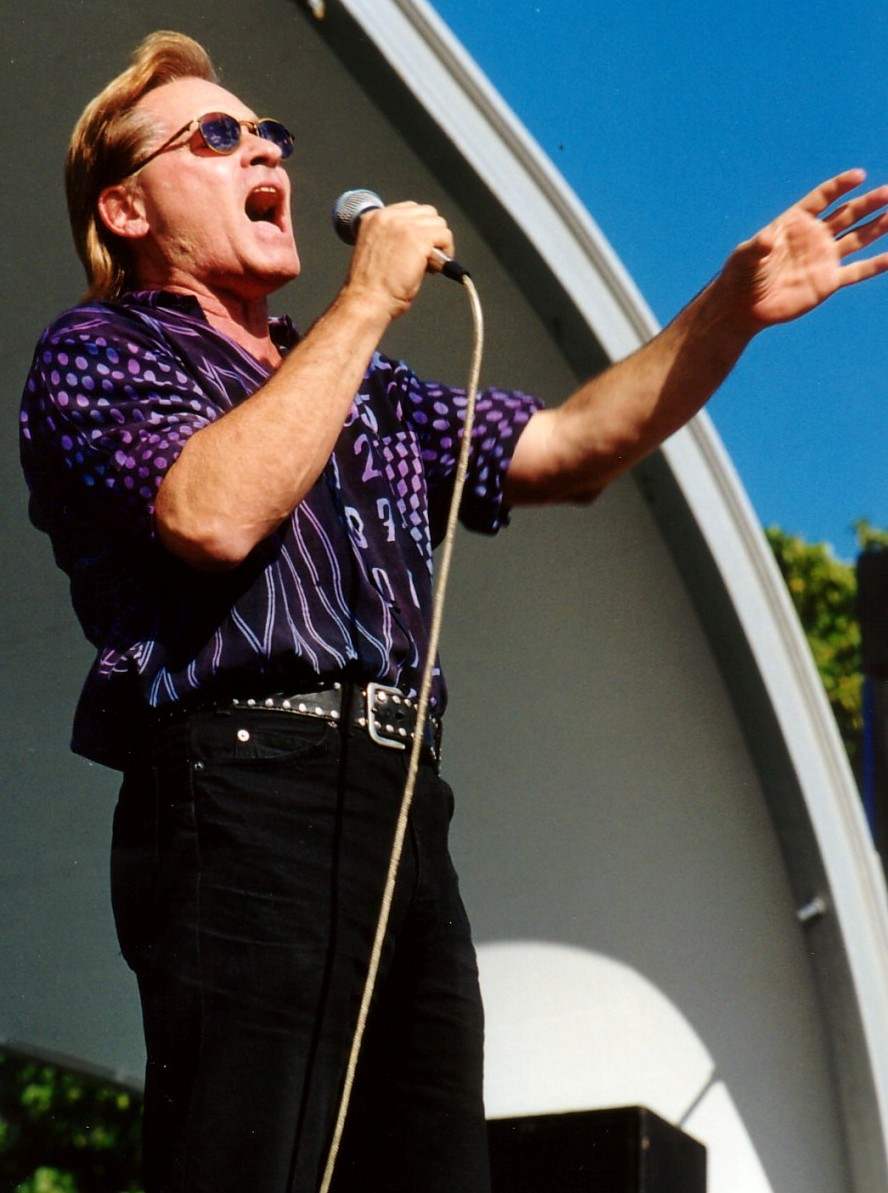
Marty Balin; † 27. September

- 27. September: Marty Balin, US-amerikanischer Rockmusiker (76)
- 27. September: Rudolf Kratzert, deutscher Klavierpädagoge und Pianist (≈72)
- 28. September: Norman Blagman, US-amerikanischer Songwriter und Produzent (92)
- 29. September: Tulsidas Borkar, indischer Harmoniumspieler (83)
- 29. September: Angela Maria, brasilianische Sängerin und Schauspielerin (88)
- 29. September: Otis Rush, US-amerikanischer Bluesmusiker (84)
- 30. September: Kim Larsen, dänischer Pop-Musiker (72)

### Oktober

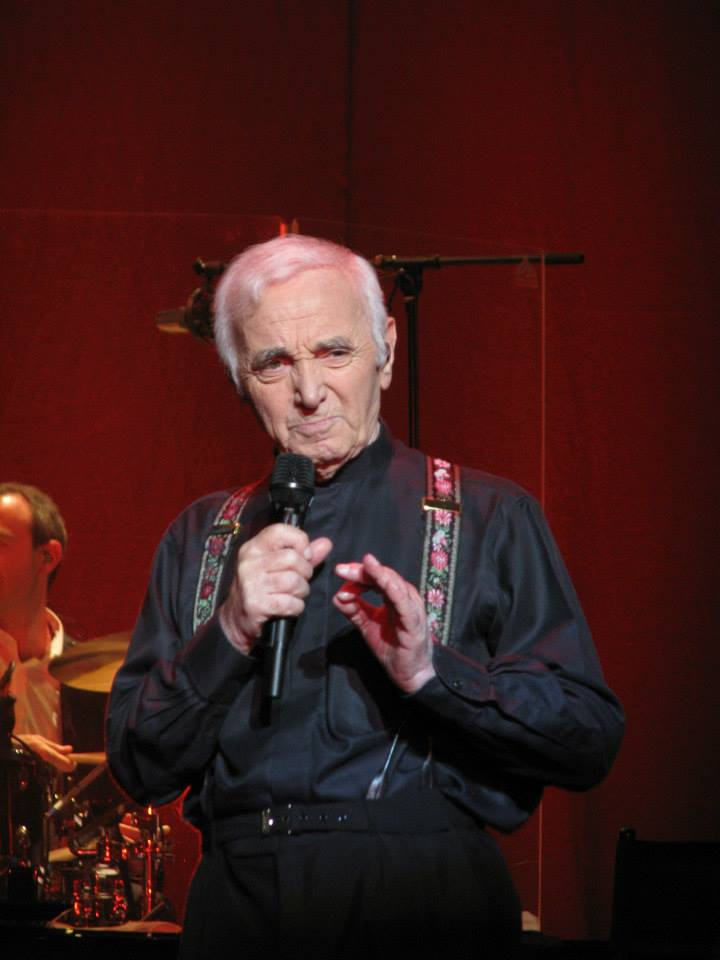
Charles Aznavour; † 1. Oktober

- 01. Oktober: Charles Aznavour, armenisch-französischer Chansonnier und Schauspieler (94)
- 01. Oktober: Caroline Charrière, Schweizer Komponistin und Dirigentin (57)
- 01. Oktober: Stelvio Cipriani, italienischer Filmkomponist (81)
- 01. Oktober: Ben Daglish, britischer Musiker und Komponist (52)
- 01. Oktober: Jerry Gonzalez, US-amerikanischer Trompeter, Flügelhornist und Perkussionist (69)
- 01. Oktober: Peggy Sue Gerron, US-amerikanische Namensgeberin für einen Buddy-Holly-Song (78)
- 02. Oktober: Jochen Brauer, deutscher Musiker (89)
- 02. Oktober: Geoff Emerick, britischer Tontechniker und Musikproduzent (72)
- 03. Oktober: Rudolf Maria Brandl, deutscher Musikethnologe (75)
- 03. Oktober: Manuel Ríos Ruiz, spanischer Dichter, Journalist und Flamenco-Forscher (84)
- 04. Oktober: Hamiet Bluiett, US-amerikanischer Jazzmusiker (78)
- 04. Oktober: Luba Edlina, sowjetische Pianistin und Musikpädagogin (89)
- 04. Oktober: Werner König, deutscher Musikwissenschaftler, -pädagoge und Komponist (80)

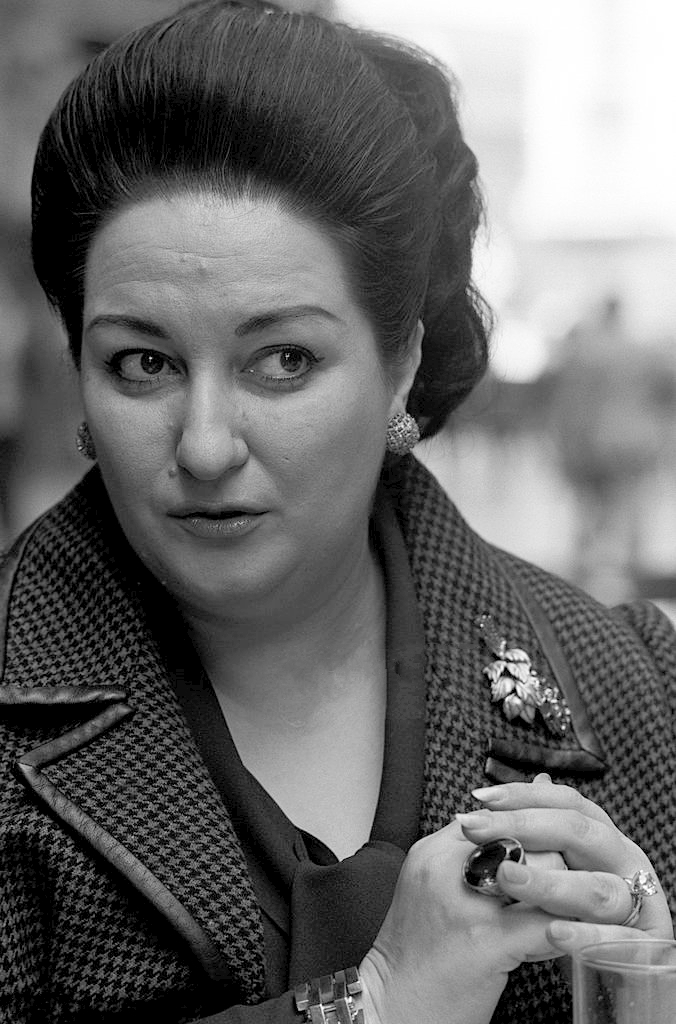
Montserrat Caballé; † 6. Oktober

- 06. Oktober: Montserrat Caballé, spanische Opernsängerin (85)
- 06. Oktober: Walther Krause, deutscher Journalist, Musikwissenschaftler und Hörfunkmoderator (81)
- 07. Oktober: Moa do Katendê, brasilianischer Komponist, Perkussionist und Capoeira-Meister (63)
- 08. Oktober: Gretchen Serrao, venezolanisch-US-amerikanische Sängerin und Model (28)
- 09. Oktober: Günter Fischer, deutscher Musiker (75)
- 09. Oktober: Rolf Soja, deutscher Komponist und Produzent (71)
- 10. Oktober: Theresa Hightower, US-amerikanische Sängerin (64)
- 12. Oktober: Takehisa Kosugi, japanischer Geiger, Komponist und Installationskünstler (80)
- 13. Oktober: Annapurna Devi, indische Musikerin (91)
- 14. Oktober: Hüseyin Ertunç, türkischer Schlagzeuger (71)
- 16. Oktober: Volker Ochs, deutscher Komponist und Kirchenmusikdirektor (89)
- 16. Oktober: Chuck Wilson, US-amerikanischer Jazzmusiker (70)
- 17. Oktober: Franklin Ashley, US-amerikanischer Theaterautor und Musiker (76)
- 17. Oktober: Valters Frīdenbergs, lettischer Sänger (30)
- 17. Oktober: Oli Herbert, US-amerikanischer Musiker (44)
- 18. Oktober: Raúl Marrero, puerto-ricanischer Cantautor (92)
- 19. Oktober: Roland Wambeck, deutscher Generalmusikdirektor (92)
- 20. Oktober: Jon James McMurray, kanadischer Rapper und Stuntman (34)
- 20. Oktober: José Julián Villafranca, venezolanischer Dichter, Dramaturg und Musiker (86)
- 23. Oktober: Karl Hochreither, deutscher Organist, Dirigent und Autor (84)
- 23. Oktober: Héctor Miranda, argentinisch-französischer Musiker, Komponist und Maler (87)
- 24. Oktober: Daniel Bamert, Schweizer Maler, Zeichner, Grafiker, Komponist und Schriftsteller (77)
- 24. Oktober: Wah Wah Watson, US-amerikanischer Musiker (67)
- 24. Oktober: Tony Joe White, US-amerikanischer Musiker (75)
- 25. Oktober: Sonny Fortune, US-amerikanischer Jazzmusiker (79)
- 25. Oktober: Vera Ilieva, bulgarische Mezzosopranistin (66)
- 25. Oktober: Peter Leiner, deutscher Trompeter und Hochschullehrer (56)
- 26. Oktober: Nikolai Petrowitsch Karatschenzow, russischer Filmschauspieler und Sänger (73)
- 27. Oktober: Freddie Hart, US-amerikanischer Country-Sänger (91)
- 27. Oktober: Fred Hess, US-amerikanischer Jazzmusiker (74)
- 27. Oktober: Ingo Insterburg, deutscher Komiker, Sänger, Multiinstrumentalist, Schriftsteller und Schauspieler (84)
- 27. Oktober: Todd Youth, US-amerikanischer Gitarrist (47)
- 28. Oktober: Jimmy Farrar, US-amerikanischer Musiker (68)
- 28. Oktober: Richard Gill, australischer Dirigent (76)
- 28. Oktober: Christoph Heckel, deutscher Bassist
- 29. Oktober: Young Greatness, US-amerikanischer Rapper (34)
- 30. Oktober: Hardy Fox, US-amerikanischer Komponist, Musiker und Sänger (73)
- 30. Oktober: Wolfgang Zuckermann, US-amerikanischer Instrumentenbauer (96)
- 31. Oktober: Charles „Chuz“ Alfred, US-amerikanischer Jazzmusiker (86)
- 31. Oktober: Naomi Millender, US-amerikanische Cellistin (73)
- 00. Oktober: Kenny Ahrens, US-amerikanischer Punk-Sänger (?)

### November
- 01. November: Winfried Petersen, deutscher Organist, Domkantor und evangelischer Landeskirchenmusikdirektor (90)
- 02. November: Roy Hargrove, US-amerikanischer Jazzmusiker (49)
- 02. November: Brooks Tillotson, US-amerikanischer Hornist (88)
- 03. November: Jörg Ewald Dähler, Schweizer Dirigent, Cembalist und Komponist (85)
- 03. November: Maria Guinot, portugiesische Sängerin (73)
- 03. November: Walter Hagen-Groll, deutscher Chordirektor (91)
- 06. November: John Heward, kanadischer Jazzmusiker und Künstler (84)
- 06. November: Hugh McDowell, britischer Musiker (65)
- 07. November: Allan Evans, US-amerikanischer Opernsänger (77)
- 07. November: Francis Lai, französischer Komponist (86)
- 07. November: Uwe Linsdorf, deutscher Disco-Betreiber (64)
- 07. November: Mícheál Ó Súilleabháin, irischer Pianist und Komponist (67)
- 07. November: Félix Valera Miranda, kubanischer Musiker, Orchesterleiter und Komponist (79)
- 08. November: Robert Shy, US-amerikanischer Jazzmusiker (≈79)
- 09. November: Samson Wieland, deutscher Rapper (≈27)
- 09. November: Eberhard Kreul, deutscher Gitarrenbauer (81)
- 11. November: Alun Morgan, britischer Jazzkritiker und -autor (90)
- 11. November: Carl Zytowski, US-amerikanischer Opernsänger (97)
- 12. November: Blanche Burton-Lyles, US-amerikanische Musikerin (85)
- 12. November: Kurt Frederic Kaiser, US-amerikanischer Musiker (83)
- 12. November: Wolfgang Schlüter, deutscher Jazz-Vibrafonist und -Perkussionist (85)

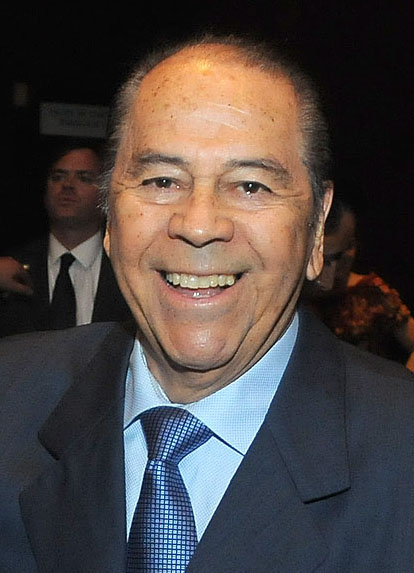
Lucho Gatica; † 13. November

- 13. November: Lucho Gatica, chilenischer Sänger (90)
- 13. November: Hiroaki Katayama, japanischer Jazzmusiker (67)
- 14. November: Masahiro Sayama, japanischer Jazzmusiker und Filmkomponist (64)
- 14. November: Mario Suárez, venezolanischer Sänger (92)
- 15. November: Kevin Bryan, US-amerikanischer Jazzmusiker (53)

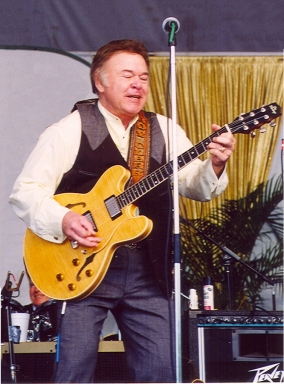
Roy Clark; † 15. November

- 15. November: Roy Clark, US-amerikanischer Countrymusiker (85)
- 16. November: Jörg Bräunig, deutscher Kantor und Organist (49)
- 16. November: Thierry Lalo, französischer Jazzmusiker, Arrangeur und Komponist (55)
- 17. November: Jens Büchner, deutscher Schlagersänger und Reality-TV-Darsteller (49)
- 17. November: Uwe Lohrmann, deutscher Komponist, Organist und Chorleiter (81)
- 17. November: Diana Petrynenko, ukrainische Sängerin (88)
- 18. November: Anthony Newcomb, US-amerikanischer Musikwissenschaftler (77)
- 19. November: Chris Burroughs, US-amerikanischer Singer/Songwriter (?)
- 20. November: Roy Bailey, britischer Folksänger und Soziologe (83)
- 20. November: Eddie C. Campbell, US-amerikanischer Bluesmusiker (79)
- 20. November: Scott English, US-amerikanischer Singer-Songwriter (81)
- 20. November: Harald Heilmann, deutscher Komponist (94)

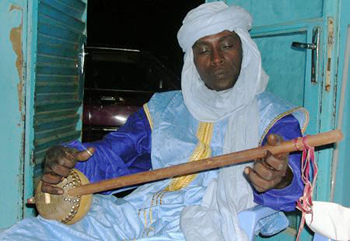
Malam Maman Barka; † 21. November

- 21. November: Malam Maman Barka, nigrischer Musiker (59)
- 21. November: Devin Lima, US-amerikanischer Sänger (41)
- 22. November: Thilo Kalke, deutscher Musiker (94)
- 22. November: Imrat Khan, indischer Sitarspieler (83)
- 22. November: Karl-Heinz King, deutscher Balletttänzer, Choreograf und Tanzpädagoge (89)
- 22. November: Jürgen Lahrtz, deutscher Musikproduzent (89)
- 22. November: Vera Schlosser, Schweizer Opernsängerin (89)
- 23. November: María Isabel Murillo, kolumbianische Musiktheaterregisseurin und -produzentin (61)
- 24. November: Harold Farberman, US-amerikanischer Dirigent und Komponist (89)
- 24. November: Martin Göß, deutscher Posaunist (82)
- 24. November: Álvaro Malta, portugiesischer Opernsänger (87)
- 25. November: Nina Beilina, russisch-US-amerikanische Violinistin (87)
- 25. November: Norio Maeda, japanischer Jazzmusiker und Filmkomponist (83)
- 25. November: Victor Martens, kanadischer Tenor und Gesangspädagoge (87)
- 26. November: Christian Jürgen Süss, deutscher Dirigent (81)
- 26. November: Mike Zero, deutscher Musiker (47)
- 27. November: Johnny Maddox, US-amerikanischer Ragtime-Pianist (91)
- 28. November: Waltel Branco, brasilianischer Komponist, Multiinstrumentalist und Musikproduzent (89)
- 28. November: Eddie C. Campbell, US-amerikanischer Bluesmusiker (79)
- 28. November: Jochen Gleichmann, deutscher Trompeter (77)
- 28. November: Gary Haisman, britischer Sänger und Stilikone des Acid House (60)
- 28. November: Roger Neumann, US-amerikanischer Jazzmusiker (77)
- 28. November: Uli Scherer, österreichischer Pianist (65)
- 29. November: Kawasaki Masaru, japanischer Komponist (94)

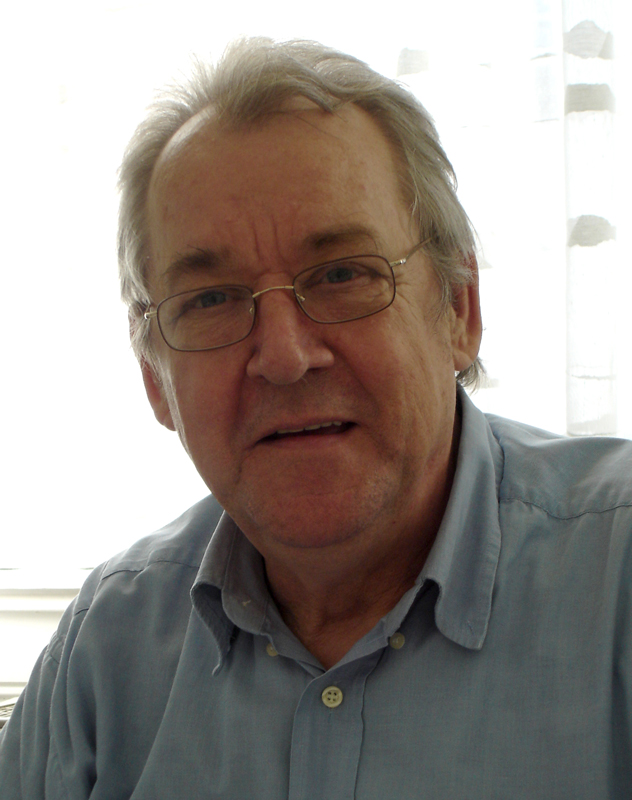
Ulrich Leyendecker; † 29. November

- 29. November: Ulrich Leyendecker, deutscher Komponist (72)
- 30. November: Víctor Lara Vásquez, peruanischer Komponist und Akkordeonist (93)

### Dezember
- 01. Dezember: Ken Berry, US-amerikanischer Schauspieler und Tänzer (85)
- 01. Dezember: Andreas Lonardoni, deutscher Filmkomponist und Bassist (62)
- 01. Dezember: Calvin Newborn, US-amerikanischer Jazzgitarrist (85)
- 01. Dezember: Gisbert Schneider, deutscher Organist und Kirchenmusikdirektor (84)

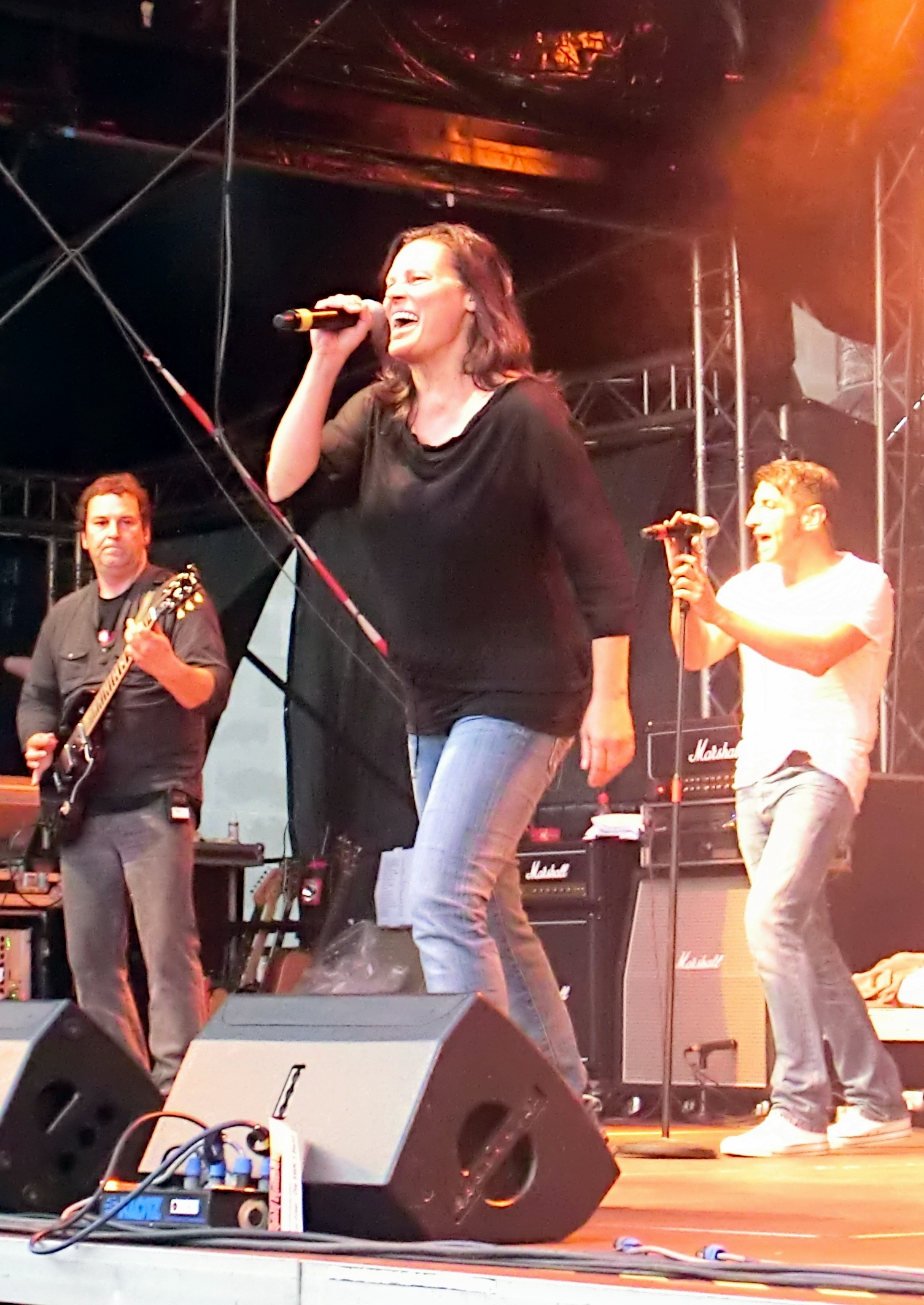
Stefanie Tücking; † 1. Dezember

- 01. Dezember: Stefanie Tücking, deutsche Fernseh- und Radiomoderatorin (56)
- 01. Dezember: Jody Williams, US-amerikanischer Bluesmusiker (83)
- 02. Dezember: Paul Trouble Anderson, britischer DJ (59)
- 02. Dezember: Peter Feil, deutscher Posaunist (56)
- 02. Dezember: Dimi Palos, griechischer Sänger (77)
- 02. Dezember: Hilli Reschl, österreichische Tänzerin, Soubrette und Schauspielerin (92)
- 02. Dezember: Perry Robinson, US-amerikanischer Jazzklarinettist (80)
- 03. Dezember: Carl Janelli, US-amerikanischer Jazzmusiker (91)
- 05. Dezember: Egon Bischoff, deutscher Tänzer, Choreograf und Ballettdirektor (84)
- 06. Dezember: Ace Cannon, US-amerikanischer Saxophonist (84)

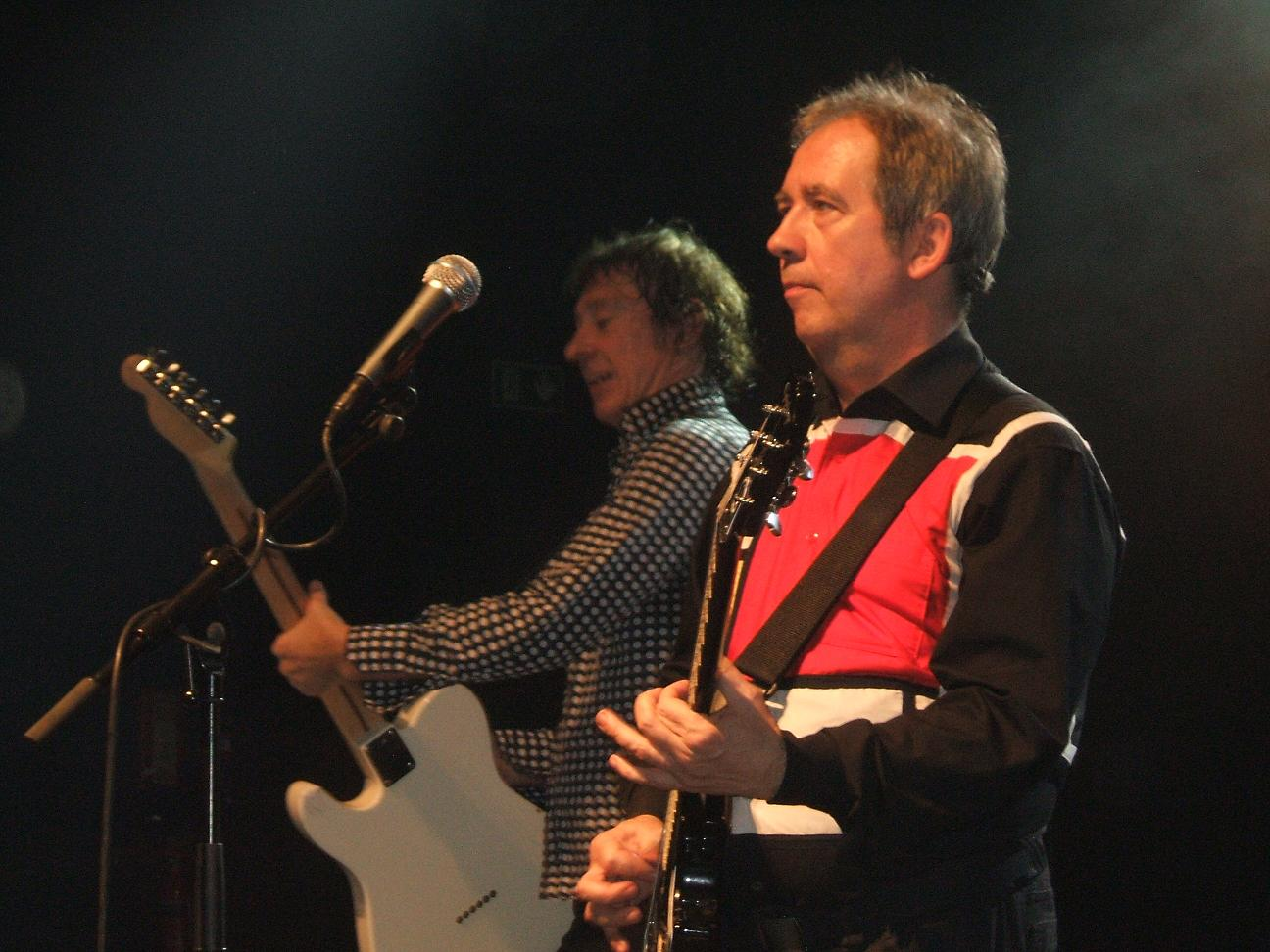
Pete Shelley; † 6. Dezember

- 06. Dezember: Pete Shelley, britischer Musiker (63)
- 08. Dezember: Herbert Schmidt, luxemburgischer Orgelbauer (86)
- 11. Dezember: Jorge López Ruiz, argentinischer Jazzmusiker, Orchesterleiter sowie Komponist und Arrangeur (83)
- 12. Dezember: Michel Camicas, französischer Jazzmusiker (85)
- 13. Dezember: Sylvia Geszty, ungarisch-deutsche Opernsängerin (84)
- 13. Dezember: Nancy Wilson, US-amerikanische Jazzsängerin (81)
- 14. Dezember: Joe Osborn, US-amerikanischer Studiomusiker (81)
- 15. Dezember: Albert Loritz, deutscher Arrangeur und Komponist (65)
- 15. Dezember: Arthur Maia, brasilianischer Musiker und Komponist (56)
- 15. Dezember: Werner Völschow, deutscher Sänger, Kulturwissenschaftler und Rezitator (85)
- 15. Dezember: Johnny Williams, US-amerikanischer Jazz-Pianist (89)
- 17. Dezember: Hans-Klaus Jungheinrich, deutscher Musikjournalist und -autor (80)
- 17. Dezember: Galt MacDermot, kanadischer Komponist (89)
- 17. Dezember: Anca Pop, rumänische Sängerin (34)
- 17. Dezember: Juppi Schaefer, deutscher Clubbetreiber und Konzertveranstalter (71)
- 18. Dezember: Lino Betancourt Molina, kubanischer Journalist, Radiomoderator und Musikwissenschaftler (88)
- 19. Dezember: Norman Gimbel, US-amerikanischer Liedtexter (91)
- 20. Dezember: Dennis Johnson, US-amerikanischer Mathematiker und Komponist (80)
- 21. Dezember: Carlos Feller, argentinischer Opernsänger (96)
- 21. Dezember: Johannes Goritzki, deutscher Cellist und Dirigent (76)
- 21. Dezember: Laya Raki, deutsche Tänzerin, Sängerin und Schauspielerin (91)
- 22. Dezember: Bob Freedman, US-amerikanischer Musiker und Arrangeur (94)
- 22. Dezember oder 23. Dezember: Peter Lackner, österreichischer Komponist und Dozent (52)
- 22. Dezember: Josef Seuffert, deutscher Priester und Kirchenlieddichter (92)

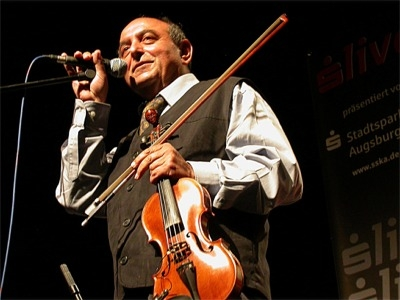
Schmitto Kling; † 23. Dezember

- 23. Dezember: Schmitto Kling, deutscher Jazzgeiger und Geigenbauer (72)
- 24. Dezember: Zsuzsa Kun, ungarische Balletttänzerin und -direktorin (84)
- 24. Dezember: Jaime Torres, argentinischer Musiker (80)
- 25. Dezember: Kassian Erhart, österreichischer Bildhauer und Klangkünstler (≈70)
- 25. Dezember: Christian Schafrik, deutscher Schlagersänger (76)
- 26. Dezember: Theodore Antoniou, griechischer Dirigent und Komponist (83)
- 26. Dezember: Michel Ciry, französischer Maler, Grafiker, Schriftsteller und Komponist (99)
- 27. Dezember: Miúcha, brasilianische Sängerin und Komponistin (81)
- 28. Dezember: Christine McGuire, US-amerikanische Sängerin (92)
- 29. Dezember: Aldo Parisot, brasilianisch-US-amerikanischer Cellist (100)
- 29. Dezember: „Chugo“ Tobar, ecuadorianischer Sänger (74)
- 29. Dezember: Marianna Toli, griechische Sängerin und Schauspielerin (66)
- 30. Dezember: Larry Austin, US-amerikanischer Komponist, Dirigent und Musikwissenschaftler (88)
- 31. Dezember: Dean Ford, britischer Musiker (72)
- 31. Dezember: Urbie Green, US-amerikanischer Jazzposaunist (92)
- 31. Dezember: Kató Havas, ungarische Violinistin und Geigenpädagogin (98)

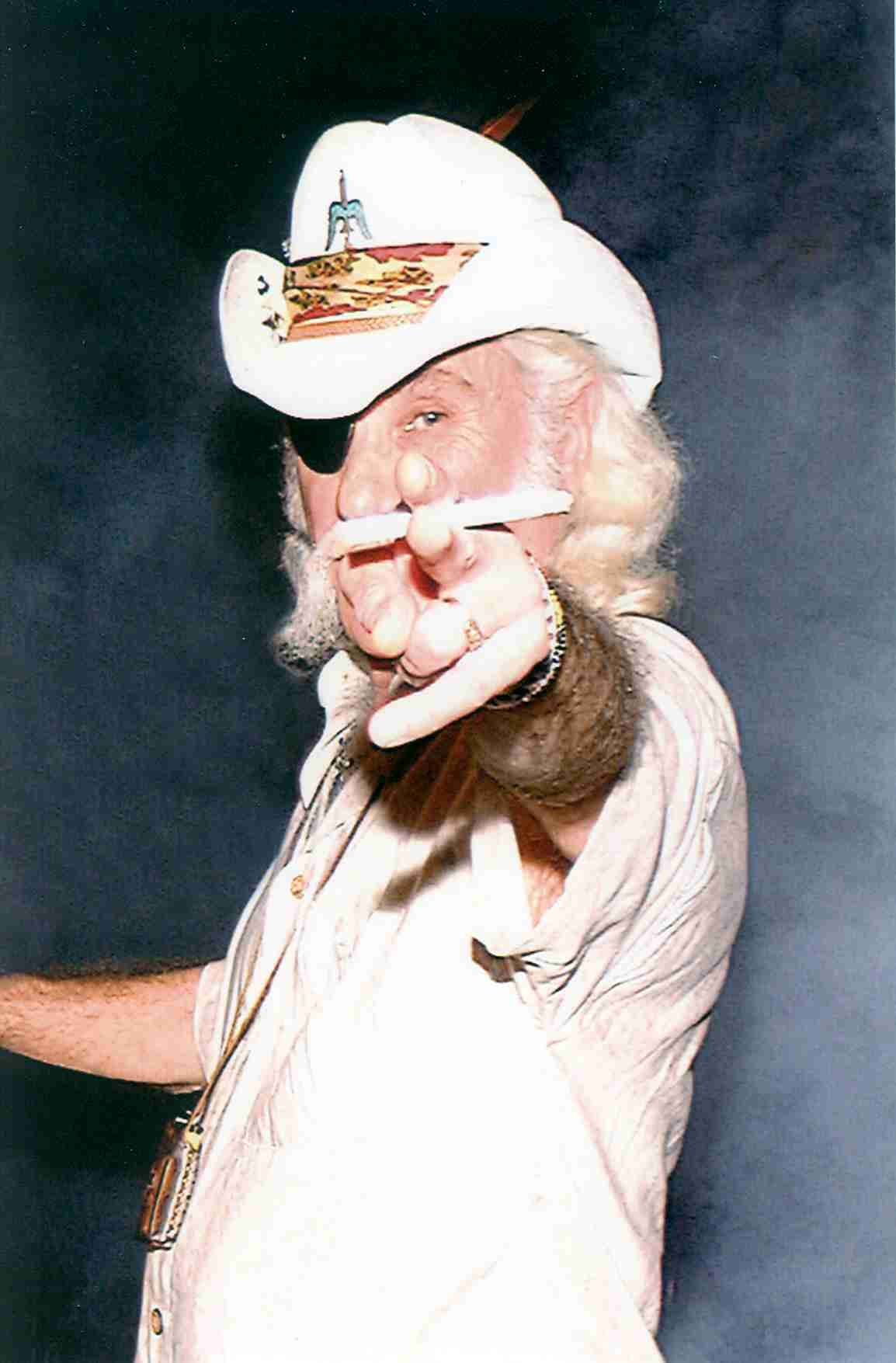
Ray Sawyer; † 31. Dezember

- 31. Dezember: Ray Sawyer, US-amerikanischer Musiker (81)
- 00. Dezember: Boy Raaymakers, niederländischer Trompeter (≈74)
- 00. Dezember: Alexander Markowitsch, russischer Pianist und Komponist (54)
- 00. Dezember: Harry Stoneham, britischer Musiker (≈88)
- 00. Dezember: Mike Taylor, kanadischer Musiker (≈30)

### Genaues Todesdatum unbekannt
- Juan Román Padilla, spanischer Gitarrenbauer (≈90)
- Bill Reid, britischer Jazzmusiker und Promoter (84)
- Howard Williams, US-amerikanischer Jazzpianist (≈88)